# Candé
Vous lisez un « article de qualité » labellisé en 2008.
Pour les articles homonymes, voir Candé (homonymie).
Candé est une commune française, située dans le département de Maine-et-Loire en région Pays de la Loire. Jusqu'en 2015, la commune fut le chef-lieu du canton de Candé. Au dernier recensement de 2022, la commune comptait 2 815 habitants.
Candé fait historiquement partie de l'Anjou, elle se trouve aux confins occidentaux de la province, face à la Bretagne. Apparue vers l'an mille en tant que place forte sur les Marches de Bretagne, la ville possède au Moyen Âge un château et des remparts. Du fait de sa situation stratégique, elle a connu divers épisodes de l'histoire angevine et bretonne avant l'union de la Bretagne à la France au XVIe siècle. Candé a perdu son rôle militaire avec l'unification, mais elle est demeurée sous l'Ancien Régime une petite ville d'institutions, puisqu'elle possédait un tribunal, un grenier à sel et plusieurs établissements religieux. Elle était notamment à la tête d'une baronnie et d'un doyenné. La ville a aussi longtemps vécu du commerce, grâce à son marché et à sa foire aux bestiaux remontant au XIe siècle, cette dernière ayant disparu en 1990.
Pendant la Révolution, la ville a perdu ses institutions d'Ancien Régime et elle a été touchée par la Chouannerie. Elle s'est progressivement tournée vers la petite industrie au cours du XIXe siècle. Ce secteur, lié à l'agriculture, demeure la principale activité de la ville, à côté du petit commerce. Candé conserve plusieurs traces de son passé, comme plusieurs châteaux, une chapelle du XIIe siècle et un centre ancien fait de rues étroites, de maisons et d'hôtels particuliers typiques des XVIIe et XVIIIe siècles.

## Géographie

### Localisation

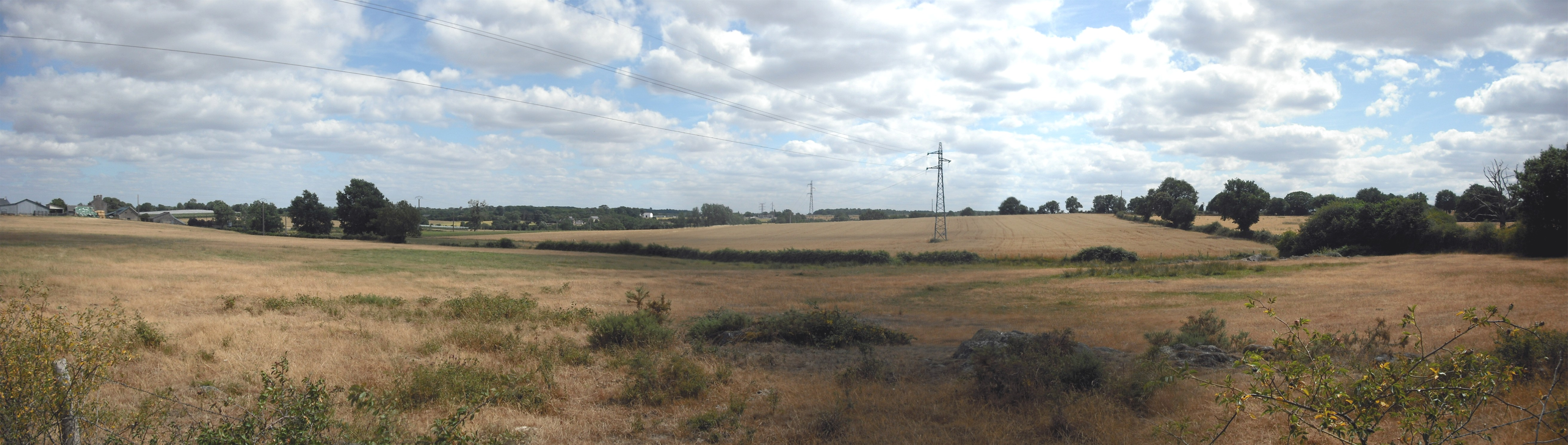
Paysage des alentours de Candé.

La commune est située dans l'ouest du département de Maine-et-Loire, près de la Loire-Atlantique. Ces deux départements sont aujourd'hui inclus dans la même région des Pays de la Loire, mais ils font partie de provinces historiques différentes puisque le Maine-et-Loire était en Anjou et la Loire-Atlantique en Bretagne. Jusqu'à l'union de la Bretagne à la France en 1532, Candé a d'ailleurs été située à la frontière entre deux États différents. Candé se trouve plus précisément dans le Haut-Anjou, un pays vallonné au nord de la Loire, qui comprend des villes comme Segré, Pouancé ou Château-Gontier en Mayenne angevine.
L'agglomération se situe au carrefour des routes reliant Angers à Châteaubriant et Segré à Ancenis. Elle est située à une vingtaine de kilomètres d'Ancenis et Segré et à une quarantaine de kilomètres de Châteaubriant et d'Angers. Elle se trouve aussi à une vingtaine de kilomètres au nord de la Loire.
Candé se trouve dans l'aire linguistique de l'angevin, une langue d'oïl proche du gallo de Haute-Bretagne, couramment parlée par les classes populaires jusqu'au XXe siècle. Les classes favorisées avaient quant à elles adopté le français standard depuis le XVIe siècle.
La région proche se caractérise par un environnement de plaine ondulée formée de roches dures, avec des petites vallées fluviales parfois très encaissées. C'est une terre de bocage qui se trouve à l'extrémité orientale de l'ensemble paysager armoricain, traditionnellement orientée vers la polyculture et l'élevage combinés, bien que les exploitations agricoles tendent à se spécialiser dans la culture ou l'élevage.
Avant les défrichements du Moyen Âge, le territoire était partagé entre les pelouses sèches et la lande, qui couvrait les hauteurs incultes, et la forêt, composée de chênes pédonculés et sessiles, qui encerclait les cours d'eau et les prairies humides. Les arbres restent très présents dans le paysage et les petits bois situés dans les vallées, les haies et les parcs à l'anglaise qui entourent les nombreux châteaux de la région forment des corridors écologiques tout en offrant une continuité boisée qui ferme l'horizon. Le paysage du Haut-Anjou a néanmoins été profondément modifié à la fin du XXe siècle, avec des remembrements qui ont fait disparaître une partie du bocage en créant des champs plus vastes, ainsi qu'avec la plantation de nouvelles forêts sur les plus mauvaises terres, notamment des pins Douglas, des peupliers et des chênes.

### Communes limitrophes
Candé est entourée des communes d'Angrie au nord-est, La Cornuaille (commune de Val d'Erdre-Auxence) au sud-est, Freigné (commune des Vallons-de-l'Erdre) au sud-ouest et Vritz (communes des Vallons-de-l'Erdre) au nord-ouest.
Angrie fait partie comme Candé de l'Anjou Bleu Communauté. La Cornuaille (commune de Val d'Erdre-Auxence) fait partie de la Communauté de communes des Vallées du Haut-Anjou. Enfin, Freigné et Vritz, sont des communes associées de la commune nouvelle des Vallons-de-l'Erdre, dans la Communauté de communes du Pays d'Ancenis en Loire-Atlantique.

### Géologie et relief

Carte du sous-sol de Candé. Formations visibles sur le territoire communal :
Schistes argileux de l'Ordovicien
Grès et conglomérats  de l'Ordovicien
Sables rouges et cailloutis du Pliocène
Grès de l'Ordovicien
Alluvions modernes (sables, limons, argiles)
Ampélites du Silurien
- Couloir de failles Candé-Pouancé.

La région de Candé se trouve sur le Massif armoricain, qui est composé de plusieurs unités géologiques parallèles, qui s'étendent sur des axes nord-ouest/sud-est. La commune est située sur l'anticlinal de Lanvaux, qui s'étend d'Angers au Finistère. Il est formé de terrains sédimentaires qui datent du Protérozoïque supérieur à l'Ordovicien ainsi que d'une lame gneissique de l'Ordovicien, et il est bordé au sud par un alignement de poches d'ampélites (Llandovery-Wenlock). Cet anticlinal est étroit et il est limité au nord et au sud par des failles. Au nord, il s'agit de la faille Angers-Malestroit, qui le sépare de l'unité de Saint-Julien-de-Vouvantes, qui est visible par exemple sur le territoire de Vritz et de Challain-la-Potherie. Au sud, l'anticlinal de Lanvaux est limité par la faille de Freigné, au-delà de laquelle s'étend l'unité Redon-Nozay. Une toute petite partie du sous-sol de Candé, composée de grès de l'Ordovicien moyen à supérieur, appartient à cet ensemble,.
Le sous-sol candéen est principalement fait de schistes argileux semblables à ceux des carrières de La Pouëze et de Trélazé. La commune a d'ailleurs compté une ardoisière au milieu du XIXe siècle. Des zones sont aussi constituées de conglomérats et de grès. Ces zones se caractérisent par un grès grossier et de gros grains de quartz. Quelques poches de poudingue composé de galets quartzeux se trouvent dans ces zones, comme au lieu-dit le Buisson et au sud de Saint-Gilles.

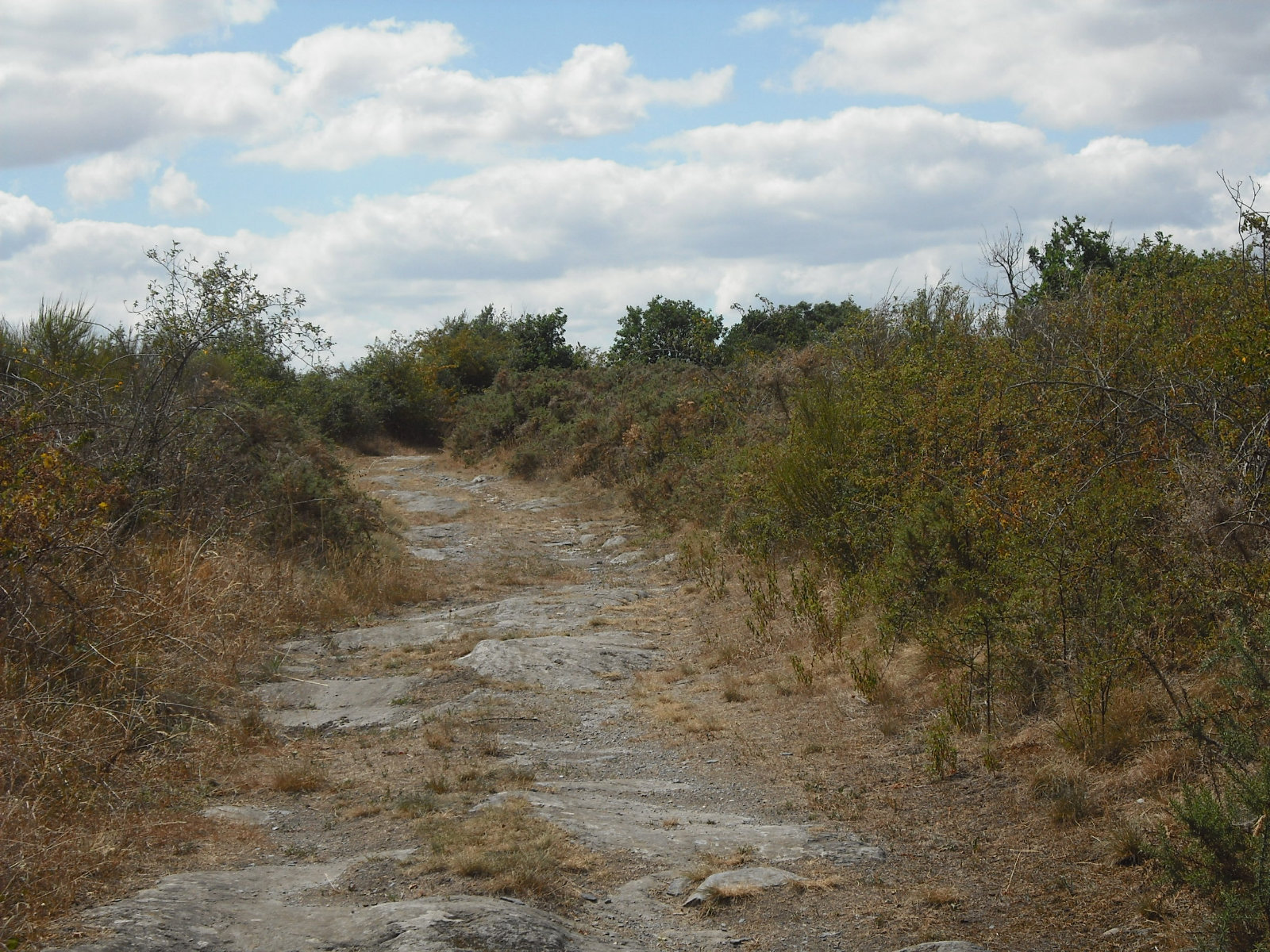
Lande et chemin en schiste près de Candé.

Les petites vallées dans lesquelles coulent les rivières et ruisseaux sont recouvertes de sables rouges et de cailloutis du Pliocène. Le sable rouge est un sable feldspathique légèrement argileux, contenant quelques grains de glauconie, parfois des polypiers. Rougi par rubéfaction, il a été déposé au tout début du Pléistocène, lorsqu'une mer froide recouvrait la région. Certaines poches de sable peuvent atteindre jusqu'à 23 mètres de profondeur autour du Grand-Gué. La partie inondable des vallées est recouverte d'alluvions modernes, incluant du sable, du limon et de l'argile. Le sous-sol du Haut-Anjou contient des quantités plus ou moins grandes de fer, qui ont été exploitées industriellement jusqu'au milieu du XXe siècle. Quelques gisements datant de l'Ordovicien se trouvent autour de la commune, comme celui de La Boserie à Angrie.
Le paysage de la commune est marqué par l'anticlinal de Lanvaux, qui forme la dorsale sur laquelle se trouve le centre-ville. Cette dorsale s'arrête brusquement au niveau du Mandit et du Grand-Gué pour ensuite remonter à la Grée-Saint-Jacques. Cette trouée correspond à un couloir de failles qui s'étend de Pouancé à Candé et qui rappelle l'activité tectonique faible mais régulière de la région. Cette disposition a créé un site défensif naturel, puisqu'elle a donné naissance à un éperon rocheux bordé par plusieurs cours d'eau. L'altitude de la ville est comprise entre 32 et 67 mètres ; le centre-ville et les quartiers adjacents culminent entre 60 et 70 mètres d'altitude tandis que les cours d'eau coulent entre 41 et 32 mètres. Au sud, de l'autre côté de l'Erdre, Beaulieu se trouve à une quarantaine de mètres, tandis que Saint-Gilles atteint 62 mètres. À l'ouest, la Grée-Saint-Jacques atteint les 54 mètres.

### Hydrographie

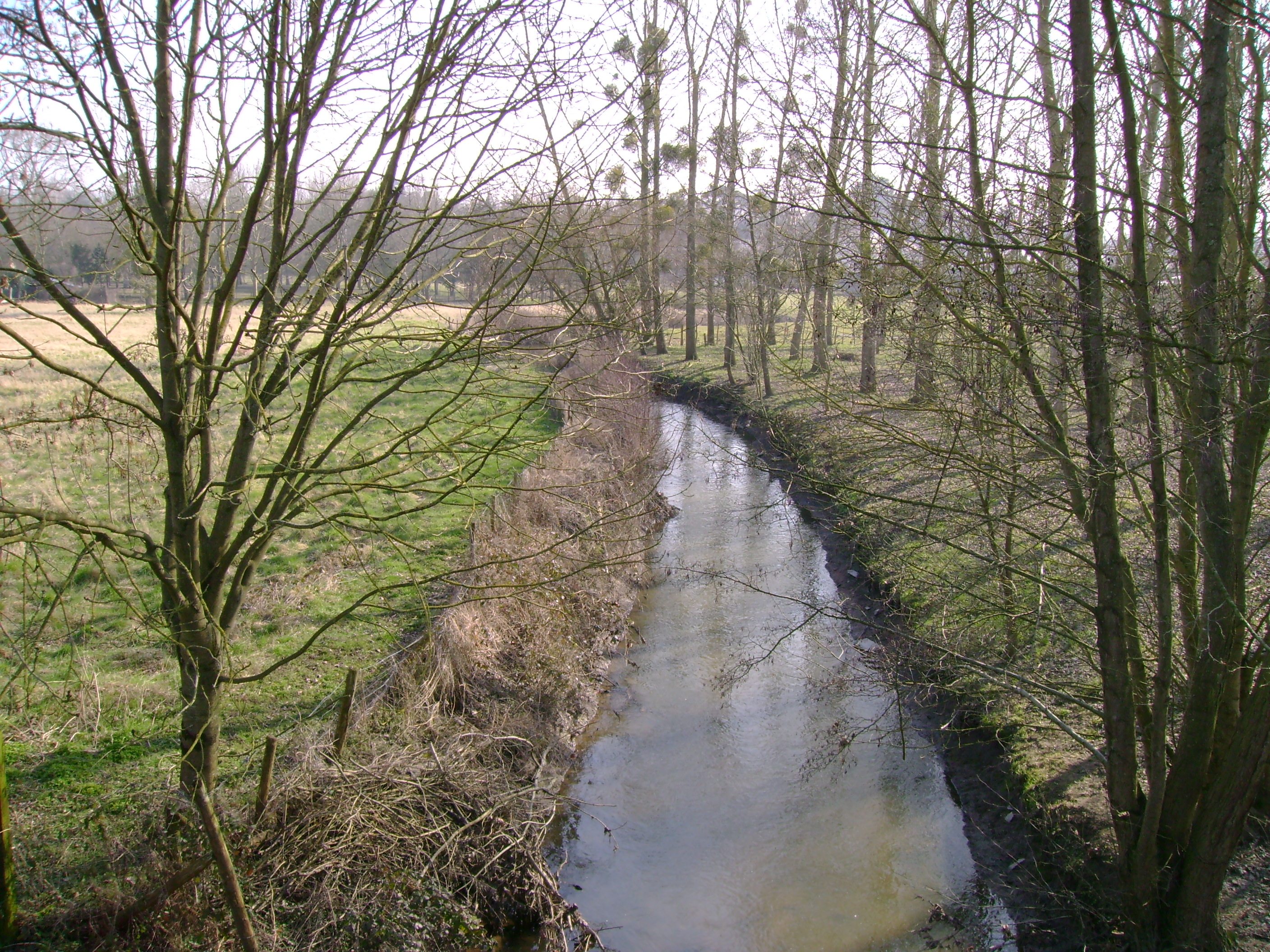
L'Erdre à Candé en hiver.

Candé se trouve au confluent de plusieurs cours d'eau, une situation qui lui a d'ailleurs donné son nom, puisqu'il descend d'un mot celte signifiant « confluent ».
La principale rivière à Candé est l'Erdre, qui traverse la commune d'est en ouest, séparant notamment le centre-ville des quartiers périphériques de Beaulieu et Saint-Gilles. Ces deux quartiers sont eux-mêmes séparés par le Moiron, un ruisseau qui coule du sud vers le nord avant de rejoindre l'Erdre. Le principal confluent de la commune est cependant formé par la réunion de trois cours d'eau, le Mandit, le Grand-Gué et l'Erdre, qui se rencontrent au sud-ouest du centre-ville. D'abord, le Mandit, venu de l'ouest, et le Grand-Gué, venu du nord, se rencontrent dans une zone d'étangs qui descend vers le sud, puis ils forment un seul cours d'eau jusqu'à l'Erdre.

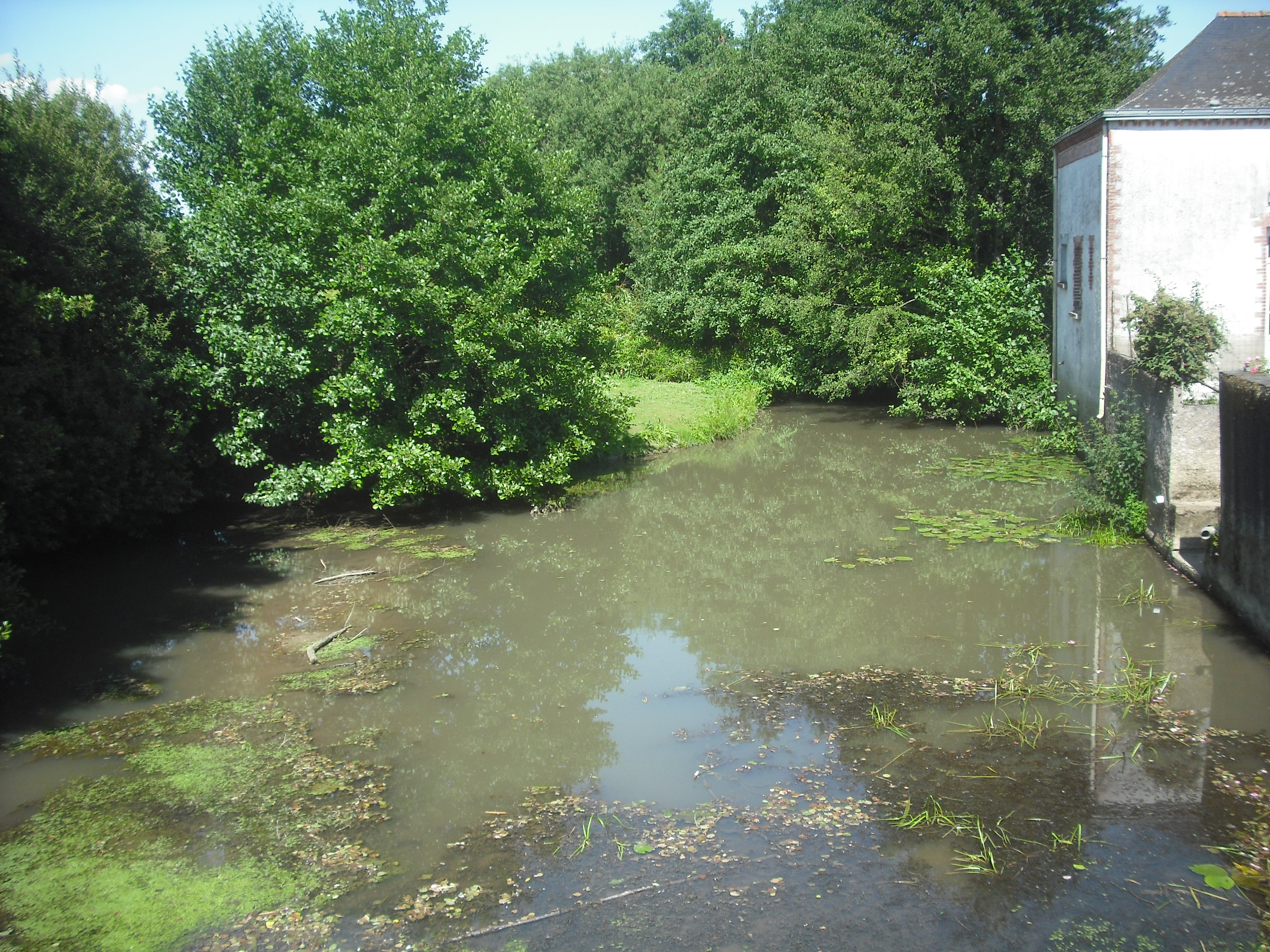
Le Mandit peu avant le confluent avec l'Erdre.

L'Erdre est l'un des derniers affluents de la Loire, qu'elle rejoint à Nantes. À Candé, elle n'est qu'à une vingtaine de kilomètres de sa source, située à La Pouëze. La commune est donc sur le cours supérieur de l'Erdre, et la rivière y a une taille modeste, bien qu'elle soit significativement augmentée par les apports du Moiron et du Mandit. L'Erdre a à Candé un débit moyen de 0,55 m3/s. Le débit atteint son niveau le plus bas en avril, le mois le plus sec de l'année, avec 0,12 m3/s, et le plus fort en décembre, avec 2,53 m3/s. Le cours de la rivière est largement artificialisé : elle a été recalibrée en amont de Villegontier, où un étang a été creusé pour contenir d'éventuels débordements, et de nombreux remblais l'encadrent dans sa traversée urbaine. Les eaux de la rivière sont de qualité moyenne, notamment à cause de la présence de nitrates dus aux rejets agricoles.

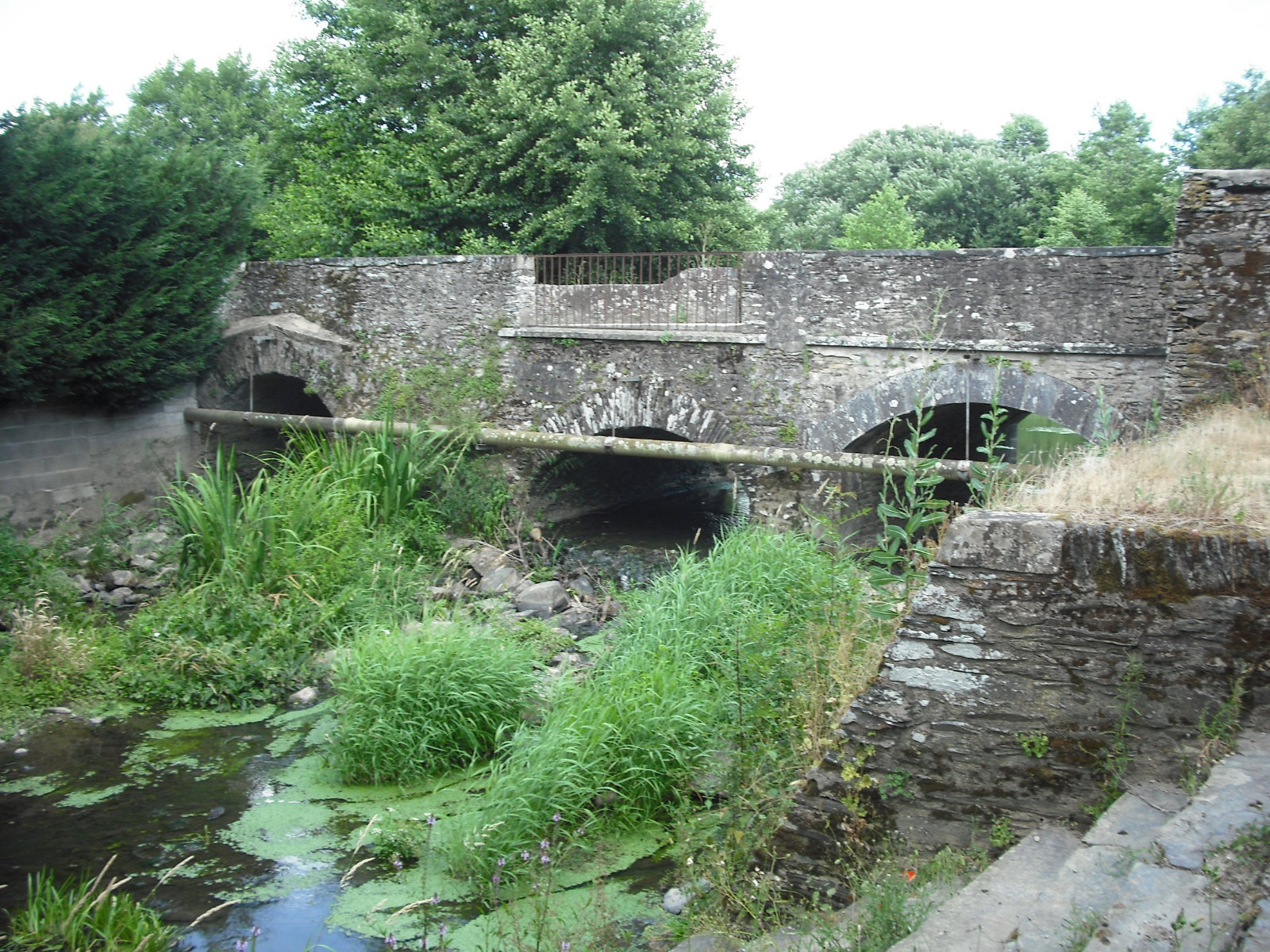
L'Arche Saint-Denis, sur le Mandit.

Le Mandit, né aux alentours de Saint-Sulpice-des-Landes, coule dans le sens inverse de l'Erdre, de l'ouest vers l'est. Il entre sur le territoire de Candé par le nord-ouest, où il rencontre le petit ruisseau de la Gicquelais, qui prend sa source à Vritz. Ensuite, il se dirige vers le sud, en traversant une zone d'étangs qu'il alimente avec le Grand-Gué, avant de rejoindre l'Erdre. Le Grand-Gué naît de la réunion de deux ruisseaux, le Pont-Trion et le Pont-du-Rocher, qui viennent respectivement des communes de Vritz et d'Angrie. Les deux se rencontrent au lieu-dit la Kiriaie, au nord de Candé. Au niveau de La Ramée, la zone d'étangs commune au Mandit et au Grand-Gué est augmentée par les eaux du Fief-Briand, un ruisseau venant lui aussi d'Angrie. Les poches de sables rouges qui se trouvent sous le Grand-Gué contiennent les principales ressources en eau de la commune. Celles-ci sont exploitées grâce à deux puits situés sur la commune de Vritz.
À l'origine, Le Mandit et le Grand-Gué formaient des marécages qui ont été transformés en étangs au Moyen Âge pour créer des douves et ainsi mieux défendre la ville. Les petits barrages construits pour former ces étangs servaient par ailleurs à faire fonctionner des moulins. Il y avait ainsi un moulin à drap sur le Mandit à l'emplacement de l'arche Saint-Denis. Au sud, sur l'Erdre, ainsi qu'au nord, sur le Fief-Briand, deux autres étangs alimentaient de la même façon des moulins à farine,. Il y avait aussi des tanneries. Les étangs du Mandit et du Grand-Gué furent asséchés au XVIIIe siècle pour des raisons salubrité et ceux de l'Erdre et du Fief-Briand au XIXe siècle pour des raisons agricoles. De nouveaux étangs ont été à nouveau creusés autour des cours d'eau à la fin du XXe siècle, notamment pour réguler les crues.

### Climat
Pour des articles plus généraux, voir Climat des Pays de la Loire et Climat de Maine-et-Loire.
En 2010, le climat de la commune est de type climat océanique altéré, selon une étude du CNRS s'appuyant sur une série de données couvrant la période 1971-2000. En 2020, Météo-France publie une typologie des climats de la France métropolitaine dans laquelle la commune est exposée à un climat océanique et est dans la région climatique Bretagne orientale et méridionale, Pays nantais, Vendée, caractérisée par une faible pluviométrie en été et une bonne insolation.
Pour la période 1971-2000, la température annuelle moyenne est de 11,7 °C, avec une amplitude thermique annuelle de 13,6 °C. Le cumul annuel moyen de précipitations est de 738 mm, avec 12 jours de précipitations en janvier et 6 jours en juillet. Pour la période 1991-2020, la température moyenne annuelle observée sur la station météorologique de Météo-France la plus proche, sur la commune d'Angrie à 5 km à vol d'oiseau, est de 12,3 °C et le cumul annuel moyen de précipitations est de 710,5 mm,. Pour l'avenir, les paramètres climatiques de la commune estimés pour 2050 selon différents scénarios d'émission de gaz à effet de serre sont consultables sur un site dédié publié par Météo-France en novembre 2022.

### Réseau de communication et transports

#### Réseau routier

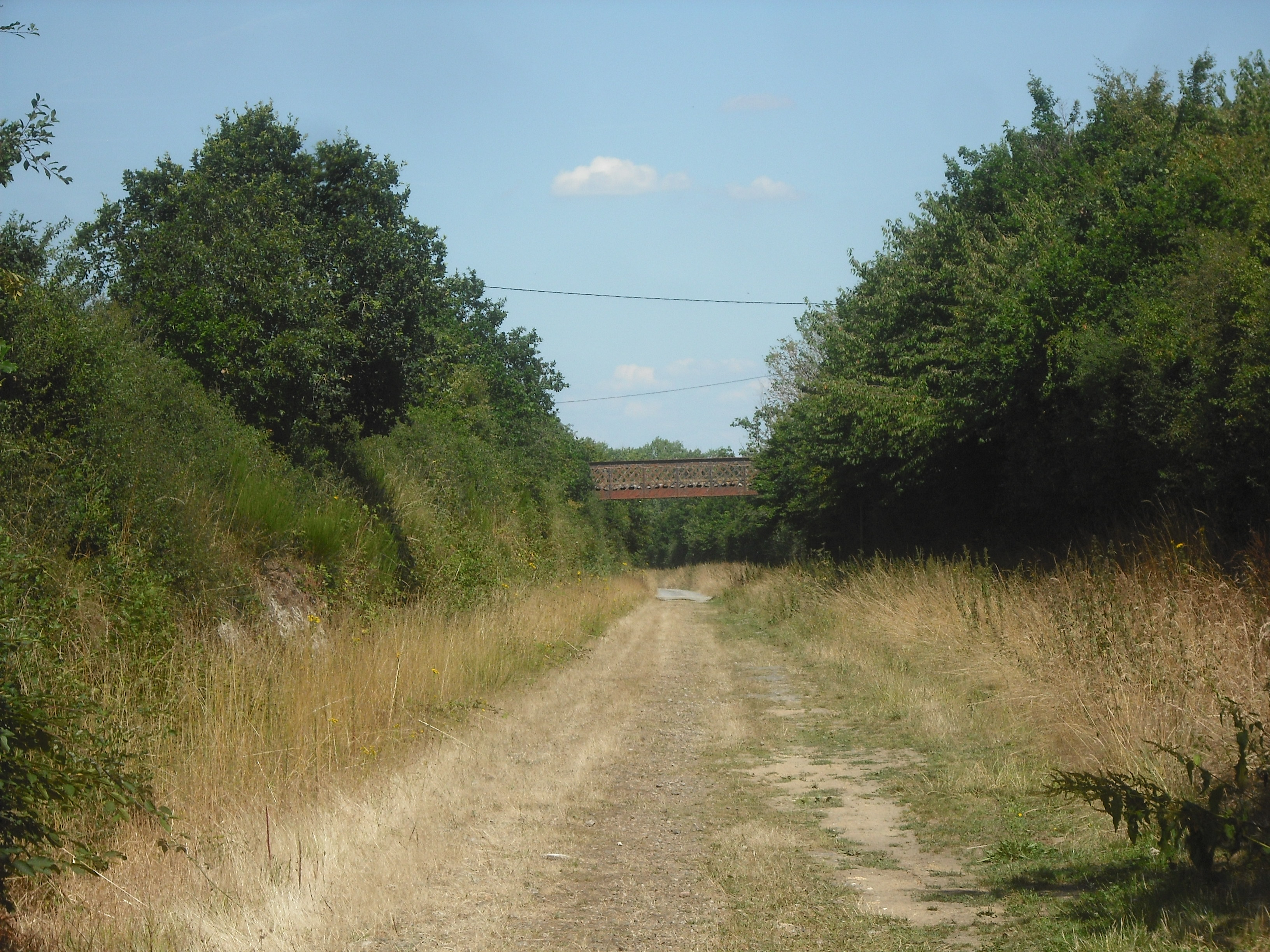
L'ancienne voie ferrée Segré-Nantes est devenue un chemin de randonnée.

Le principal axe de communication traversant la commune est la route départementale 963 reliant Angers à Châteaubriant. Cette route, surnommée la voie de la Liberté depuis que les Alliés de la Seconde Guerre mondiale l'ont emprunté afin de libérer Angers, est ponctuée tous les kilomètres de bornes commémoratives. Perpendiculairement, Candé est traversée par la route départementale 923, qui relie Nantes à Segré en passant par Ancenis.
À partir de ces deux voies, des routes secondaires partent de Candé : la départementale 6 conduit à Pouancé vers le nord et Ingrandes vers le sud, la départementale 770 passe par Le Lion-d'Angers et s'arrête à Châteauneuf-sur-Sarthe, la départementale 57 devient D 10 en Loire-Atlantique et relie Varades puis les Mauges, enfin, la départementale 19 relie Candé à Saint-Mars-la-Jaille en passant par Freigné. Longtemps traversé par un important trafic de transit qui empruntait ces voies, le bourg est plus calme depuis qu'une rocade le contourne de l'est au sud-ouest.

#### Transport en commun
Candé a longtemps possédé une gare, qui se trouvait sur la ligne de Segré à Nantes-État, ouverte en 1884-1885. La portion Candé-Segré a été déclassée en 1973 et celle entre Candé et Nantes en 1992-1993,. La ville a aussi été desservie par le Petit Anjou, un réseau de train local, grâce à la ligne à voie métrique de Candé à Angers-Saint-Laud. Cette ligne avait été ouverte en 1910 avant d'être démantelée en 1948.
Le train a été remplacé par des lignes d'autocars. En 2014, le réseau départemental « Anjoubus » compte une ligne entre Candé et Angers qui dessert également les communes de La Cornuaille, du Louroux-Béconnais, de Bécon-les-Granits et de Beaucouzé avant d'atteindre la gare routière d'Angers, située face à la gare SNCF.
Le réseau d'autocars TER Pays de la Loire dessert également la ville avec ligne 18, qui va d'Angers à Châteaubriant et la ligne 28, entre Nantes et Laval, desservant également Ancenis, Segré et Château-Gontier.

## Urbanisme

### Typologie
Au 1er janvier 2024, Candé est catégorisée bourg rural, selon la nouvelle grille communale de densité à sept niveaux définie par l'Insee en 2022.
Elle appartient à l'unité urbaine de Candé, une unité urbaine monocommunale constituant une ville isolée,. La commune est en outre hors attraction des villes,.

### Occupation des sols

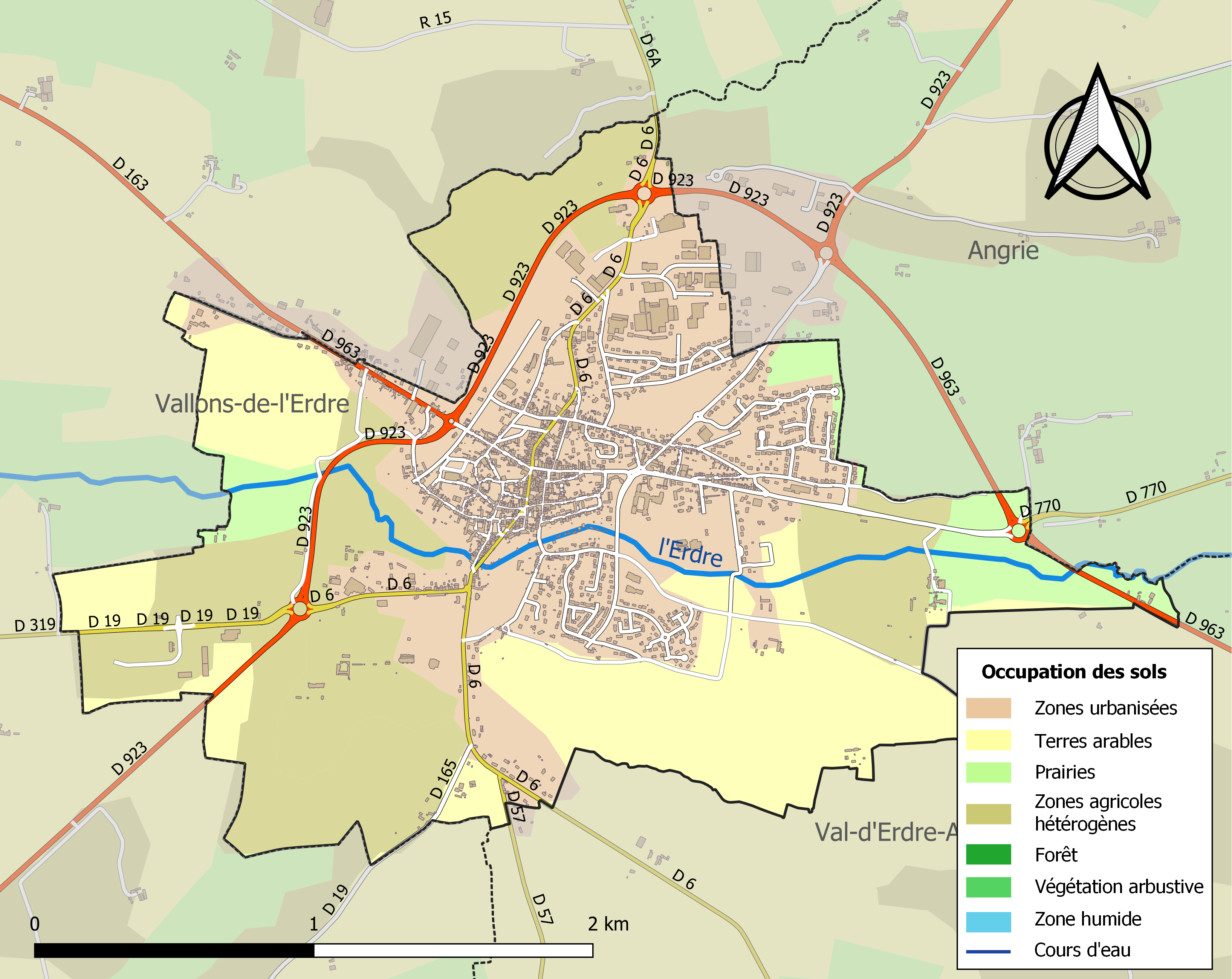
Carte des infrastructures et de l'occupation des sols de la commune en 2018 (CLC).

L'occupation des sols de la commune, telle qu'elle ressort de la base de données européenne d’occupation biophysique des sols Corine Land Cover (CLC), est marquée par l'importance des territoires agricoles (58,5 % en 2018), en augmentation par rapport à 1990 (56,7 %). La répartition détaillée en 2018 est la suivante :
zones urbanisées (34 %), zones agricoles hétérogènes (28,5 %), terres arables (23,1 %), zones industrielles ou commerciales et réseaux de communication (7,5 %), prairies (6,5 %), cultures permanentes (0,3 %).
L'IGN met par ailleurs à disposition un outil en ligne permettant de comparer l’évolution dans le temps de l’occupation des sols de la commune (ou de territoires à des échelles différentes). Plusieurs époques sont accessibles sous forme de cartes ou photos aériennes : la carte de Cassini (XVIIIe siècle), la carte d'état-major (1820-1866) et la période actuelle (1950 à aujourd'hui).

### Morphologie urbaine

Évolution territoriale de Candé depuis le Moyen Âge. Les cours d'eau suivent leur tracé actuel.

Fortement urbanisée, Candé paraît être davantage une petite ville qu'un village. Cette impression est créée par l'ancienneté de la commune, sa vocation commerçante et le territoire exigu qu'elle occupe par rapport au nombre d'habitants. Ces facteurs ont engendré un tissu urbain dense.
Candé est remarquable pour sa petite superficie, 4,91 km2, largement en dessous de la moyenne des communes de France métropolitaine, 10,73 km2. En 1835, Candé ne faisait que 37 hectares. Cette surface restreinte, caractéristique des paroisses fondées au XIe siècle par les comtes d'Anjou, fut agrandie sur des communes limitrophes, Angrie, Freigné et La Cornuaille, en 1836, 1837 et 1955, puis en 2017 pour permettre la création de la commune nouvelle de Vallons-de-l'Erdre.

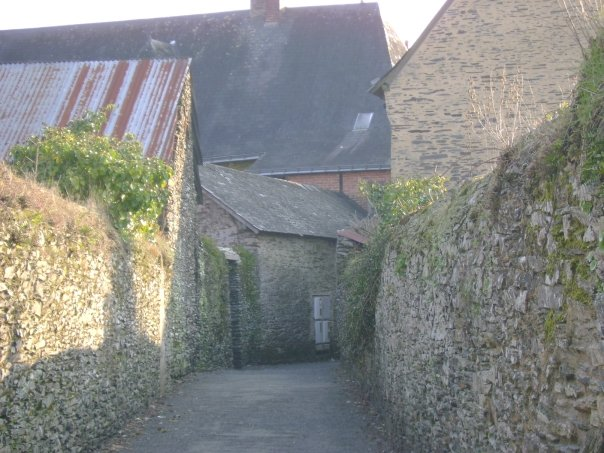
Ruelle bordée de vieux murs de schiste près de l'église.

En 2006, les terres agricoles occupaient encore 54 % de la surface communale, tandis que les territoires artificialisés comptaient pour 34 %. Les 12 % restants correspondaient aux forêts et milieux semi-naturels.
Le noyau vraiment ancien, antérieur au XIXe siècle, est compris entre les rues Victor-Lassalle au sud, des Deux-Rivières à l'ouest, des Cardeurs à l'est, et la place Saint-Nicolas au nord. Il se caractérise par un parcellaire étroit datant de l'époque médiévale. Les rues sont bordées de maisons et d'hôtels particuliers construits du XVe siècle au XXe siècle ainsi que de vieux murs de schiste clôturant des jardins.

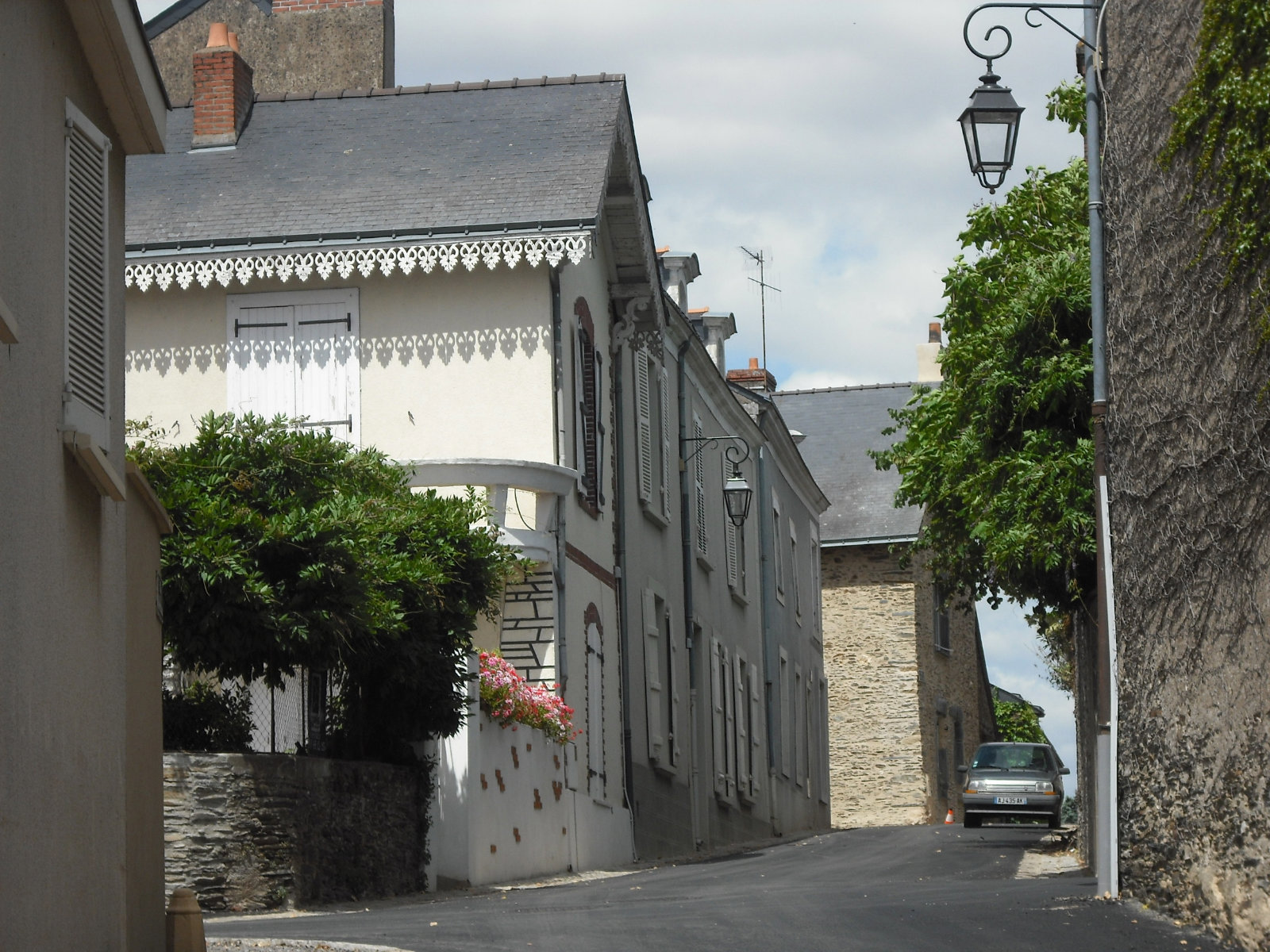
La rue Souche-de-Vigne, dans la vieille ville.

Au XIXe siècle, ce cœur historique fut altéré par le percement de deux axes larges et modernes, destinés à faciliter la traversée de la ville. Il s'agit de la rue de Beaulieu dans un axe nord-sud, ouverte en 1849, et de la rue de Bretagne, dans un axe est-ouest, qui date de 1858-1860. En conséquence de l'envol démographique qui caractérise le XIXe siècle, la ville s'est largement étalée le long des nouveaux axes, notamment le long de la route d'Angers, vers la Grée-Saint-Jacques et autour de la place Saint-Nicolas, qui servait de champ de foire.

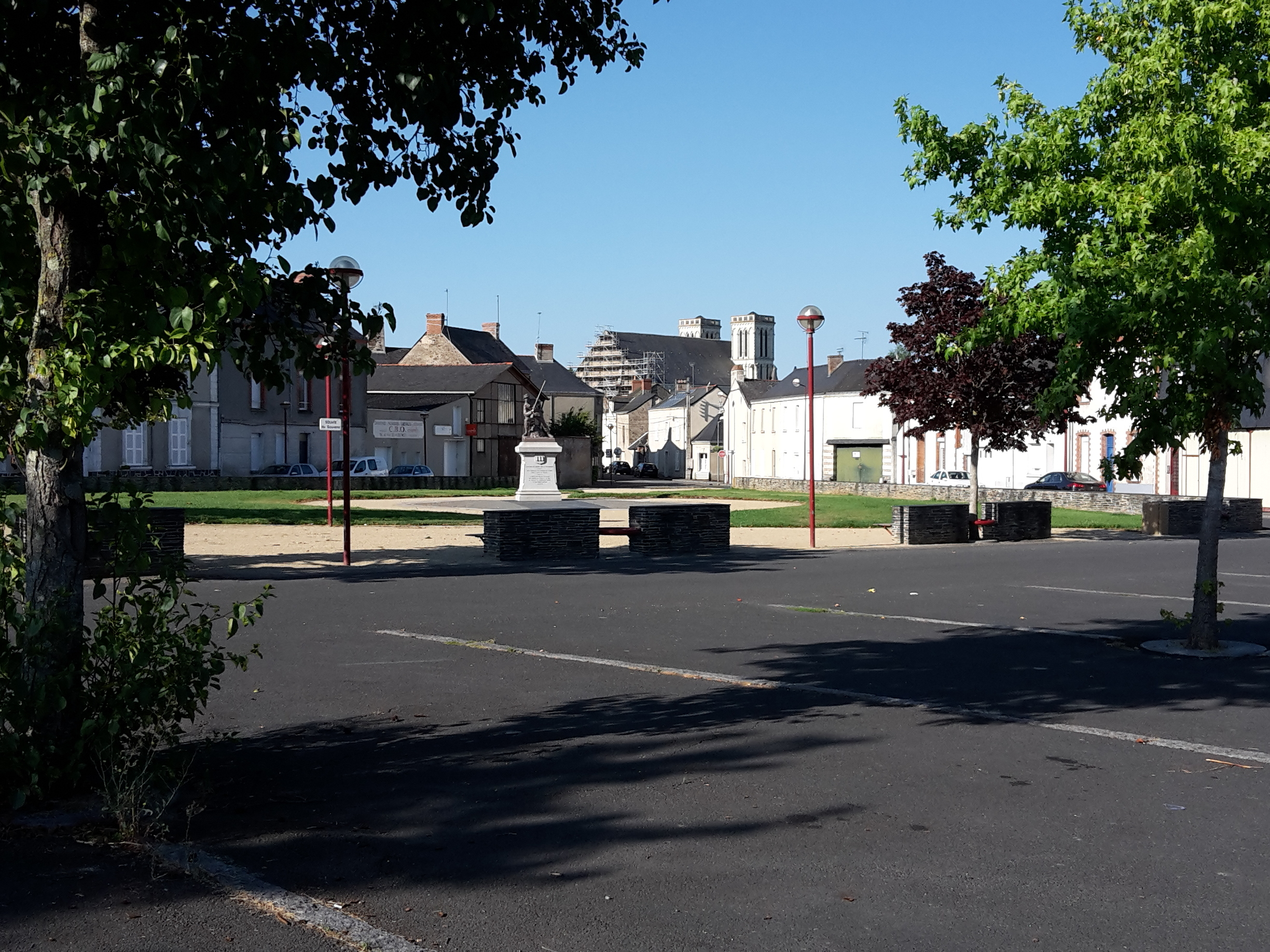
La place Saint-Nicolas, ancien champ de foire.

La ville s'est de nouveau agrandie significativement pendant la seconde moitié du XXe siècle, avec la construction de plusieurs lotissements, notamment au sud-est de la ville. Le premier de ces lotissements, celui de la Rivière, voit le jour en 1965, suivent celui de la Ramée, construit de 1965 à 1973, de Saint-Gilles, en 1976, de la Saumuraie, développé entre 1983 et 1997, et du Meslier, construit de 1997 à 2007.
Les industries se sont d'abord confinées à l'ouest, comme l'ancienne briqueterie Trouillard fermée en 1987, et les abattoirs, fermés en 1969. Ensuite, avec le développement de la Ramée, elles se sont installées au nord de la ville, dans une zone d'activités qui s'étend aussi sur la commune d'Angrie.
L'agglomération principale est entourée de quelques lieux-dits. Les quelques anciennes fermes qui se trouvent sur le territoire communal datent des XVIIIe et XIXe siècles.

### Logement

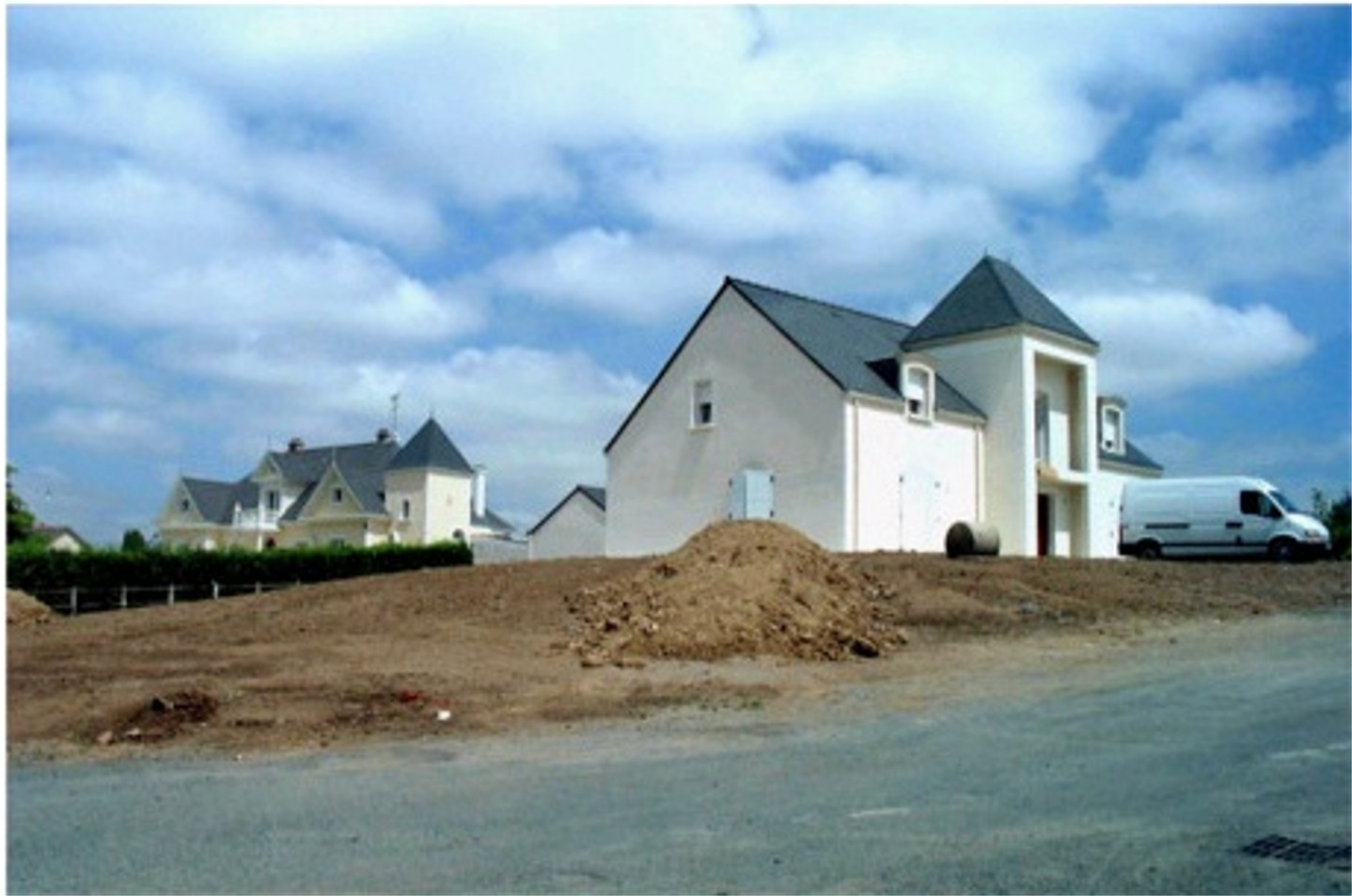
Lotissement en construction en 2001.

Candé comptait 1 351 logements en 2009. Ce chiffre a grandement augmenté en dix ans, puisque la commune a gagné 155 logements de plus depuis 1999. Cette évolution accompagne la hausse démographique, la commune ayant gagné presque 300 habitants dans l'intervalle. En 1968, avant la construction des lotissements qui entourent le centre ancien, la commune ne comptait que 869 logements. En 2009, 87,7 % des logements candéens étaient des résidences principales et 10,6 % étaient vacants. La commune ne comptait que 1,5 % de logements secondaires, un taux qui a légèrement baissé depuis 1968, puisqu'ils représentaient alors 5 % de l'ensemble.
L'habitat collectif est largement minoritaire puisque les appartements ne représentaient que 17,6 % des logements. Leur nombre a toutefois augmenté depuis 1999, passant de 116 à 237. Les appartements font en moyenne 2,8 pièces, et les maisons, 4,8 pièces. Les logements candéens sont généralement assez vastes, puisqu'en 2009, 46,6 % des résidences principales de la commune comptaient au moins cinq pièces, et 25 % comptaient au moins 4 pièces. Sur l'ensemble des résidences principales, il y a une moyenne de deux pièces par habitant.
En 2009, 49,5 % des Candéens occupaient le même logement depuis au moins 10 ans. 60,2 % des habitants étaient propriétaires de leur logement, et 38,9 % étaient locataires. Sur le nombre de locataires, 32,9 % louaient un logement HLM.
|                                                  | 1968 | 1975 | 1982  | 1990  | 1999  | 2009  |
| ------------------------------------------------ | ---- | ---- | ----- | ----- | ----- | ----- |
| Ensemble                                         | 869  | 977  | 1 054 | 1 083 | 1 196 | 1 351 |
| Résidences principales                           | 767  | 877  | 946   | 969   | 1 081 | 1 184 |
| Résidences secondaires et logements occasionnels | 46   | 42   | 35    | 32    | 24    | 23    |
| Logements vacants                                | 56   | 58   | 73    | 82    | 91    | 143   |

## Toponymie
Le nom de la localité est attesté pour la première fois en 1076, dans le cartulaire de l'abbaye Saint-Nicolas d'Angers, rédigé en latin. Le nom de Candé est ainsi transcrit Condatum. Ce toponyme vient du gaulois condate, « confluent », composé de con- (« avec ») et du radical da (« eau », « couler » ; cf. Don, Danube). Il se retrouve aussi dans le nom de Candes-Saint-Martin.
La localité apparaît de nouveau dans ce même cartulaire en tant que Condeium entre 1080 et 1096. Candetum castrum, soit « le château de Candé », se retrouve par ailleurs dans le cartulaire de l'abbaye Saint-Aubin d'Angers, écrit entre 1082 et 1106. Candé est aussi mentionnée sous la forme Candetum en 1107, dans le cartulaire de Chemillé. Enfin le cartulaire du Ronceray d'Angers note Candiacus entre 1109 et 1120. La ville est citée sous une forme française pour la première fois en 1195, dans le chartrier de l'Hôtel-Dieu d'Angers, qui utilise le nom actuel, Candé. Des lettres patentes de Charles VII datant du 26 août 1437 et qui autorisent la ville à reconstruire ses remparts, la mentionnent en Candé-en-Lamée. Cela fait référence au Pays de la Mée, région bretonne voisine centrée sur Châteaubriant. La même appellation est utilisée par Jean de Laval, baron de Candé, en 1517, dans l'aveu qu'il fait de Candé à Louise de Savoie, mère de François Ier. Un Candé-en-la-mer apparaît de la même façon dans le Livre pour l'enseignement de ses filles de Geoffroi de La Tour Landry, publié en 1371.
Candé remonte, comme les types toponymiques Condé et Condat, au gaulois Condate (également ancien nom de Rennes), c'est-à-dire « confluent » ou plutôt « confluence (réunion) ». Le terme condate est composé des éléments con-, « avec », et -date au sens ± « regroupement », « réunion » (cf. vieux gallois datl, « forum », breton dael, « dispute », de *datlā). La variante Candé se rencontre dans le nom d'autres communes du nord-ouest de la France, comme Candé-sur-Beuvron (au double confluent de la Loire, du Beuvron et du Cosson) ou Candes-Saint-Martin (au confluent de la Loire et de la Vienne). Les auteurs anciens ont souvent confondu Candé avec Candes-Saint-Martin.
Dans le parler angevin local, Candé se dit [kɑ̃ː.də], et s'écrit Caundë selon la graphie MOGA.

## Histoire

### Préhistoire

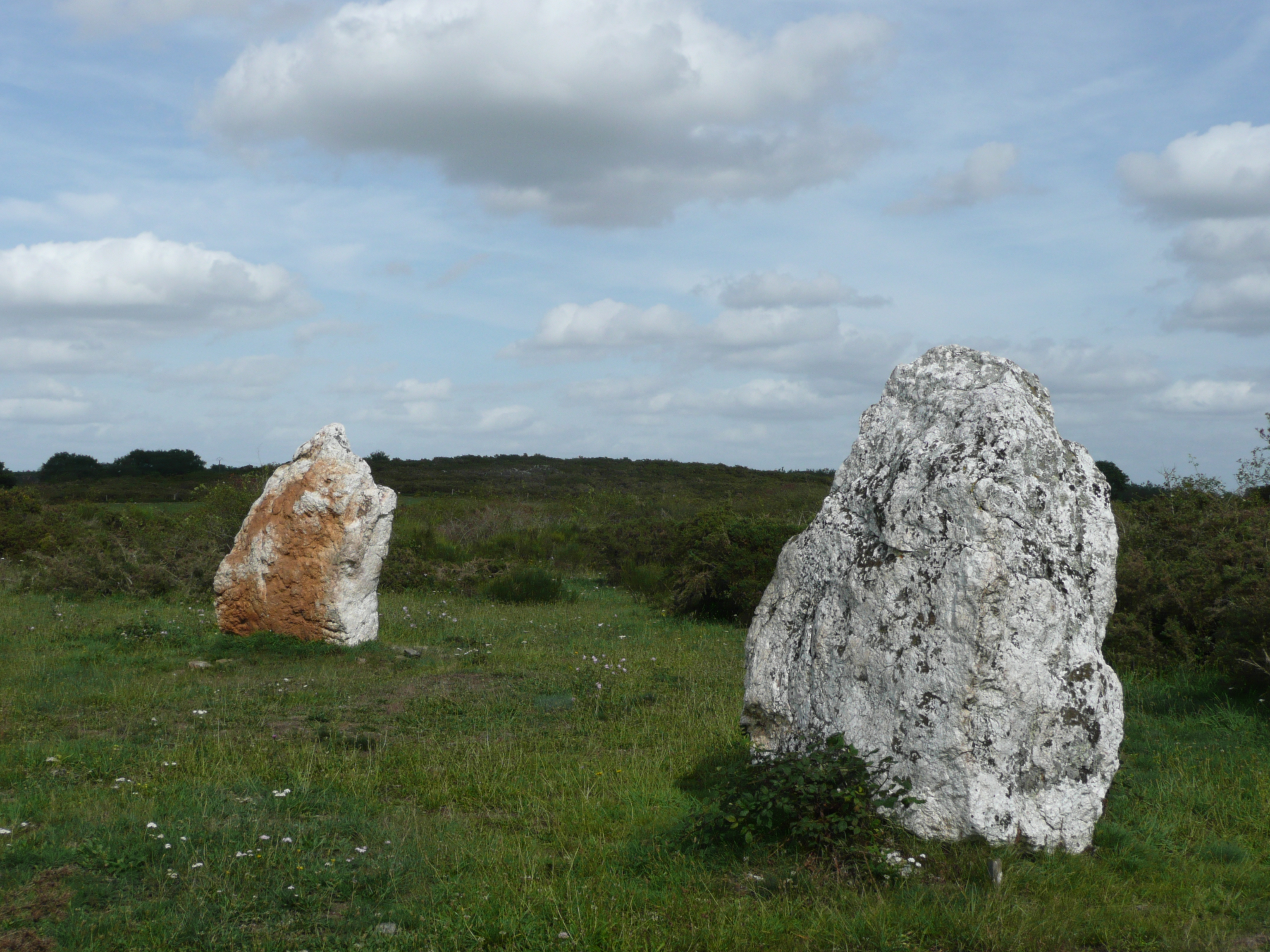
Les menhirs E et F de l'alignement de Bennefraye à Freigné, près de Candé.

La région de Candé est occupée durant la Préhistoire, probablement à partir du Néolithique, comme en témoignent les menhirs de Bennefraye, à Freigné. Divers objets ont été découverts sur le sol candéen : une hache-marteau en schiste bleu verni de quartz perforé, un fragment de hache à bord dur, une hache à aileron, deux haches en bronze, ainsi que sept haches en diorite polie, découvertes dans le marais du Mandit, sur les bords de l'Erdre et au chemin de la Croix-de-Pierre. En 1860, un trésor de 120 statères gaulois a aussi été découvert dans un champ. Ces découvertes affirment une occupation humaine à Candé qui remonte au plus tard à La Tène.

### Antiquité
À la suite de la guerre des Gaules, achevée en 51 av. J.-C., les Romains imposent leur domination sur la région, habitée par les Andécaves, et construisent notamment des routes, afin de favoriser les échanges commerciaux et les mouvements de l'armée. La présence de voies romaines autour de Candé a été affirmée par des auteurs du XIXe siècle,, mais l'étude des mouvements militaires à l'époque carolingienne ainsi que l'absence d'implantations antiques durables dans le périmètre tendent à discréditer cette hypothèse. Les routes qui passent à Candé remontent donc vraisemblablement à des chemins ouverts au Moyen Âge,.
Il existe cependant quelques traces d'occupation pendant l'Antiquité dans les environs : des céramiques romaines ont été découvertes dans l'Erdre en 1884, ainsi que ce qui semble être un atelier de potier, à Vritz. Un trésor a également été mis au jour dans un champ près de Candé en 1800. Il s'agit d'un pot de terre rempli de pièces de monnaie latines, qui datent de 250 à 253.

### Moyen Âge

#### Fondation du château

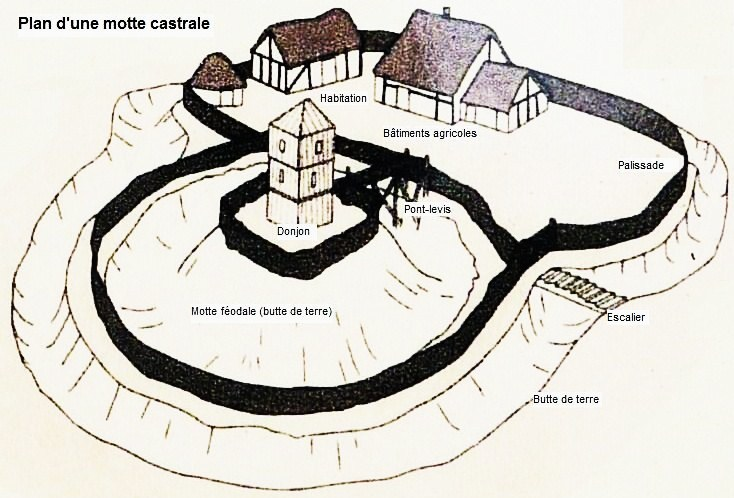
Schéma d'une motte castrale. Une structure de ce type est à l'origine de Candé.

Au début du Moyen Âge, le Haut-Anjou est couvert de forêts et de clairières habitées. La région, isolée des grands axes commerciaux, a une très faible densité de peuplement,. Le christianisme est encore mal implanté, comme le suggère l'absence de saints locaux. Sous les Carolingiens, les États médiévaux apparaissent. Les comtés antagonistes d'Angers et de Nantes sont constitués, ainsi que le royaume de Bretagne, qui devient un duché en 942. Dès lors, la région de Candé se trouve sur une frontière.
La naissance de la ville ne peut pas être datée précisément. La surface communale réduite et sa situation à la frontière bretonne indiquent assez certainement une fondation aux alentours de l'an mil. En effet, l'exiguïté du territoire candéen la rapproche de paroisses angevines comme Vihiers et Baugé, qui datent de cette époque. Il est ainsi probable que Candé ait été fondée au XIe siècle par un comte d'Anjou pour protéger la région contre le comté de Nantes, ainsi que pour asseoir son pouvoir à l'intérieur de ses terres. La région compte en outre de nombreux châteaux fondés à la même époque par les comtes d'Anjou puis délégués à des familles locales, comme Ingrandes, Segré, Pouancé ou Le Lion-d'Angers. Ils sont tous distants d'environ vingt kilomètres les uns des autres, soit la distance que peut parcourir une troupe en un jour, afin d'établir un réseau défensif efficace. À cette époque, la féodalité se met en place, et l'Anjou connaît une période de relative stabilité, notamment grâce à la fin des incursions vikings et des affrontements directs avec les Bretons.
La ville doit sa naissance à la construction d'un château à motte, qui a attiré la population avoisinante cherchant du travail et une protection. L'essor de Candé s'est probablement fait au détriment de la paroisse voisine d'Angrie, d'origine carolingienne,. Un même schéma est notamment visible à Château-Gontier, qui s'est développée aux dépens de la paroisse de Bazouges, et à Durtal, avec Gouis. Le château de Candé, disparu, était situé à l'emplacement de l'ancien presbytère, près duquel un sceau en plomb a été découvert au XIXe siècle, à l'effigie de saint Pierre et saint Paul d'un côté, et de Lucius III, pape de 1180 à 1185, de l'autre. Il possédait probablement le plan habituel des châteaux de l'époque : un donjon et une chapelle entourés d'un simple mur d'enceinte, le tout étant principalement construit en bois,.

#### Premiers seigneurs

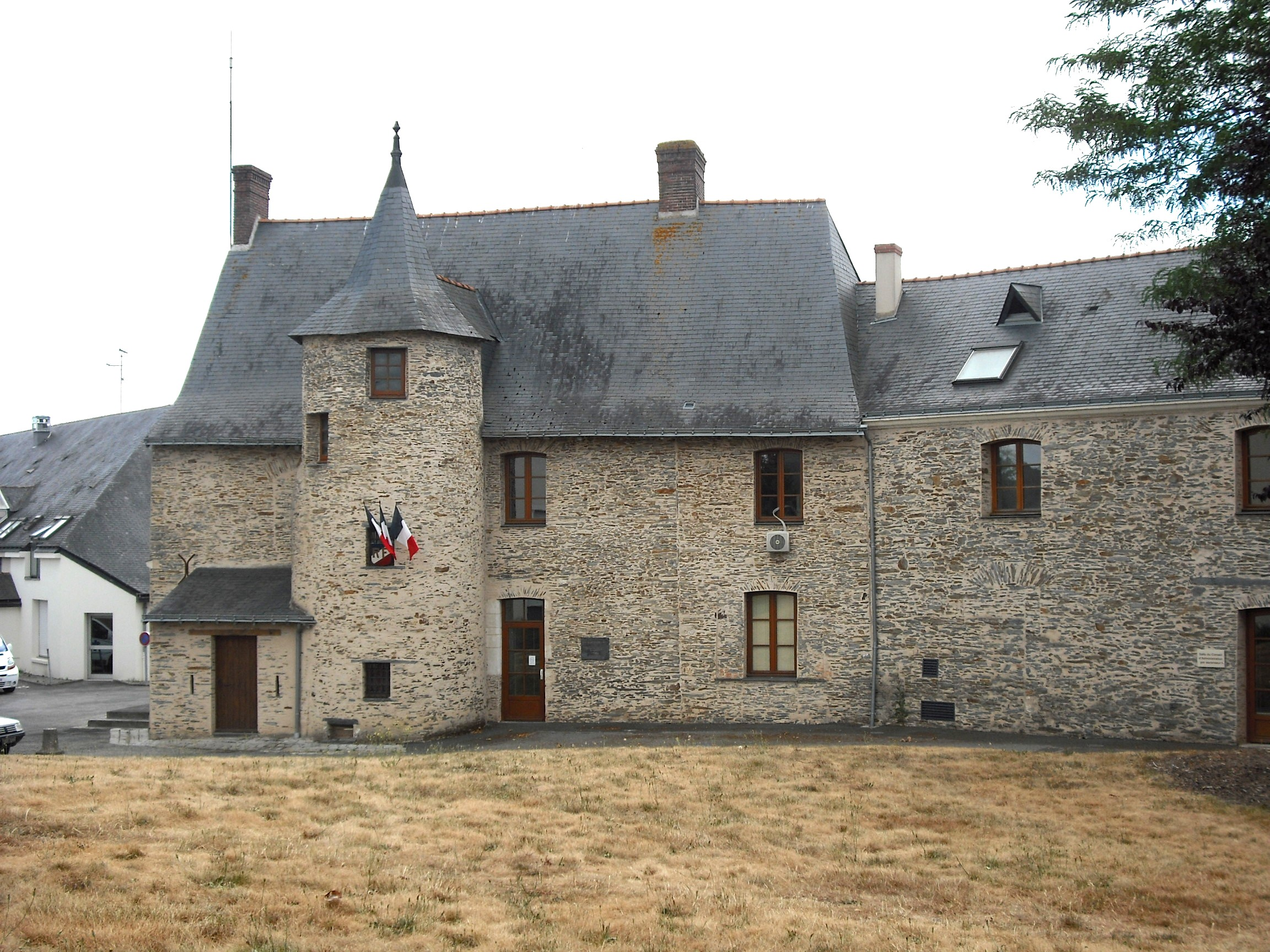
L'aumônerie Saint-Jean, fondée au XIIe siècle.

Aucun document ne renseigne sur les premiers seigneurs de Candé. Le premier connu est Geoffroy Rorgon, issu ou du moins lié aux familles de Montrevault et du Lion-d'Angers ; sa présence à Candé est attestée en 1095. Il meurt en Croisade en Palestine en 1099.
Du temps de Geoffroy Rorgon, la paroisse de Candé ne s'étendait pas au-delà de l'enceinte castrale et la population candéenne était fort restreinte, se limitant aux employés du château. Comme d'autres seigneurs angevins de la même époque, Geoffroy Rorgon a montré une volonté de peuplement. Il a ainsi permis à l'abbaye Saint-Nicolas d'Angers de fonder le prieuré Saint-Nicolas de Candé, au nord des murs du château, tout en demandant aux moines de créer un bourg à proximité, où les habitants seraient exemptés de coutume. Il leur demande aussi de transformer la chapelle castrale en église paroissiale et de créer un second bourg à l'intérieur des remparts du château. Toutes ces mesures n'entraînent pas directement de croissance démographique. La création d'un marché fait naître la ville.
Un texte des années 1080 ou 1090 rapporte que le fils de Rorgon, Geoffroy II, aurait fait fortifier le château. Il n'y a aucune indication de la nature des travaux entrepris ; l'édifice a probablement été reconstruit en pierre au XIIe siècle.
L'aumônerie Saint-Jean est probablement fondée à la fin du XIIe siècle, elle se trouve alors sur la paroisse d'Angrie. Les religieux qui y vivent accueillent des lépreux et l'institution est ainsi souvent qualifiée de maladrerie. Au cours du Moyen Âge, Candé devient le chef-lieu d'un des dix doyennés du diocèse d'Angers. Cette vaste circonscription, comprenant notamment Segré, Pouancé, Saint-Georges-sur-Loire, Ingrandes et Bouchemaine, est fixée entre le XIe et XIIe siècles. Le doyen de Candé n'était cependant pas le curé de la ville, mais celui du Bourg-d'Iré, afin qu'il soit libre vis-à-vis de tout pouvoir seigneurial.

#### Siège de Candé

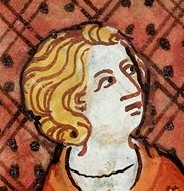
Foulque IV d'Anjou est présent au siège de Candé lors duquel il perd son fils, Goeffroy Martel.

À la mort de Geoffroy II, Candé passe à sa fille, qui avait épousé Normand du Petit-Montrevault. Normand a poursuivi l'œuvre expansionniste de Geoffroy Rorgon, qui s'était notamment emparé du Lion-d'Angers et de La Pouëze. Normand de Montrevault a probablement usurpé des pouvoirs du ban, car il entre en conflit en 1106 avec le comte d'Anjou, Foulque IV. Il se réfugie dans le château de Candé, qui est assiégé par Foulque IV, accompagné de son fils Geoffroy Martel, d'Alain IV de Bretagne, Élie Ier du Maine et de Robert II de Bellême. Après une lutte acharnée, Normand demande à traiter avec les assiégeants, ce que ces derniers acceptent. Or c'était un guet-apens, et alors que Geoffroy Martel vient parlementer à la porte du château, une flèche l'atteint et le tue. Le château est désarmé en 1134 par le comte d'Anjou.
Ce siège, qui se solde par la mort du fils du comte d'Anjou, reflète un déclin provisoire du pouvoir comtal angevin, et de nombreuses luttes entre familles locales ont lieu à cette période.

#### XIIIesiècle
Après le siège, la seigneurie appartient à plusieurs seigneurs mal connus, comme Foulques de Candé et de Chemillé, mort en 1203, et peut-être son fils Geoffroy. Candé revient par héritage à Guillaume de Thouars en 1207. Il en fait don à Geoffroy V de Châteaubriant (1216-1263 ; sa 2e épouse était Aumur de Thouars, fille de Guy et nièce de Guillaume de Thouars) en 1243. La seigneurie passe donc dans la famille de Châteaubriant, qui s'éteint en 1383. Les possessions castelbriantaises passent par héritage à la famille de Dinan. En 1410, sous Charles de Dinan, Candé obtient le titre de baronnie. Dans l'intervalle, l'Anjou était demeuré aux mains des Plantagenêts, qui avaient accédé au trône d'Angleterre en 1154, jusqu'à ce que Jean sans Terre soit dépossédé de ses titres continentaux en 1204. Dès lors, l'Anjou, tout comme le Maine et la Normandie, est intégré au domaine royal français.
En 1206, Candé reçoit d'ailleurs Philippe Auguste, le roi qui a dépossédé Jean sans Terre deux ans auparavant. Il se rend à Candé pour régler la succession de Geoffroy III de Penthièvre, resté sans enfant. L'ensemble de ses titres ainsi que de ses droits au trône de Bretagne vont à son cousin Alain Ier d'Avaugour. La ville, en raison de sa situation à la frontière franco-bretonne, accueille d'autres rencontres de la grande noblesse. Ainsi, le mariage du fils naturel de Jean V de Bretagne, Tanguy de Hédé, y fut réglé, et Louis XI y a eu une entrevue avec son frère Charles en 1469. En 1267, le marché, qui existait depuis le XIe siècle, à un emplacement inconnu, est probablement déplacé à la place des Halles. Ce marché existait concomitamment à la foire Saint-Denis, qui se tenait une fois par an.

#### Les remparts de Candé

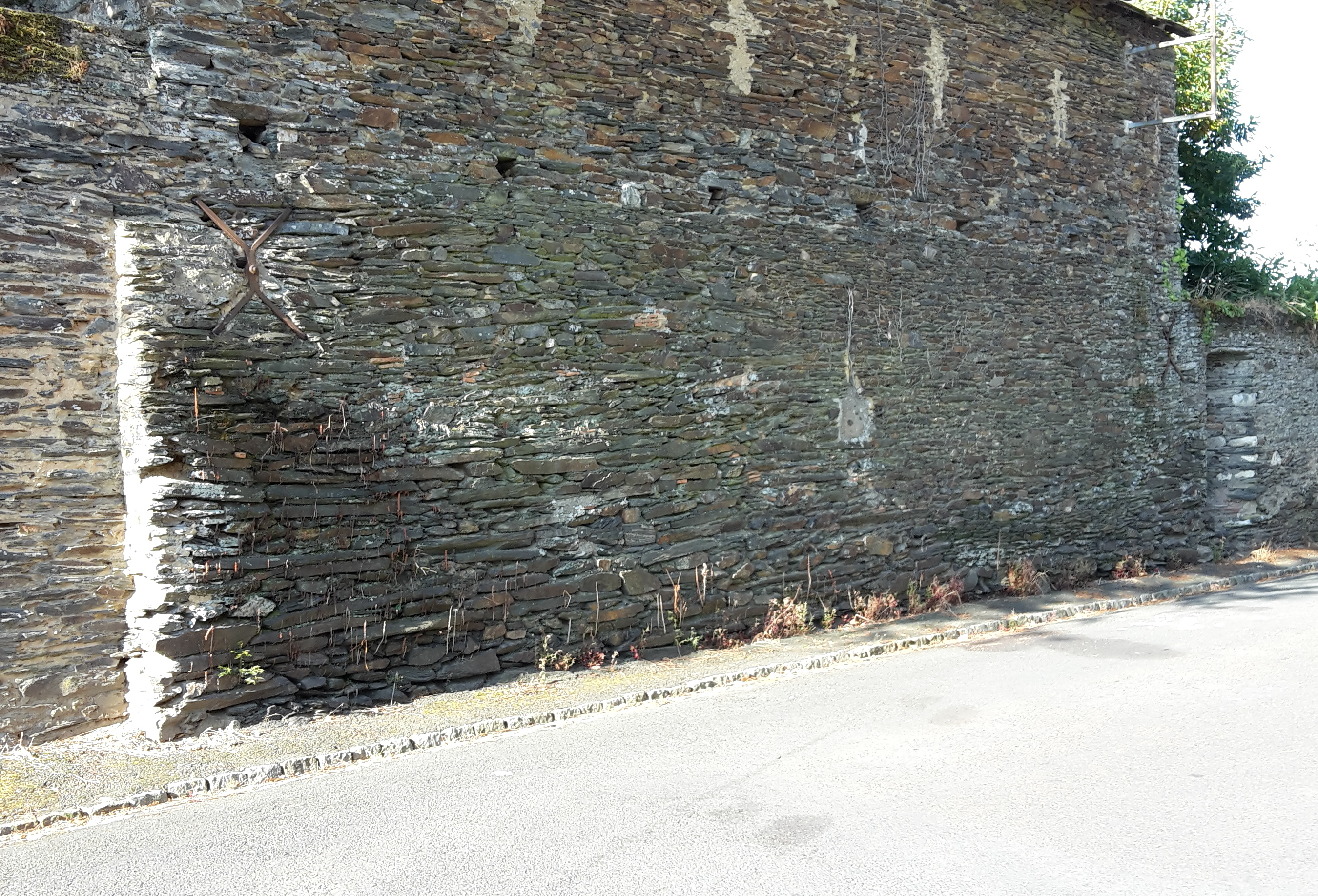
La base de ce mur rue Saint-Denis est un reste hypothétique du donjon médiéval.

Les remparts de Candé enfermaient seulement une partie de la ville, comprise entre la rue Victor-Lassalle, la rue Carnot, la rue de Bretagne et le Mandit. Ces remparts s'ouvraient par quatre portes : la « porte de Bretagne » à l'ouest, au bout de la rue Victor-Lassalle ; la « porte Chalainaise » au nord, qui se trouvait près de l'église, sur la route de Challain-la-Potherie ; la « porte Angevine », à l'est, sur la route d'Angers ; et la « porte Raitière », au sud, donnant sur Beaulieu. L'orthographe de cette dernière porte varie selon les textes : « Raitière », « Réthière », « Réthière », etc. Son nom faisait probablement référence au Pays de Retz puisqu'elle s'ouvrait vers le sud.
Les remparts de la ville ont été construits au XIIIe siècle. Ils tombent déjà en ruines au XIVe siècle. En 1437, Bertrand de Dinan, baron de Candé, demande au roi Charles VII le droit de restaurer les remparts de la ville et du château. Le roi accepte par des lettres patentes écrites à Gien le 26 août. Dans ces lettres, Candé est décrite par le roi comme une « ville de toute ancienneté, bien marchande et y frequentent plusieurs notables marchans de divers et estranges pais, laquelle est assise en clef de païs marchissant à l'entrée de Bretaigne, ès fins et metes de la duchié d'Aniou ». Il semble qu'aucun travaux de grande envergure ne soient entrepris, en dehors de quelques réparations et Candé est considérée comme une ville non close au XVe et XVIe siècles. Par ailleurs, Jean Hiret, curé de Challain-la-Potherie au XVIIe siècle et historien local, paraît ignorer que la ville ait été fortifiée au Moyen Âge. Le château semble avoir résisté plus longtemps car sa motte féodale est encore mentionnée en 1681 dans un aveu du Grand Condé.

Carte de Candé au XVIIIe siècle, d'après un document de 1748 montrant le tracé hypothétique des remparts et l'emplacement du château, qui avaient déjà disparu à cette époque.

#### Bas Moyen Âge

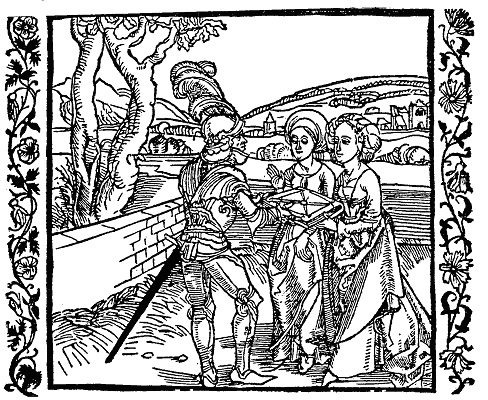
Geoffroi de La Tour Landry, représenté avec ses filles par Albrecht Dürer.

Le XIVe siècle est l'époque de la Guerre de Cent Ans, lors de laquelle les Anglais tentent notamment de récupérer les territoires perdus par Jean sans Terre, dont l'Anjou fait partie. C'est aussi l'époque de la Guerre de Succession de Bretagne entre les Monfort et les Penthièvre, ainsi que de la Peste noire et de famines successives. Candé ne semble pas directement touchée par les combats entre Français et Anglais, contrairement à d'autres villes angevines assiégées, comme Pouancé ou La Flèche. Néanmoins, l'insécurité est ressentie par les marchands qui ne se rendent plus à la foire Saint-Denis. Celle-ci est donc interrompue pendant la durée de la guerre.
L'église Notre-Dame de Beaulieu est construite en 1390, à quelques pas au sud de Candé, par Geoffroi de La Tour-Landry. Elle vient compléter un prieuré bénédictin, probablement fondé avant le XIVe siècle. Beaulieu se trouvait alors sur le territoire de Freigné, dans le diocèse de Nantes. Le prieuré dépendait de l'abbaye bretonne de Saint-Gildas-des-Bois. Il fut abandonné au XVIe siècle. La Tour Landry fait aussi une importante donation au couvent des Augustins, dont la date de fondation est inconnue. L'ensemble se trouvait à Saint-Gilles, sur la paroisse de La Cornuaille. C'est aussi en 1390 que le droit de relever la foire Saint-Denis est accordé.

### Époque moderne

#### Renaissance

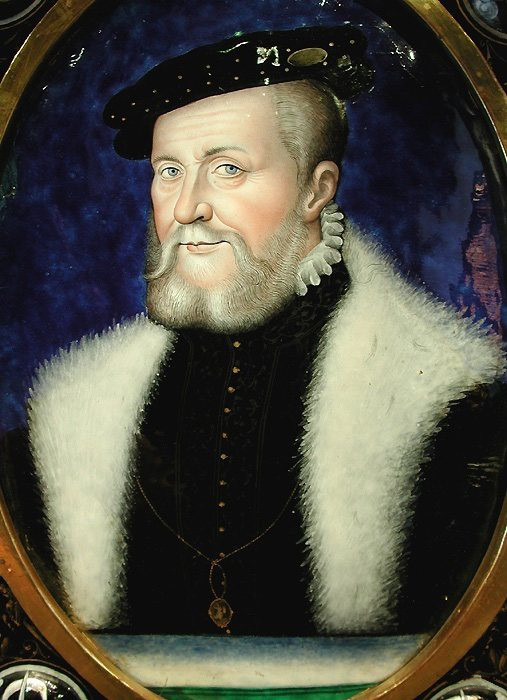
Le connétable Anne de Montmorency, baron de Candé de 1550 à 1567.

À la fin du XVe siècle, le processus d'union de la Bretagne à la France commence. La Bretagne perd tout d'abord la Guerre folle en 1488 et le duc François II doit s'incliner face au roi Charles VIII. Le duc meurt peu de temps après et sa fille, Anne de Bretagne, lui succède. Profitant d'un débarquement anglais à Guérande, les Bretons lancent une nouvelle et dernière offensive contre la France le 7 janvier 1489. En août, ils atteignent Candé, puis poursuivent vers Angers. Les Français répliquent et s'emparent de Rennes. La duchesse Anne est alors forcée d'épouser le roi de France et la Bretagne perd son indépendance.
La baronnie de Candé appartient alors à Françoise de Dinan, dernière du nom, qui a mené une politique ambigüe au cours de la Guerre folle, participant d'abord à une alliance de nobles bretons dirigée contre le duc de Bretagne, puis en changeant de camp à la fin de la guerre. À sa mort en 1499, la baronnie revient à son fils François de Laval, puis à son petit-fils Jean de Laval-Châteaubriant, qui est fait plus tard gouverneur de Bretagne par François Ier. Jean de Laval, mort sans enfant en 1543, lègue toutes ses possessions au connétable Anne de Montmorency. Ce legs est contesté pendant plusieurs années par le prince de la Roche-sur-Yon, dont la femme est apparentée aux Laval, et ce n'est qu'en 1550 que le connétable entre en pleine possession de la baronnie de Candé,.

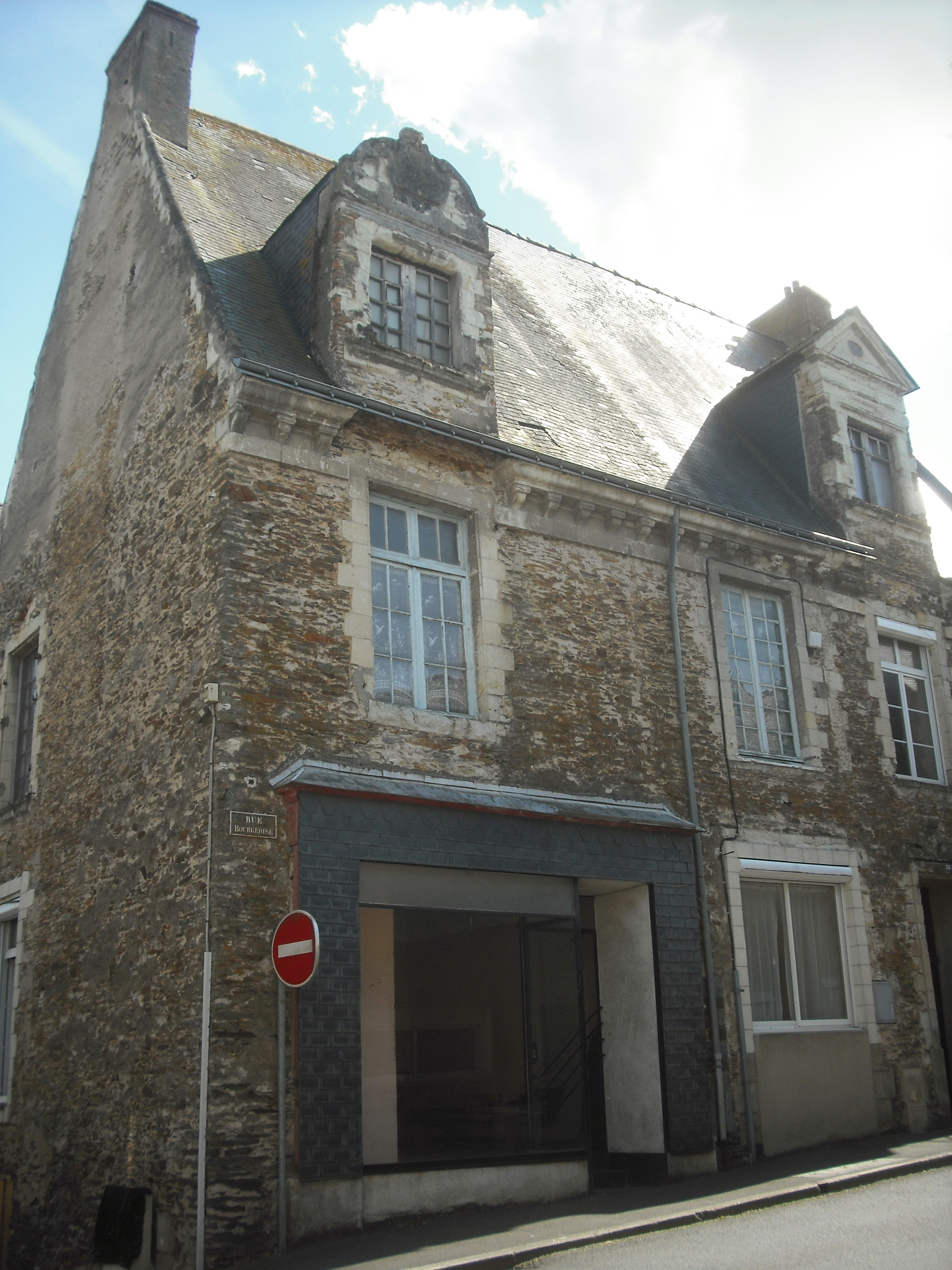
Maison de la fin de la Renaissance, rue Bourgeoise.

Les Guerres de religion commencent en 1562, et des exécutions d'Huguenots ont lieu à Candé comme dans d'autres villes d'Anjou cette année-là. En 1565, Candé reçoit le roi Charles IX, qui entreprenait son Grand tour de France, un voyage à travers le royaume qui devait redonner prestige et autorité à la monarchie. Venu de Nantes, celui-ci passa la nuit dans la ville avant de rejoindre sa mère, Catherine de Médicis, et son frère, le duc d'Angoulême, futur Henri III, à Angers.
Les Guerres de religion se poursuivent jusqu'à la fin du XVIe siècle, avec des périodes de trêves plus ou moins longues. Candé n'est pas directement touchée par le conflit, mais les foires sont interrompues et ne reprennent qu'en 1641, lorsqu'une ordonnance royale permet leur rétablissement. En 1591, le château de la Saulaie, sur la paroisse de Freigné, est assiégé puis pris par Antoine de Silly pour le compte d'Henri IV. Le château était alors la propriété de Claude Simon, un écuyer proche du duc de Mercœur et de la Ligue catholique, qui désirait renverser le roi.

#### XVIIeetXVIIIesiècles

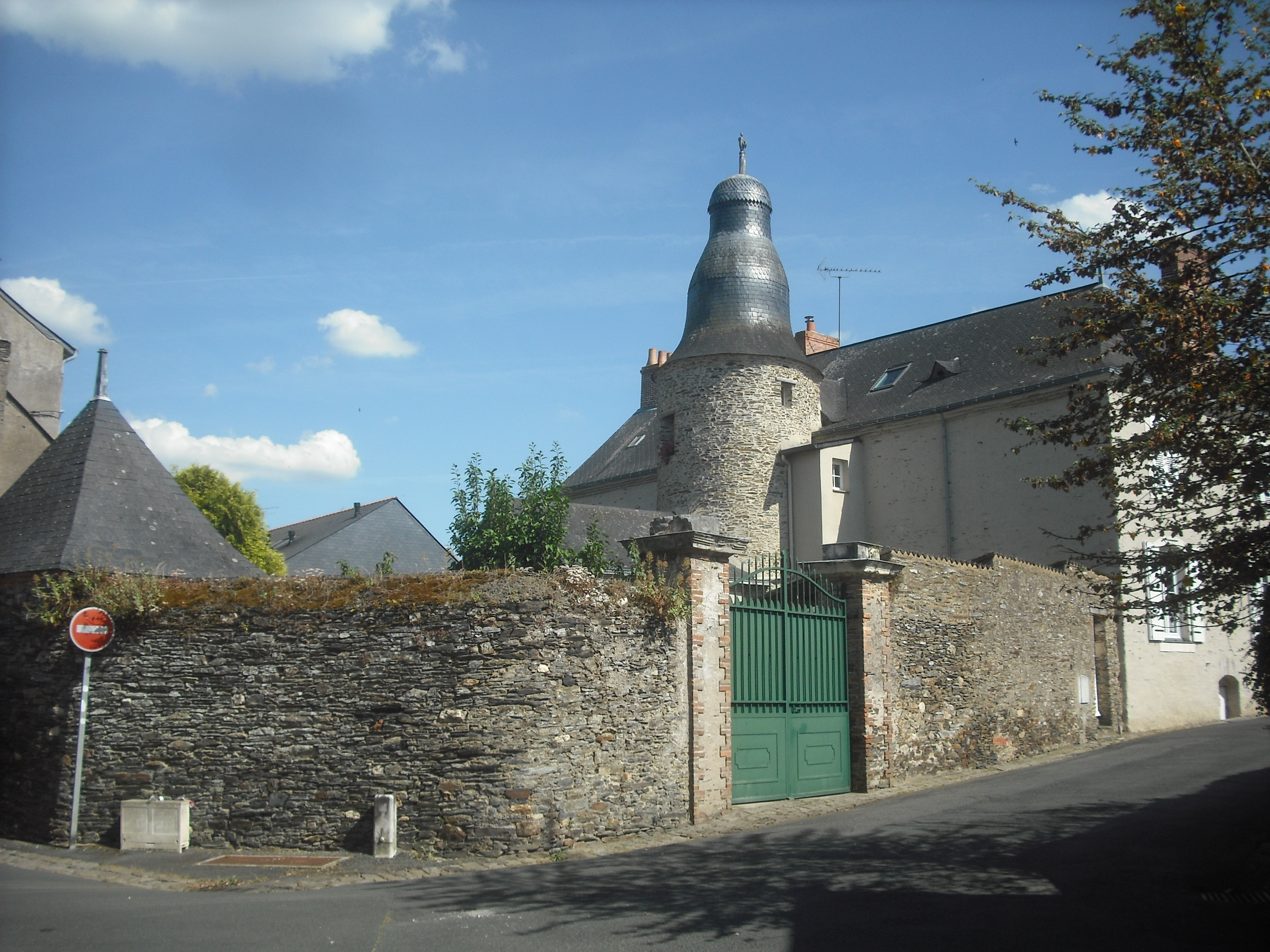
L'hôtel de la Grande-Treille, du XVIe siècle, transformé en collège en 1659.

Après les guerres de Religion, Candé connaît une période d'insécurité et de stagnation économique. Après l'assassinat d'Henri IV en 1610, son fils Louis XIII est mineur et la régence est assurée par sa mère Marie de Médicis. La reine est en position de faiblesse par rapport à la noblesse qui souhaite obtenir plus de pouvoir et elle tente de sécuriser le pays en positionnant des garnisons dans les villes. Candé en reçoit plusieurs, mais cette présence militaire effraie la population qui trouve refuge dans les châteaux des environs. Au printemps 1616, l'armée du duc César de Vendôme stationne ainsi à Candé. D'abord disciplinés, les soldats pillent les maisons pendant le Carême. Durant la Fronde, pendant la minorité de Louis XIV, la régente Anne d'Autriche est elle aussi confrontée à la noblesse française et des troupes stationnent à nouveau à Candé. Six compagnies sont ainsi logées chez l'habitant en 1653. La population de la ville est aussi touchée par des épidémies : la dysenterie en 1607, puis la peste en 1628 et 1629, qui emporte 80 personnes.
Au début du XVIIe siècle, la baronnie de Candé appartenait encore aux Montmorency, une famille très puissante mais qui avait décliné au cours des Guerres de religion. Henri II de Montmorency, pour s'être rebellé contre l'autorité royale, est décapité en 1632. Ses possessions vont à sa sœur, Charlotte-Marguerite, qui avait épousé Henri II de Bourbon-Condé.
Durant la seconde moitié du XVIIe siècle, le commerce reprend, avec le retour des foires. En 1659, Jean Lemée, prieur de Vritz, offre sa maison pour en faire un collège de charité pour garçons. À la même époque, quatre demoiselles ouvrent une école pour les filles puis fondent en 1673 l'hôpital Saint-Joseph, situé près de l'église paroissiale. L'église du prieuré Saint-Nicolas, qui tombait en ruines en 1630, est restaurée en 1660.

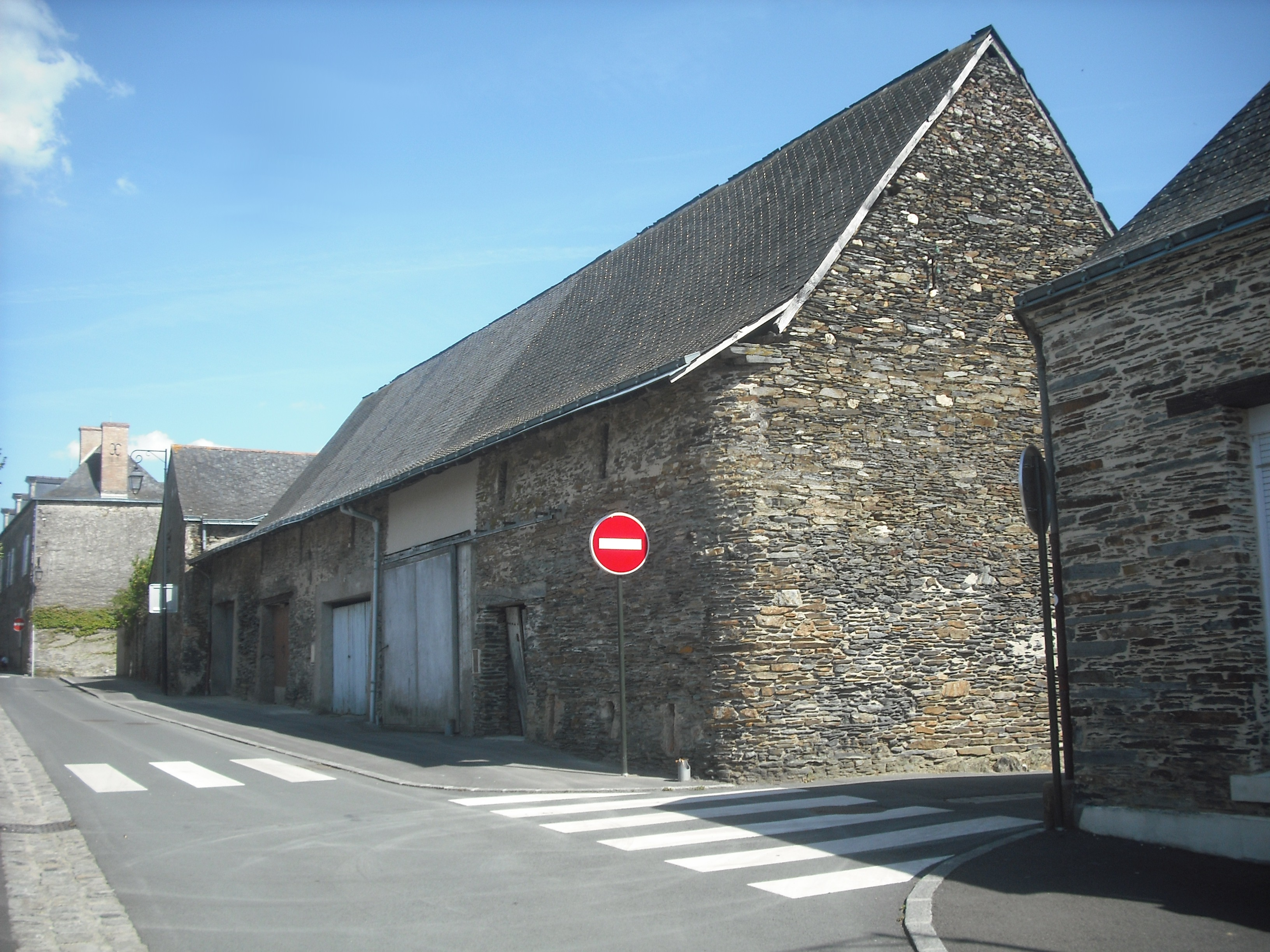
L'ancien grenier à sel de Candé, construit au XVIIIe siècle.

Sous l'Ancien Régime, la vie candéenne est marquée par la présence d'un grenier à sel, qui sert à entreposer le sel, une marchandise soumise à un monopole d'État et à une lourde taxe, la gabelle. L'Anjou faisait partie des pays de « grande gabelle », c'est-à-dire que ses habitants étaient obligés d'acheter une certaine quantité de sel par an, rendant ainsi la gabelle obligatoire. En revanche, la Bretagne était exemptée de gabelle, et un vaste réseau de contrebande existait aux frontières bretonnes, distribuant illégalement du sel dans d'autres provinces tout en évitant les taxes. Les greniers à sel servaient de tribunal pour régler les litiges concernant la gabelle et ceux avec la frontière bretonne. Celui de Candé devait aussi punir les contrebandiers, appelés « faux-sauniers ». Ces derniers s'exposaient à de lourdes peines, comme la condamnation aux galères ou même la peine de mort. Le grenier à sel de Candé possédait sa propre prison. Étant siège d'une baronnie, Candé possédait aussi un tribunal pour la haute, moyenne et basse justice, avec un sénéchal, un procureur fiscal et un greffier.
Candé reste une possession des Bourbon-Condé jusqu'en 1758, lorsque Louise-Anne de Bourbon-Condé, morte sans enfant, lègue la baronnie à son petit-neveu Louis-François-Joseph de Bourbon-Conti. Ce dernier, parce qu'il se considère trop éloigné de ses terres angevines, vend la baronnie de Candé et la châtellenie voisine de Chanveaux en 1764 à Jacques-Bertrand de Scépeaux, déjà marquis de Beaupréau. Le prix des deux domaines est fixé à 96 000 livres, sans les intérêts. Scépeaux revend l'ensemble en 1773 à Charles-Clovis Brillet, seigneur de Loiré, contre 120 000 livres.
Charles-Clovis Brillet, qui est le dernier baron de Candé avant la Révolution, achète le prieuré Saint-Nicolas en 1784 et il fait assécher les marais du Mandit qui bordent la ville à l'ouest. Ces marais étaient alors accusés d'être la source d'épidémies, et ils laissèrent place à des pâtures. En 1780, l'aumônerie Saint-Jean est réunie à l'hôpital Saint-Joseph. Au XVIIIe siècle, Candé était l'une des plus petites villes du Haut-Anjou, avec environ 145 feux, derrière Château-Gontier (765 feux), Craon (353 feux), Pouancé (402 feux), Le Lion-d'Angers (360 feux) et devant Segré (100 feux).

### Époque contemporaine

#### Révolution française
La Révolution bouleverse la vie locale en supprimant les institutions judiciaires et religieuses de la ville : la baronnie est abolie, le grenier à sel et le tribunal ferment leurs portes, le prieuré Saint-Nicolas et le couvent des Augustins sont vendus comme biens nationaux,. La Révolution est bien accueillie dans un premier temps. La ville, plutôt patriote, tente de profiter de la situation et demande vainement en 1790 un district et un tribunal. Des jacobins plantent un arbre de la Liberté et transforment l'église en club. Le 20 octobre 1793, cependant, pendant la Virée de Galerne, l'Armée catholique et royale passe à Candé, après avoir franchi la Loire à Saint-Florent-le-Vieil. La Garde nationale de la commune tente une résistance ; elle est très rapidement submergée. Les Vendéens se retirent le lendemain et laissent dans les hôpitaux une trentaine de malades ou de blessés, aussitôt exécutés par les Républicains.
Les années suivantes sont marquées par la guerre de Vendée, car Candé est proche du château de Bourmont, à Freigné, où le chouan Scépeaux a installé son quartier général. Le Conseil royal du Bas-Anjou et Haute-Bretagne s'installe par ailleurs dans l'ancien couvent des Augustins, et environ 300 chouans sont hébergés à Candé. Les Républicains lancent néanmoins des offensives ; en 1793, vingt royalistes sont fusillés près du moulin de la Saulaie, puis, en 1796, une colonne républicaine s'établit dans la ville. En janvier 1800, des négociations sont entreprises entre le général d'Hédouville, pour les républicains, et les généraux de Bourmont et de Châtillon pour les royalistes. Elles aboutissent le 20 janvier 1800 à la signature de la Paix de Candé, qui met fin à la chouannerie. La même année, Candé demande vainement à devenir une sous-préfecture.
La Révolution a fait au total à Candé 42 morts. L'économie locale a décliné, puisque la Commission intermédiaire note que la ville « ne subsiste que grâce à son marché du lundi où il se vend des farines, des lins, les fils et quelques toiles ». Les tanneries, les draperies ou encore le maître armurier qui existaient au XVIIe siècle semblent alors avoir disparu.

#### XIXesiècle

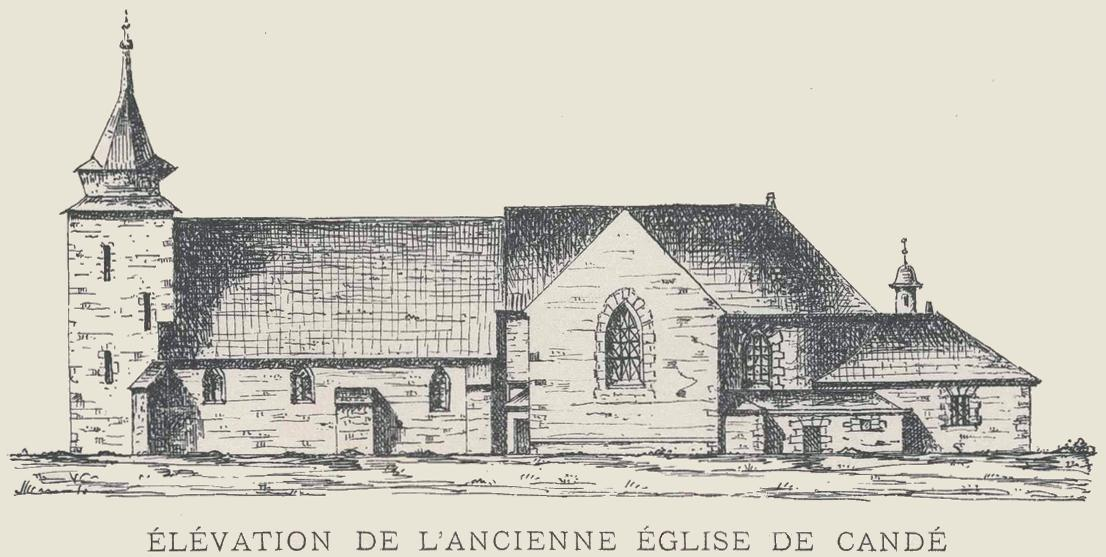
Façade sud de l'église de Candé au début du XIXe siècle.

Au XIXe siècle, Candé vit principalement du commerce, grâce à son marché, qui se tient d'abord le premier lundi de chaque mois, puis chaque lundi et vendredi, et à ses foires. Ces dernières ont lieu, en début de siècle, à la mi-carême, le 9 mai, le 7 juin, le 10 octobre et à la Saint-Martin. Elles deviennent plus tard mensuelles et un comice agricole est fondé en 1850. Les foires aux bestiaux attirent des commerçants qui viennent non seulement de la région, mais aussi du Saumurois, de la Mayenne et de la Sarthe, ainsi que de nombreux fermiers de l'arrondissement de Beaupréau. Les nombreux porcs et moutons vendus à Candé peuvent aller jusqu'à Nantes, à Brest, au Mans ou à Paris. Candé bénéficie grandement de sa situation sur la route d'Ingrandes-sur-Loire, où les fermiers vont acheter l'engrais et où ils vendent leur grain et parfois leur bois.
Le commerce candéen est freiné par le manque d'infrastructures de transport. Le territoire est difficilement praticable, les routes sont mauvaises et les travaux de voirie sont réalisés trop lentement. La situation s'améliore à partir de 1830, lorsque Louis-Philippe Ier fait tracer des routes nouvelles à travers tout le pays, notamment pour faciliter les mouvements de l'armée. Afin d'améliorer la traversée des villes, celles-ci sont restructurées par de nouvelles rues plus larges. À Candé, la rue de Beaulieu et la rue de Bretagne sont respectivement percées en 1849 et en 1858-1860. La canalisation de l'Erdre entre Candé et Nort-sur-Erdre, qui permettrait une liaison avec le canal de Nantes à Brest, est parfois proposée, sans jamais de concrétisation.

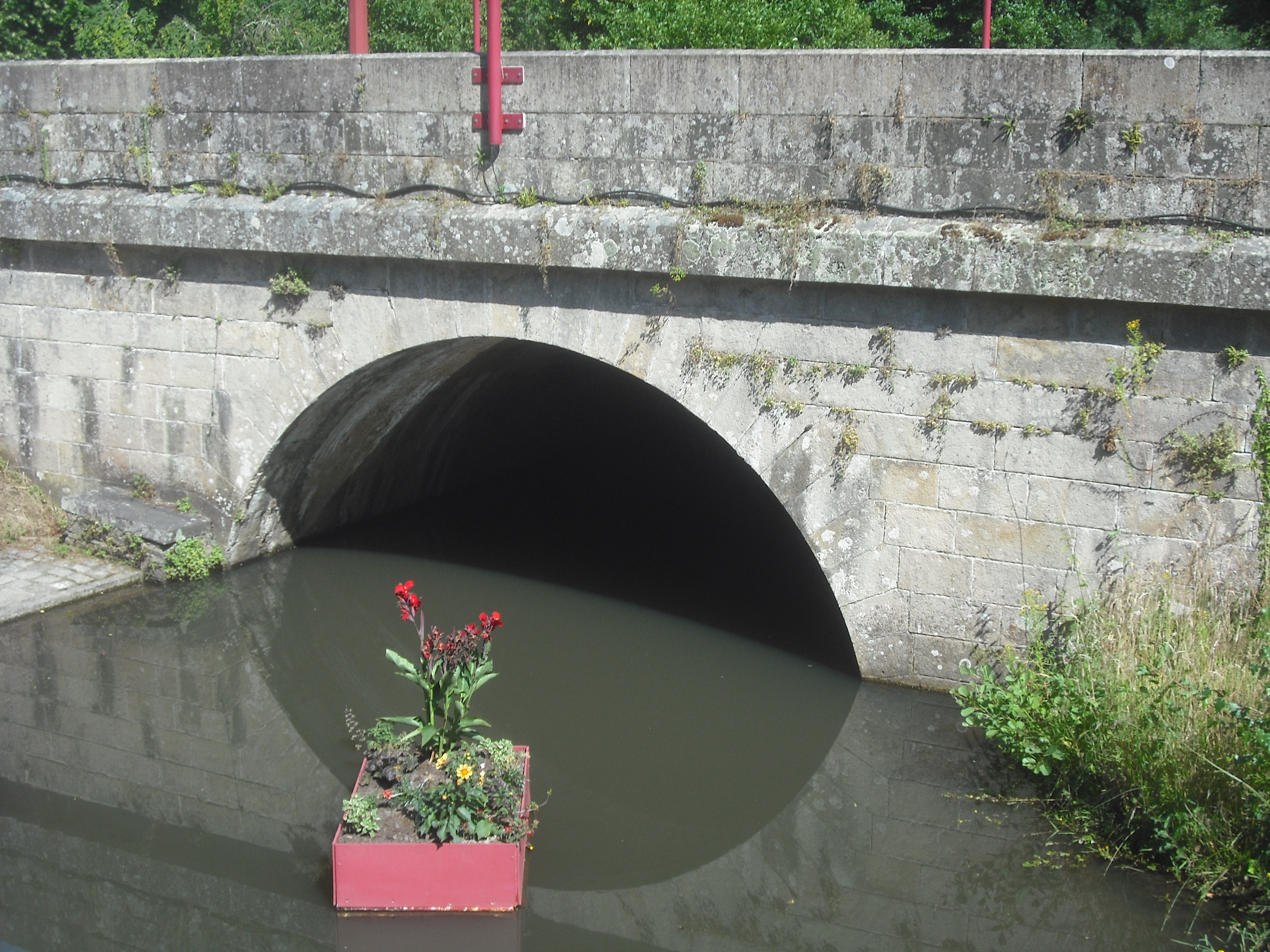
Le pont de Beaulieu, construit sur l'Erdre lors du percement de la rue de Beaulieu.

Plusieurs projets de chemin de fer passant à Candé sont envisagés à partir de 1869. En 1884 Candé obtient une gare, avec l'ouverture de la ligne vers Segré, prolongée l'année suivante jusqu'à Nantes.
La forte croissance démographique — entre 1806 et 1836 Candé gagne 363 habitants — entraîne la construction de nouveaux lotissements, situés principalement autour de la place Saint-Nicolas. Le prieuré éponyme, rasé après la Révolution, fait place à un haras. La commune, de surface restreinte, fait alors face à un étouffement : elle est presque entièrement urbanisée. En 1836, la surface communale est donc augmentée de 15 hectares, cédés par Angrie. L'année suivante, Candé s'agrandit encore de 27 hectares prélevés sur Freigné. Candé possède désormais l'hôpital Saint-Jacques et le village de Beaulieu, construit sur la rive sud de l'Erdre. Si la croissance démographique reste soutenue pendant le XIXe siècle, de nombreuses épidémies sévissent. Si le choléra ne fait qu'un mort en 1831, en 1836, 293 malades sont soignés à l'hôpital Saint-Joseph et trente-et-un meurent. En 1884, la ville connaît sa dernière grande épidémie, il s'agit de la variole. L'hôpital Saint-Joseph, initialement situé près de l'église, est reconstruit de 1843 à 1846 à la place de l'ancienne aumônerie Saint-Jean. Le nouvel édifice a une capacité de soixante lits.
Le XIXe siècle est marqué par l'industrialisation de la ville. Elle s'amorce avec des activités artisanales, déjà pratiquées dans la région auparavant. Ainsi, dans les années 1830, Candé compte une briqueterie, trois tanneries, une blanchisserie de cire et deux carrières d'ardoises. Ces entreprises artisanales sont remplacées par des manufactures plus élaborées. Dans les années 1870, l'économie de la commune est portée par un atelier de confection, une usine d'outillage agricole et une fabrique de flanelle.

#### Depuis 1900

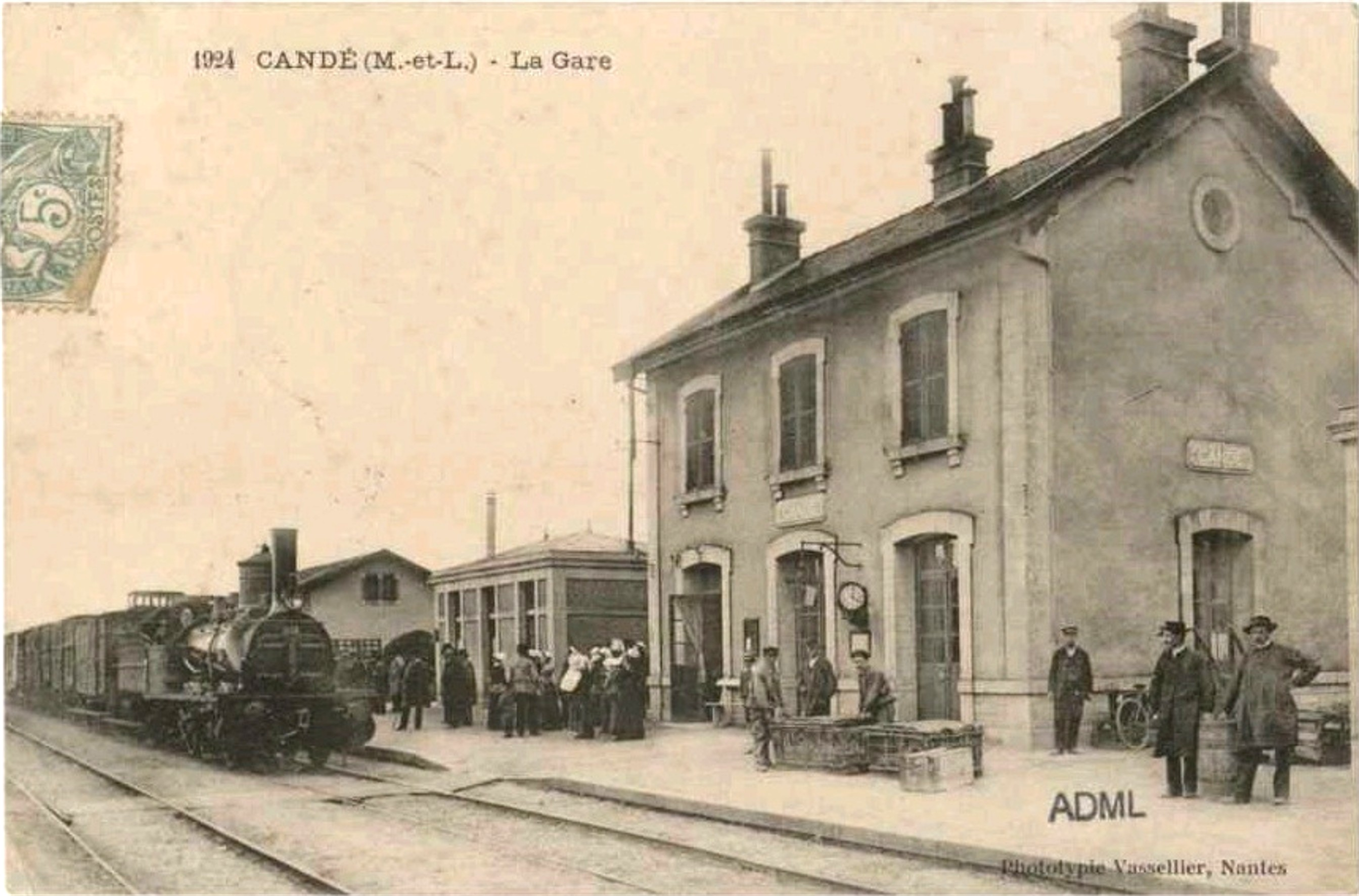
Arrivée d'un train en gare de Candé au début du XXe siècle.

Pendant les premières années du XXe siècle, la modernisation de la commune se poursuit. L'électricité est mise en place en 1905, grâce à l'installation d'un générateur rue de la Dauphinière. L'eau courante arrive la même année, l'installation d'un service d'eau ayant été projetée dès 1897. L'éclairage public est progressivement amélioré, avec le remplacement des premiers réverbères à l’huile de colza dont l'installation datait de 1857 et qui fonctionnaient seulement l'hiver. Le téléphone arrive en 1907, au bureau de poste.
En 1909, un chemin de fer à voie métrique est construit entre Angers et Candé, la ligne ouvre en 1910. Elle devait être prolongée jusqu'à La Chapelle-Glain en Loire-Inférieure, ce qui aurait permis une liaison avec Châteaubriant, ainsi qu'une desserte des communes de Vritz et Le Pin. Le projet est abandonné à cause de la Première Guerre mondiale. Cette ligne est rapidement concurrencée par la route et elle ferme en 1935, remplacée par un autocar.
Au début du XXe siècle, un faible exode rural diminue la population, qui baisse encore avec la Première Guerre mondiale. En effet, la guerre a fait cent-sept morts sur les 2 090 habitants, environ, que comptait Candé en 1914.
Dès le début de la Première Guerre mondiale, à la suite de la mobilisation des hommes, les services municipaux sont réorganisés. En 1915, l'école de garçons est en partie transformée en centre de secours d'une capacité de 60 à 70 lits et l'hospice devient un hôpital militaire temporaire. L'école de filles accueille aussi des blessés jusqu'en 1916. La commune connaît des pénuries de pain et de charbon, l'éclairage public est diminué. La ville accueille de nombreux réfugiés des départements du Nord et du Pas-de-Calais, situés sur le front ; en 1918, leur nombre dépasse 200.

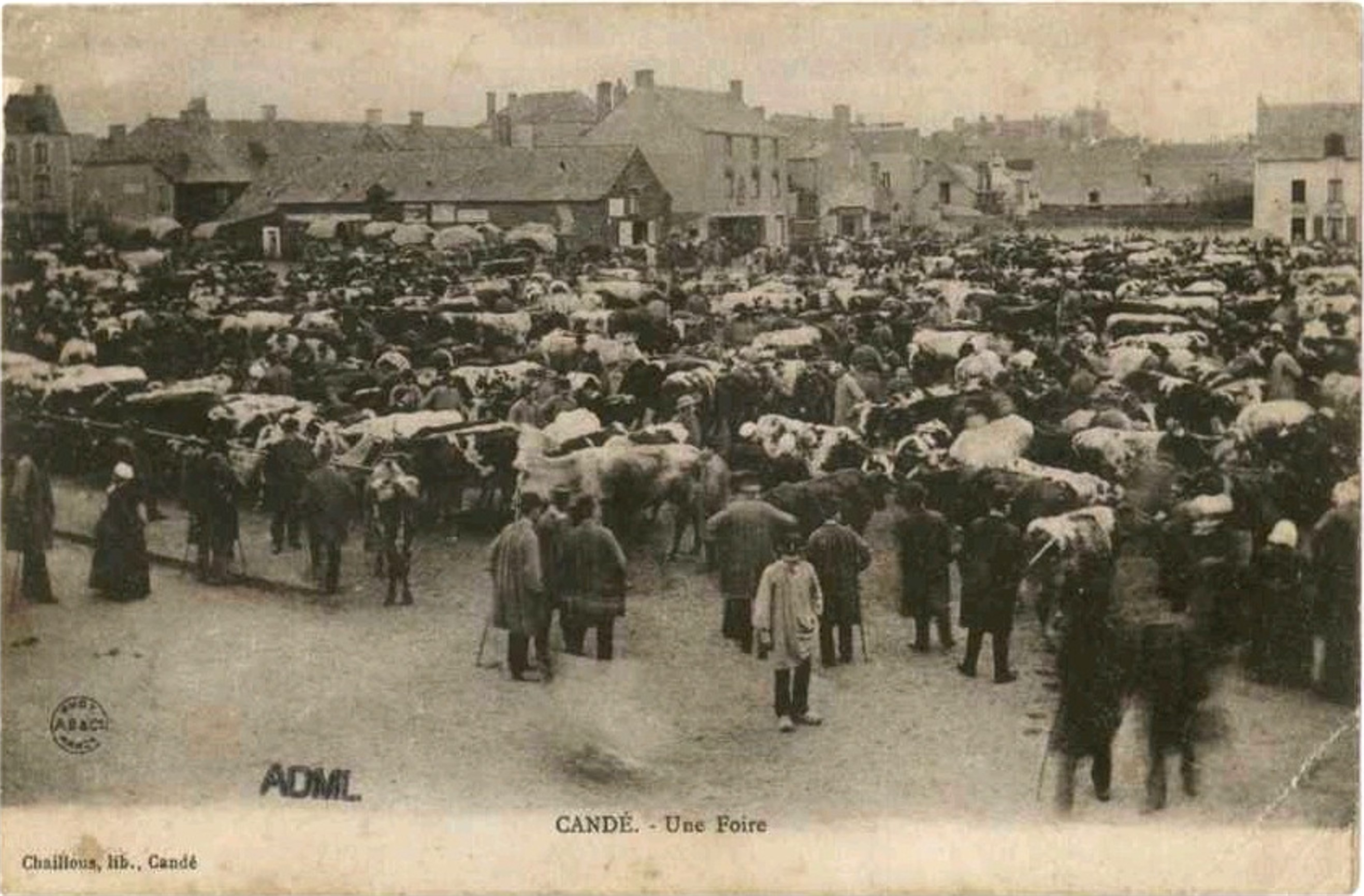
La foire aux bestiaux sur la place Saint-Nicolas, qui exista jusqu'en 1990.

La vie de la commune est à nouveau perturbée pendant la Seconde Guerre mondiale. Les liaisons en autocar vers Nantes et Segré sont suspendues en 1940. En 1943, Candé accueille des réfugiés de Saint-Nazaire qui fuient leur ville bombardée. La commune se prépare elle-même à l'éventualité d'un bombardement en répertoriant les abris potentiels et en dressant des listes de médicaments. Aucun combat de libération n'a lieu sur le sol communal ; un groupe de résistants y est actif. Tous ses membres sont arrêtés en juillet 1944 puis déportés dans les camps ou emprisonnés à Angers. Candé est libérée le 6 août 1944 par l'armée américaine.
En 1955, après des négociations commencées en 1942, la surface communale est de nouveau agrandie, au détriment des communes d'Angrie, de Freigné et de La Cornuaille, de 379 hectares. Alors que Candé mesurait 37 hectares en 1835, sa surface communale est désormais de 491 hectares.
Durant la seconde moitié du XXe siècle, Candé s'agrandit et demeure une bourgade importante. Des lotissements, de plus en plus grands, sont construits à partir des années 1970, à l'est du centre. La zone industrielle de La Ramée, la première de la commune, est aménagée en 1971 et des équipements modernes, comme des stades, une salle de sport ou un groupe scolaire sont construits entre 1970 et 1980.
Ces constructions en remplacent d'autres, devenues obsolètes, comme les bains publics, construits en 1951 et fermés en 1978, ou l'abattoir, qui ferme en 1969. Le dernier chemin de fer, qui relie Candé à Nantes, est fermé en 1988 ; le marché aux bestiaux, qui faisait pourtant la renommée de la commune depuis le Moyen Âge, disparaît également, en 1990. La briqueterie, héritage de l'industrialisation du XIXe siècle, est fermée en 1987. L'économie de la commune est portée par une petite industrie moderne[réf. nécessaire], des services et par sa centralité[Quoi ?] dans une zone agricole aux productions variées.
Le 1er janvier 2018, le parc d’activités Anjou Actiparc le Petit Tesseau alors situé dans la commune de Freigné, est rattaché à Candé à la suite d'une décision du Conseil départemental de Maine-et-Loire en juin 2017, afin de faciliter le transfert de Freigné au sein de la commune nouvelle de Vallons-de-l'Erdre dépendant de la Loire-Atlantique.

## Politique et administration

### Administration sous l'Ancien Régime

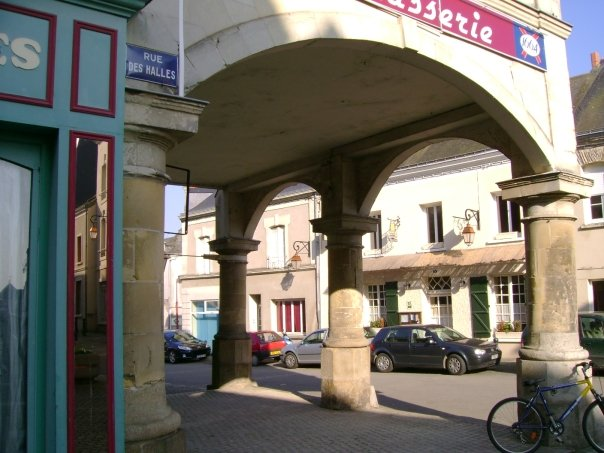
La place des Halles, autrefois « place de la Cohue », où était rendue la justice.

Candé, seigneurie depuis le XIe siècle, fut élevée au rang de baronnie en 1410. Elle put acquérir ce titre parce que la ville était fortifiée, qu'elle possédait dans sa mouvance des domaines nobles et qu'elle dépendait directement du roi. Candé relevait effectivement du roi de France, parce qu'il possédait le duché d'Anjou. À la fin du XVIIIe siècle, les dépendances de la baronnie étaient nombreuses et ses 27 fiefs s'étendaient sur les paroisses d'Angrie, Noëllet, Challain-la-Potherie, Saint-Michel-et-Chanveaux, Montguillon, Brissarthe, Le Bourg-d'Iré, Loiré, Freigné, La Cornuaille, etc. Parmi ces fiefs, douze châtellenies tenues à l'hommage lige relevaient de Candé, au moins en partie, comme Roche d'Iré, Neuville, Bourmont et Chambellay.
La ville appartint d'abord à la famille de Candé, qui s'est rapidement éteinte, puis elle a été héritée par d'autres familles locales, comme les Thouars et les Châteaubriant. Ensuite, au gré des extinctions de lignées nobles, Candé passa dans des familles de plus en plus puissantes, comme la Maison de Dinan, puis les Laval, les Montmorency et les Condé. Ces familles possédaient de très nombreux titres, acquis par des héritages successifs, et elles résidaient loin de Candé. Ainsi les Condé vivaient généralement au château de Chantilly et à Versailles. Le titre de baron de Candé donnait des obligations en matière de justice locale, et les détenteurs montrèrent plus ou moins d'intérêt dans les affaires candéennes. Si le connétable Anne de Montmorency et le prince Henri II de Bourbon-Condé écrivent eux-mêmes de nombreux documents à propos de Candé et visitent la baronnie,, Henri-Jules de Bourbon-Condé et Louis IV Henri de Bourbon-Condé ne manifestent pas de grand intérêt pour le domaine,. La baronnie fut finalement vendue à un noble local, le marquis de Beaupréau, à la fin du XVIIIe siècle, qui lui-même la revendit au seigneur de Loiré peu avant la Révolution.
Le titre de baronnie donnait des droits importants, notamment sur le plan judiciaire, car les barons de Candé et leur administration pouvaient rendre justice pour les meurtres, les rapts, la trahison et l'incendie. La justice était traditionnellement rendue sur la place des Halles, où se tenait le tribunal. Celui-ci disparut à la Révolution. Le grenier à sel possédait par ailleurs son propre système judiciaire, qui punissait exclusivement les faux-sauniers, et sa propre prison, qui était installée à l'angle de la rue Victor-Lassalle et de la rue Bourgeoise. En raison de son important marché, Candé disposait aussi d'un bureau pour la perception des droits de traites foraines. Six châtellenies et plus de quarante terres relevaient directement du tribunal de Candé pour la haute justice.
Candé dépendait de l'élection d'Angers et de la généralité de Tours sur le plan fiscal, du diocèse d'Angers sur le plan religieux et du Parlement de Paris sur le plan judiciaire.

### Situation administrative

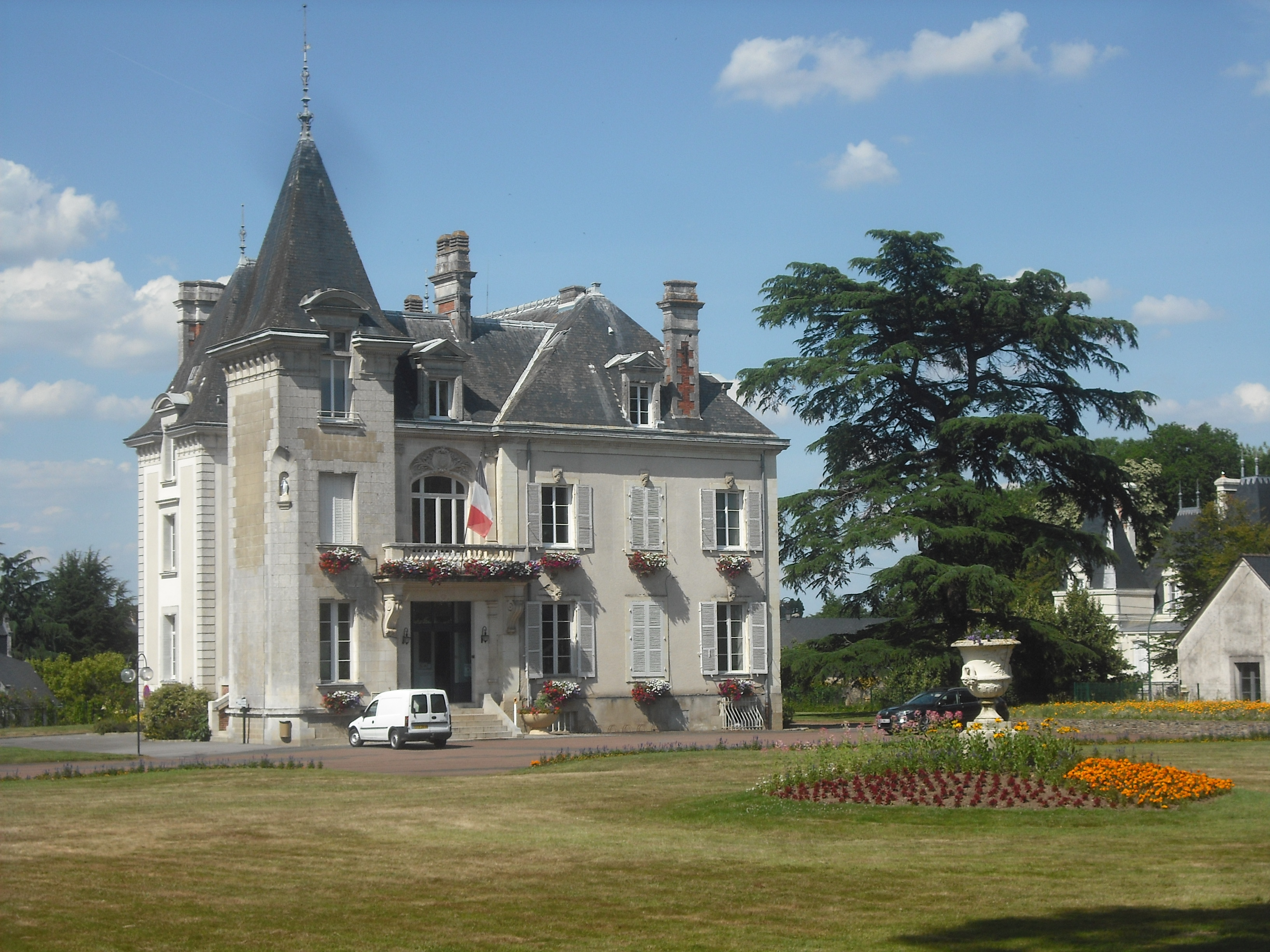
L'hôtel de ville de Candé.

Jusqu'en 2014, Candé fut le chef-lieu d'un canton de six communes, comprenant Angrie, Challain-la-Potherie, Chazé-sur-Argos, Freigné et Loiré. Ce canton avait été créé pendant la Révolution. Au départ, il ne comprenait que les communes de Candé, Angrie et Freigné. En l'an III, il fut augmenté de Challain-la-Potherie, Loiré et Le Tremblay. Cette dernière commune rejoint le canton de Pouancé en 1803, et cette même année le canton de Candé reçut Chazé-sur-Argos. Dans le cadre de la réforme territoriale, un nouveau découpage territorial pour le département de Maine-et-Loire est défini par le décret du 26 février 2014. La commune est alors rattachée au canton de Segré, avec une entrée en vigueur au renouvellement des assemblées départementales de 2015.
Le canton de Candé a été placé dans le district de Segré en 1790. Il fait partie de l'arrondissement de Segré depuis la création de ce dernier en 1800. Il se trouve également dans la structure de regroupement de collectivités locales de l'Anjou bleu, Pays segréen, appelé jusqu'en 2008 « Pays du Haut-Anjou Segréen ». Cette structure, qui permet notamment la réalisation d'études et de projets, fonctionne selon la loi Voynet de 1999. Le canton est inclus dans la septième circonscription de Maine-et-Loire, dont le découpage date de 1986.
La commune est membre de la Communauté candéenne de coopérations communales, abrégée en « 4C ». Cette intercommunalité trouve son origine dans le SIVM du canton de Candé, fondé en 1965, qui comptait aussi la commune de La Cornuaille, qui ne fait pourtant pas partie du canton de Candé. La communauté de communes actuelle a été créée en 1995.
Candé possède plusieurs administrations et services publics sur son territoire : un bureau de poste, une brigade de gendarmerie et une caserne de sapeurs-pompiers.

### Tendances politiques et résultats
L'électorat candéen vote toujours majoritairement à droite. Les élections municipales ont été remportées de 1983 à 2014 par des candidats du RPR puis de l'UMP.
À l'élection présidentielle de 2012, le taux de participation au premier tour était de 85,84 %, Nicolas Sarkozy (UMP) obtenait 36,67 % des suffrages, devançant François Hollande (PS) avec 20,72 %, Marine Le Pen (FN) avec 16,14 % et François Bayrou (MoDem) avec 13,63 %. Le résultat du second tour confirmait celui du premier, Nicolas Sarkozy arrivant une nouvelle fois en tête (59,47 %) devant François Hollande (40,53 %), pour un taux de participation stable (84,31 %).
Aux élections législatives de 2012, Marc Laffineur (UMP) arriva largement en tête au premier tour avec 53,45 % des voix, devant Silvia Camara-Tombini (PS) avec 23,53 %. Le second tour confirma cette tendance, Marc Laffineur devançant Silvia Camara-Tombini (62,06 % contre 37,94 %) comme sur l'ensemble de la circonscription.

### Administration municipale
En mars 2014, le maire de Candé est Gérard Delaunay, membre de l'Union pour un mouvement populaire et également conseiller général de Maine-et-Loire. Il est en poste depuis 2001.
Le conseil municipal est composé de vingt-trois sièges, proportionnellement au nombre d'habitants. À la suite des élections municipales de 2014, cinq membres du conseil faisaient office d'adjoints au maire. En 2008, les conseillers municipaux se répartissaient en dix commissions, spécialisées dans les finances, les travaux, l'environnement, le sport et la culture, la communication ou encore dans la communauté de communes.
Une seule liste s'est présentée à Candé aux élections municipales entre 1977 et 2014,.
Composition du conseil municipal depuis les élections municipales de 2014 :

### Liste des maires
| Période   | Période                   | Identité                            | Étiquette          | Qualité |
| --------- | ------------------------- | ----------------------------------- | ------------------ | --- |
| 1790      | 1791                      | M. Chauveau                         |                    | |
| 1792      | 1798                      | Antoine Legris                      |                    | |
| 1798      | 1813                      | André-Nicolas Logereau              |                    | |
| 1813      | 1818                      | Gilbert Michelon                    |                    | |
| 1818      | 1835                      | Louis-Bernard Loumaillon            |                    | |
| 1835      | 1856                      | Aimé Jallot                         |                    | |
| 1856      | 1860                      | Ferdinand Lefaucheux de La Cadorais |                    | |
| 1860      | 1870                      | Alexis Gaudin                       |                    | |
| 1870      | 1880                      | Auguste Letort                      |                    | |
| 1880      | 1882                      | M. Parrot                           |                    | |
| 1882      | 1896                      | M. Normand                          |                    | |
| 1896      | 1904                      | M. Lefaucheux de La Cadorais        |                    | |
| 1904      | 1908                      | Ernest L'Hermitte                   |                    | |
| 1908      | 1919                      | Auguste Hamon                       |                    | |
| 1919      | 1929                      | Henri Galpin                        |                    | |
| 1929      | 1945                      | Henri Leboucher                     |                    | |
| 1945      | 1947                      | Jules Morier                        |                    | |
| 1947      | 1959                      | Paul Douézy                         |                    | |
| 1959      | 1965                      | Firmin Tortiger                     |                    | Pharmacien, Officier de la Légion d'honneur |
| 1965      | mars 1971                 | André-Jean Hourticq                 |                    | Conseiller d'État |
| mars 1971 | mars 1983                 | Roger Loison                        |                    | Conseiller régional |
| mars 1983 | mars 2001                 | René Lefrancq                       | RPR                | Imprimeur retraité Conseiller général de Candé (1985 → 1998) |
| mars 2001 | mai 2020                  | Gérard Delaunay,                    | UDF-DL puis UMP-LR | Ingénieur informatique Conseiller général de Candé (1998 → 2015) Vice-président du conseil général de Maine-et-Loire Président de la CC du canton de Candé (2001 → 2008 et 2014 → 2016) |
| mai 2020  | En cours (au 30 mai 2020) | Pascal Crossouard                   | DVD                | Comptable retraité, ancien adjoint au maire |

### Instances judiciaires
Sur le plan judiciaire, Candé dépend de la cour d'appel d'Angers, de la cour d'assises, du tribunal de grande instance, du tribunal d'instance, du tribunal de commerce et du conseil de prud'hommes d'Angers, ainsi que du tribunal administratif et de la cour administrative d'appel de Nantes.

### Environnement et espaces verts

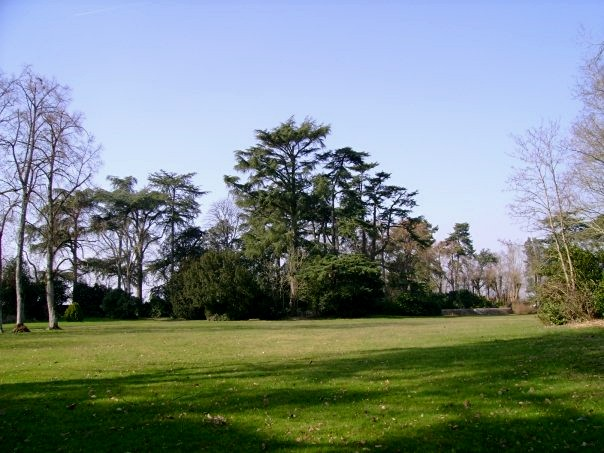
Le parc de l'hôtel de ville.

Le service public de l'eau est géré par le Syndicat intercommunal d'alimentation en eau potable du Segréen, et les eaux rejetées à Candé sont assainies par une station d'épuration située au bord de l'Erdre, qui fonctionne aux boues activées et exploitée par le groupe Saur. La gestion des déchets ménagers est effectuée par le SICTOM du Loire-Béconnais. La déchèterie dite de Candé, géré par ce même SICTOM, se trouve sur le territoire d'Angrie, en limite orientale de la commune de Candé.
La politique de développement durable de la commune est notamment visible dans la suppression des traitements phytosanitaires pour l'entretien des espaces verts et la limitation de l'éclairage public la nuit.
La commune possède 37 hectares d'espaces verts. Les plus grands sont le parc de l'hôtel-de-ville et celui de Bellevue. Dans son palmarès 2013, le Conseil national des villes et villages fleuris de France a attribué deux fleurs à la commune au Concours des villes et villages fleuris.

### Finances municipales
En 2012, la commune avait un budget de 3 222 000 € en produits de fonctionnement, une somme servant au fonctionnement courant des services municipaux. Elle représentait 1 106 € par habitant, un chiffre au-dessus de la moyenne nationale (885 € par habitant). Cette somme provenait principalement des impôts locaux, qui représentent 953 000 €, et de la dotation globale de fonctionnement, 574 000 €, le reste venant d'autres impôts et taxes. La même année, les ressources d'investissement, qui servent à financer les investissements communaux et à rembourser la dette, s'élevaient à 1 845 000 €, soit 633 € par habitant, un chiffre lui aussi au-dessus de la moyenne nationale (476 € par habitant).
En 2012, les dépenses de fonctionnement concernaient à 44 % les charges de personnel, suivaient les achats, 22 %, et les services extérieurs, 11 %. Les services les plus concernés étaient la piscine et la voirie et bâtiments, avec environ 4 000 000 € de dépenses annuelles chacun, venaient ensuite les espaces verts et l'administration, autour de 3 000 000 € chacun, puis les écoles publiques, avec environ 2 500 000 €, le sport, la culture et l'école privée, avec environ 1 000 000 € chacun.
En 2011, le taux de la taxe d'habitation s'élevait à 11,3 % à Candé et à 8,39 % au niveau intercommunal. Le taux de la taxe foncière pour le bâti s'élevait à 21,31 % pour la commune (taux départemental : 17,74 %) et à 47,16 % pour le non bâti (taux intercommunal : 1,53 %). La contribution foncière des entreprises était prélevée par l'intercommunalité, à un taux de 1,53 %.
La dette de la commune, qui s'élevait à 1 660 000 € en 2000, soit 625 € par habitant, a beaucoup baissé jusqu'en 2007, atteignant alors seulement 11 000 €, soit 4 € par habitant. Elle a ensuite augmenté à nouveau de 2008 à 2010, avant de rebaisser à 299 000 € en 2012, soit Modèle:Ueuronité par habitant, alors que la moyenne des communes françaises se situait à 604 € par habitant.

### Jumelages
Candé n'est officiellement jumelée avec aucune autre ville, mais entretient des liens d'amitié avec Freienhagen, village de la municipalité allemande de Waldeck, dans la Hesse, depuis 1965. Les échanges entre les deux localités sont subventionnés par la commune de Candé ainsi que par l'Office franco-allemand pour la jeunesse.

## Population et société

### Démographie
Ses habitants sont appelés les Candéens.

#### Évolution démographique

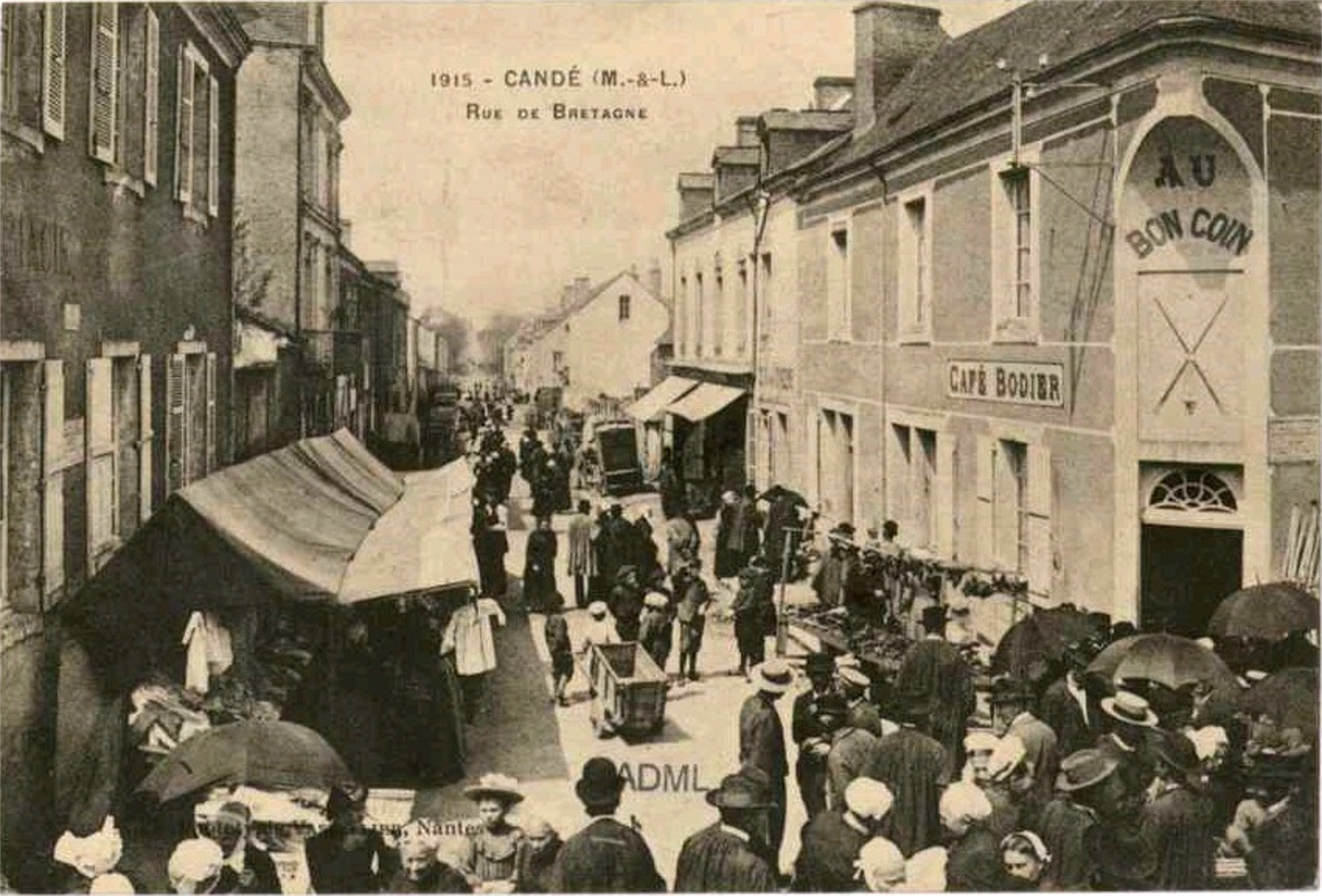
La rue de Bretagne un jour de marché, vers 1900.

Candé comptait 2 885 habitants en 2011, soit le maximum de population que la commune ait atteint au cours de son histoire. En 1793, Candé comptait 977 habitants, soit un peu plus que Segré, qui ne comptait que 689 habitants, mais moins que Pouancé, qui en comptait 1 034. Ces communes, comme l'ensemble de l'ouest français, ont connu une forte croissance démographique au cours du XIXe siècle, et Candé comptait 2 164 habitants en 1901. Pouancé et Segré s'étaient quant à elles largement démarquées, avec respectivement 3 278 et 3 983 habitants. Candé a ensuite connu une légère baisse démographique au cours des premières décennies du XXe siècle, sa population étant descendue à 1 720 habitants en 1931. Pouancé a aussi connu une baisse au cours de la même période, perdant près de 500 habitants. Cette tendance est visible dans l'ensemble des Pays de la Loire, qui subissent alors l'exode rural et les conséquences des pertes de la Première Guerre mondiale, avec une chute de 8,5 % du nombre d'habitants entre 1911 et 1931. Ensuite, la croissance a repris au niveau régional grâce au baby boom et à la périurbanisation, et Candé a gagné 1 165 habitants entre 1931 et 2011,.

L'évolution du nombre d'habitants est connue à travers les recensements de la population effectués dans la commune depuis 1793. Pour les communes de moins de 10 000 habitants, une enquête de recensement portant sur toute la population est réalisée tous les cinq ans, les populations de référence des années intermédiaires étant quant à elles estimées par interpolation ou extrapolation. Pour la commune, le premier recensement exhaustif entrant dans le cadre du nouveau dispositif a été réalisé en 2006.

En 2022, la commune comptait 2 815 habitants, en évolution de −1,05 % par rapport à 2016 (Maine-et-Loire : +2,12 %, France hors Mayotte : +2,11 %).
| 1793 | 1800 | 1806 | 1821  | 1831  | 1836  | 1841  | 1846  | 1851  |
| ---- | ---- | ---- | ----- | ----- | ----- | ----- | ----- | ----- |
| 977  | 948  | 982  | 1 070 | 1 115 | 1 345 | 1 549 | 1 604 | 1 716 |

| 1856  | 1861  | 1866  | 1872  | 1876  | 1881  | 1886  | 1891  | 1896  |
| ----- | ----- | ----- | ----- | ----- | ----- | ----- | ----- | ----- |
| 1 842 | 1 855 | 2 075 | 2 011 | 2 021 | 2 145 | 2 199 | 2 218 | 2 142 |

| 1901  | 1906  | 1911  | 1921  | 1926  | 1931  | 1936  | 1946  | 1954  |
| ----- | ----- | ----- | ----- | ----- | ----- | ----- | ----- | ----- |
| 2 164 | 2 140 | 2 087 | 1 828 | 1 773 | 1 720 | 1 763 | 1 883 | 1 832 |

| 1962  | 1968  | 1975  | 1982  | 1990  | 1999  | 2006  | 2011  | 2016  |
| ----- | ----- | ----- | ----- | ----- | ----- | ----- | ----- | ----- |
| 2 355 | 2 444 | 2 664 | 2 653 | 2 542 | 2 595 | 2 721 | 2 885 | 2 845 |

| 2021  | 2022  | - | - | - | - | - | - | - |
| ----- | ----- | - | - | - | - | - | - | - |
| 2 818 | 2 815 | - | - | - | - | - | - | - |

#### Pyramide des âges
En 2018, le taux de personnes d'un âge inférieur à 30 ans s'élève à 32,3 %, soit en dessous de la moyenne départementale (37,2 %). À l'inverse, le taux de personnes d'âge supérieur à 60 ans est de 33,1 % la même année, alors qu'il est de 25,6 % au niveau départemental.
En 2018, la commune comptait 1 321 hommes pour 1 509 femmes, soit un taux de 53,32 % de femmes, légèrement supérieur au taux départemental (51,37 %).
Les pyramides des âges de la commune et du département s'établissent comme suit.
| Hommes | Classe d’âge | Femmes |
| ------ | ------------ | ------ |
| 1,0    | 90 ou +      | 3,5    |
| 11,6   | 75-89 ans    | 15,7   |
| 16,0   | 60-74 ans    | 18,0   |
| 20,7   | 45-59 ans    | 19,0   |
| 14,7   | 30-44 ans    | 14,8   |
| 15,8   | 15-29 ans    | 10,9   |
| 20,2   | 0-14 ans     | 18,1   |

| Hommes | Classe d’âge | Femmes |
| ------ | ------------ | ------ |
| 0,9    | 90 ou +      | 2,1    |
| 7      | 75-89 ans    | 9,5    |
| 16,2   | 60-74 ans    | 16,9   |
| 19,4   | 45-59 ans    | 18,7   |
| 18,2   | 30-44 ans    | 17,5   |
| 18,8   | 15-29 ans    | 17,6   |
| 19,5   | 0-14 ans     | 17,6   |

#### Les ménages
En 2009, la commune comptait 1 185 ménages, de un à six individus, voire plus. La part des ménages d'une personne est pratiquement la même à Candé que dans la France entière, avec respectivement 33,8 % et 33,6 %. La part des ménages avec famille est également similaire, avec 64,5 % des ménages à Candé et 63,8 % au niveau national. Cependant, le pourcentage de familles sans enfant est légèrement supérieur à Candé, avec 31,6 %, contre 26,9 % au niveau national. Voici ci-dessous, les données en pourcentage de la répartition de ces ménages par rapport au nombre total de ménages.
| Ménages de :          | 1 personne | 2 pers. | 3 pers. | 4 pers. | 5 pers. | 6 pers. ou + |
| --------------------- | ---------- | ------- | ------- | ------- | ------- | ------------ |
| Candé                 | 33,7 %     | 34,8 %  | 12,9 %  | 10,3 %  | 6,2 %   | 1,6 %        |
| France métropolitaine | 33,7 %     | 33,0 %  | 14,6 %  | 12,3 %  | 4,6 %   | 1,7 %        |
| Sources des données,  |            |         |         |         |         |              |

### Enseignement
Candé est située dans l'académie de Nantes.

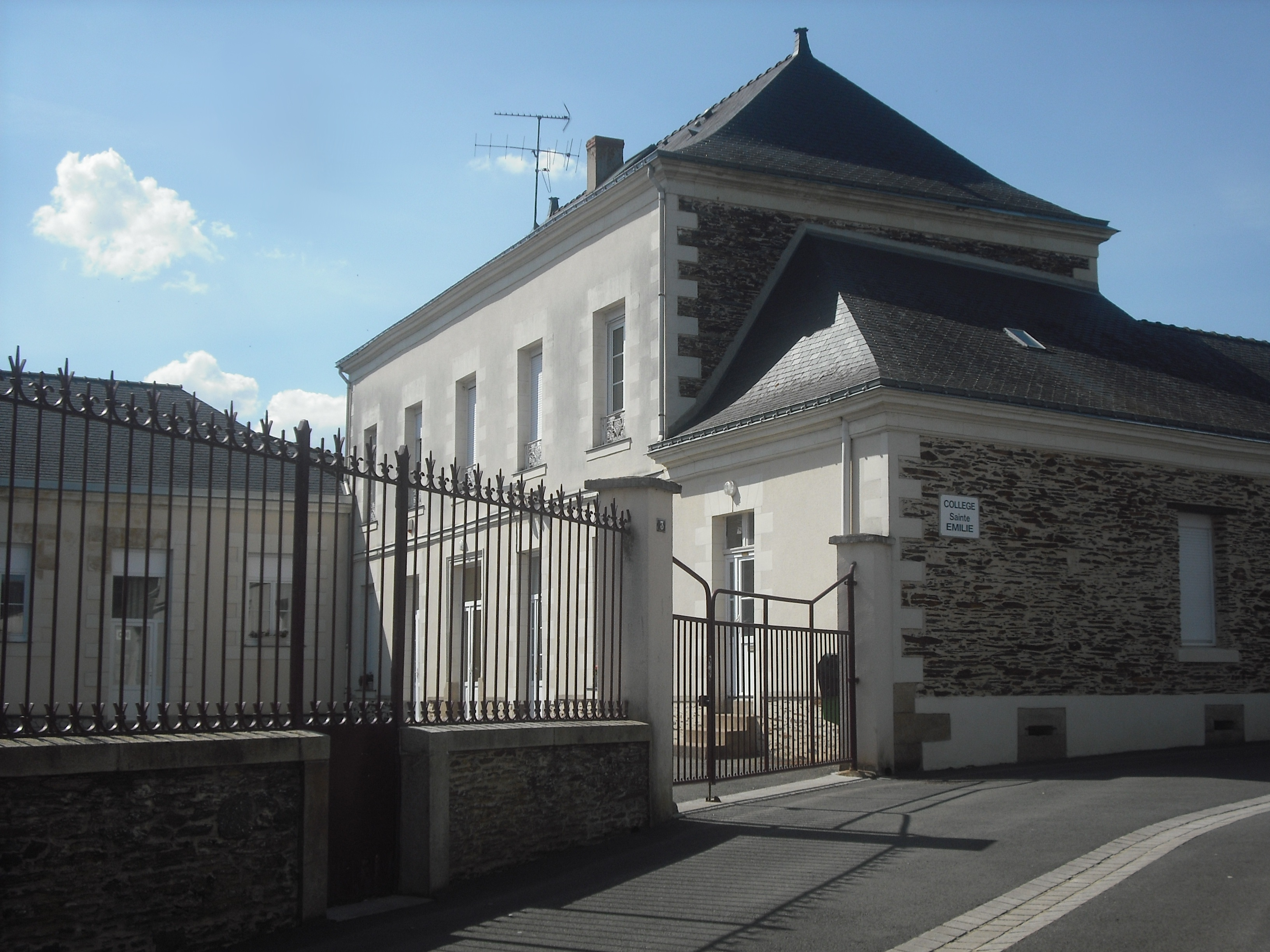
Le collège Sainte-Émilie.

La commune compte deux groupes scolaires et un collège. L'école Saint-Jean-Baptiste est un établissement privé sous contrat d'association avec l'État. Elle se répartit sur deux sites voisins, situés dans la vieille-ville. L'un correspond à l'école maternelle, l'autre à l'école élémentaire. En 2012, l'ensemble comptait environ 200 élèves répartis en trois classes de maternelle et cinq classes de primaire.
Le groupe scolaire du Val de l'Erdre est un établissement public, installé depuis 1982 dans le lotissement de la Saumuraie, en périphérie est. L'école maternelle comptait 104 élèves et quatre classes en 2011-2012, et l'école élémentaire, 161 élèves et six classes.
Le collège Sainte-Émilie, situé près de l'école Saint-Jean-Baptiste, est un établissement privé qui comptait 345 élèves et 37 personnels et enseignants en 2011-2012. L'établissement secondaire public le plus proche est le collège Camille-Claudel, au Louroux-Béconnais.

### Santé
Candé possède un petit hôpital local, dont les origines remontent à une aumônerie médiévale ainsi qu'à l'hôpital Saint-Joseph fondé au XVIIe siècle. Cet hôpital, qui a reçu le nom d'Aimé Jallot, ancien maire de Candé, a une capacité de 18 places : trois en médecine et 15 pour les soins de suite et la rééducation. Le centre hospitalier comprend en outre un EHPAD de 113 places. L'EHPAD possède aussi six places pour l'accueil de jour de malades, par exemple atteints de la maladie d'Alzheimer. Le centre est lié par des conventions au centre hospitalier d'Ancenis et à la maison de retraite d'Oudon en Loire-Atlantique.
Une maison médicale regroupe les quatre médecins généralistes de la commune, ainsi qu'un masseur-kinésithérapeute et un podologue. Candé comptait également en 2011 quatre dentistes, deux ostéopathes, deux pharmacies, un cabinet d'infirmiers et deux sociétés d'ambulances.

### Manifestations culturelles et festivités

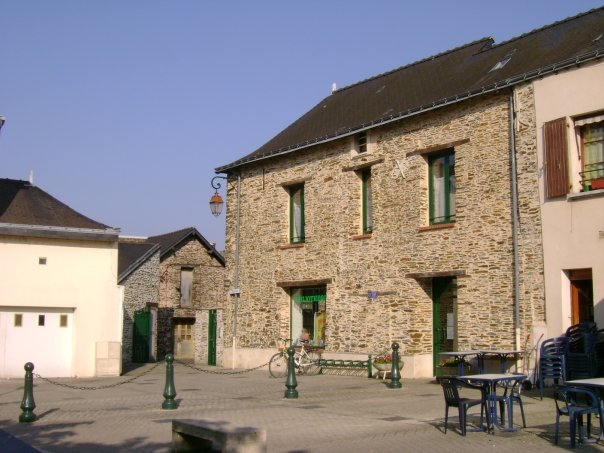
La place du Marché et la bibliothèque.

La ville possède un carnaval depuis 1946, bien qu'un premier défilé de mi-carême ait eu lieu en 1937. La première édition avait rassemblé 12 000 spectateurs. Le carnaval est organisé par le foyer laïque de Candé, fondé en 1945. C'est la seule manifestation de ce genre dans le Haut-Anjou. Le défilé a longtemps été associé à la mi-carême avant que sa date soit fixée au troisième dimanche d'avril. Un défilé de nuit a aussi lieu depuis 1994 et le carnaval est devenu gratuit en 1996, auparavant il y avait des péages à l'entrée. Le défilé de jour comprend des chars représentant le plus souvent un quartier de la ville ou des associations, mais aussi des performances de groupes de musique et de danse locaux. D'autres groupes se produisent pendant le défilé nocturne. D'autres animations ont lieu en marge du carnaval, comme une brocante et une course cycliste. Une élection de Majestés se tient aussi depuis 1995. Les Majestés de Candé président le carnaval et le représentent dans d'autres événements locaux, comme à Cholet, Saint-Macaire-en-Mauges et Beaufort-en-Vallée,.
Les foires de Candé, fondées au Moyen Âge, sont en partie perpétuées par une foire annuelle qui existe depuis 1945 et qui se tient à Beaulieu tous les ans en septembre. Cette foire commerciale est couplée à la Fête de l'élevage, organisée par le comice agricole des cantons de Candé et du Louroux-Béconnais depuis 1851. La foire commerciale est orientée vers le monde agricole, et les stands présentent surtout du matériel et des véhicules agricoles. Des animations diverses ont lieu pendant la foire, comme des courses de cochons, des concours de cheval de trait, des promenades en calèche et des spectacles. Il y a aussi des stands de chasse et de pêche, une mini-ferme, etc,.

### Établissements culturels

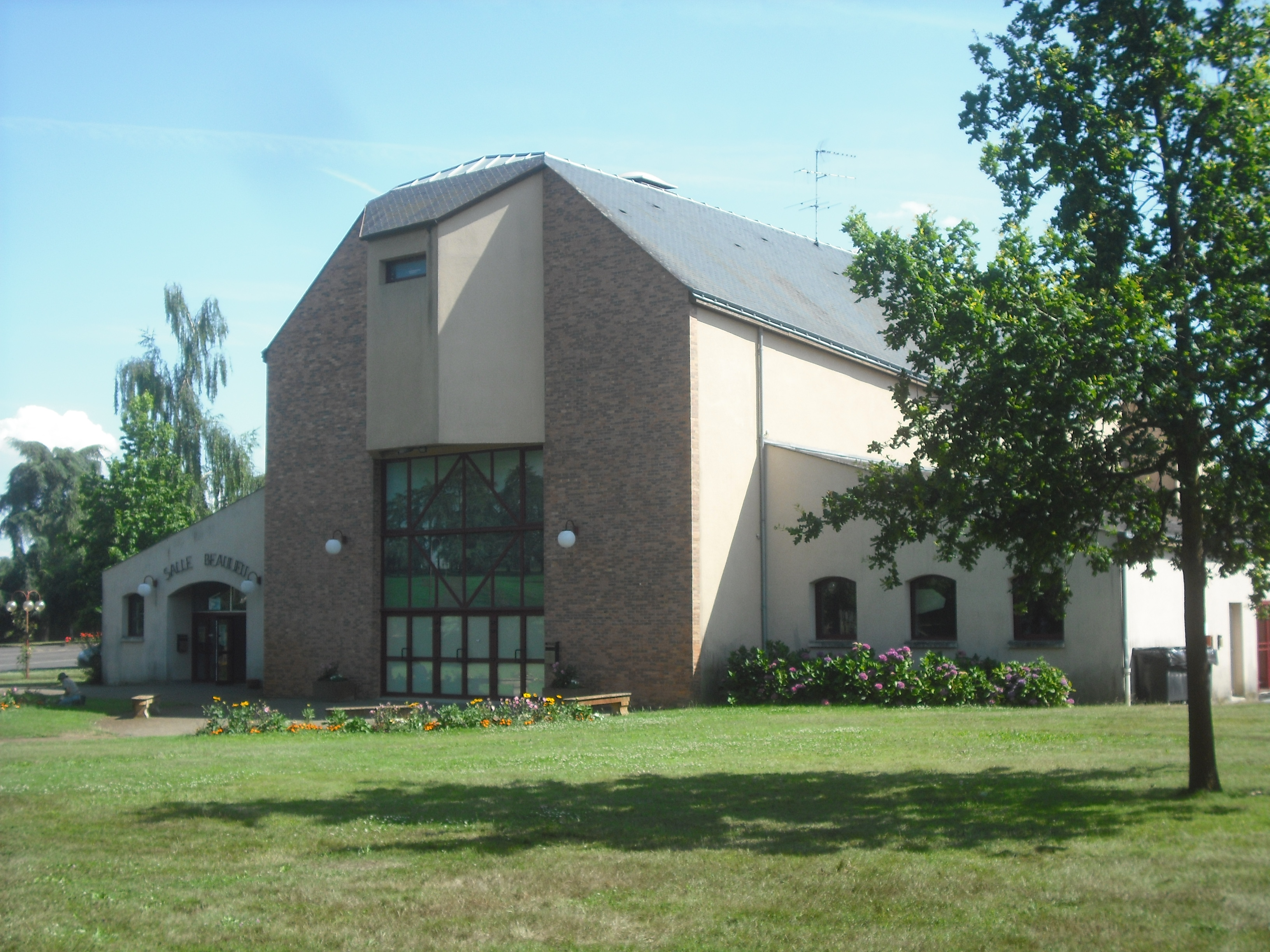
La salle Beaulieu.

Le plus grand équipement culturel de la commune est la salle Beaulieu, construite en 1989 au fond du parc de l'hôtel de ville. Sa salle principale a une surface de 388 m2, avec une scène de 100 m2. L'équipement sert à des spectacles, des soirées dansantes et des conférences et peut aussi être loué pour des événements privés comme des mariages. Une salle de projection à l'étage, avec une capacité de 207 places, sert de cinéma.
La salle Leboucher, située dans les anciens communs de l'hôtel de ville, est mise à disposition pour les événements privés et a une capacité de 90 personnes.
La commune possède une bibliothèque comptant plus de 5 000 ouvrages. Elle fait partie du réseau Culture et bibliothèques pour tous depuis 1955 et elle a déménagé dans les locaux actuels en 1995. Elle reçoit régulièrement des ouvrages des Bibliothèques pour tous et de la Bibliothèque départementale de prêt.
La vie culturelle locale est aussi animée par des associations, comme une chorale, le comité des fêtes, qui organise notamment des cours de danse, une compagnie de théâtre amateur et une école de musique. Cette dernière, appelée « Musique en Candéen », est partenaire de l'école de musique du Pays Segréen.

### Sports
Le complexe sportif Roger Loison est le principal équipement sportif de la commune. Il regroupe deux terrains de football, deux terrains de tennis extérieurs, un terrain de basket extérieur, une salle de tennis, un gymnase et une salle de boule de fort, un jeu typique de l'Anjou. Le stade Guy Langevin sert au football et compte un pas de tir à l'arc. La salle Meslier sert au tennis de table, au judo et à la gymnastique, la salle Bourgneuf sert à la danse, et celle de la Dauphinière à la musculation et au tir à l'arc.
Candé possède également une piscine couverte à deux bassins, inaugurée en 1997. Le plus grand fait 12,5 mètres sur 25, et de 0,95 à 2,5 mètres de profondeur. Elle a enregistré plus de 57 000 entrées en 2013.
Plusieurs clubs sportifs proposent des activités variées. Il y a un club de football, de basket-ball, de judo, de gymnastique, de tennis, de tir à l'arc, de boule de fort, de moto, etc.

## Économie

### Revenus de la population
En 2010, le revenu net déclaré moyen par foyer fiscal s'élevait à 18 233 euros à Candé. Ce chiffre est en dessous de la moyenne départementale, 21 978 euros, et nationale, 20 506 euros. Il est également inférieur à celui de la zone d'emploi de Segré dont Candé fait partie avec 58 autres communes, 19 585 euros. Le pourcentage de foyers fiscaux imposables, 38,1 % en 2010, était lui aussi inférieur aux moyennes départementale, 51 %, nationale, 53,3 %, et du bassin d'emploi, 44,1 %.

### Emploi
En 2009, la population âgée de 15 à 64 ans s'élevait à 1 606 personnes, parmi lesquelles on comptait 74,5 % d'actifs dont 65,9 % ayant un emploi et 8,6 % de chômeurs. Parmi les actifs ayant un emploi, les ouvriers sont la catégorie professionnelle la plus représentée, avec 38,6 % du total. Suivent les employés, 32,4 %, les professions intermédiaires, 14,9 %, les cadres, 7,4 %, les commerçants, artisans et chefs d'entreprise, 5,9 %, et les agriculteurs, 1,1 %.
Le taux de chômage de la commune s'élevait à 11,5 % en 2011, un chiffre au-dessus de la moyenne départementale, 9,7 %, et similaire à la moyenne nationale, 11,7 %. Le taux de chômage a augmenté depuis 1999, puisqu'il s'élevait alors à seulement 8 % (département : 10,9 % ; France entière : 13,5 %). Cette hausse s'explique notamment par les difficultés que connaît l'industrie locale. Ainsi, en 1999, les emplois dans l'industrie représentaient 50,6 % du total, contre 32,5 % dix ans plus tard.
La commune comptait en 2009 1 522 emplois, dont 38,2 % d'ouvriers, 28,5 % d'employés, 19,1 % de professions intermédiaires, 8,6 % de cadres, 5,3 % de commerçants, artisans et chefs d'entreprise et 0,3 % d'agriculteurs. Les secteurs d'activité qui comptent le plus d'emplois sont l'industrie, 32,5 % du total, le commerce, les transports et les services, 32,6 %, et l'administration publique, l'enseignement, la santé et l'action sociale, 26,6 %.
Toujours en 2009, il y avait 1 588 emplois dans la zone d'emploi, contre 1 500 en 1999. Le nombre d'actifs ayant un emploi résidant dans la commune étant de 1 064, l’indicateur de concentration d'emploi est de 149,3 %, ce qui signifie que la zone d'emploi offre 1,4 emploi pour chaque habitant actif.
Candé compte une forte proportion d'actifs travaillant et résidant dans cette même commune, bien que ce taux tende à baisser. Il est ainsi tombé de 63,5 % des actifs en 1999 à 46,3 % en 2009. Cette dernière année, 53,7 % des actifs travaillaient dans une autre commune du département, et 17,2 % dans un autre département des Pays de la Loire. Candé est très peu polarisée par Angers, en revanche, une partie significative des actifs candéens a un emploi à Segré. Candé polarise de son côté quelques communes voisines, comme Angrie et Saint-Michel-et-Chanveaux.

### Secteurs d’activité

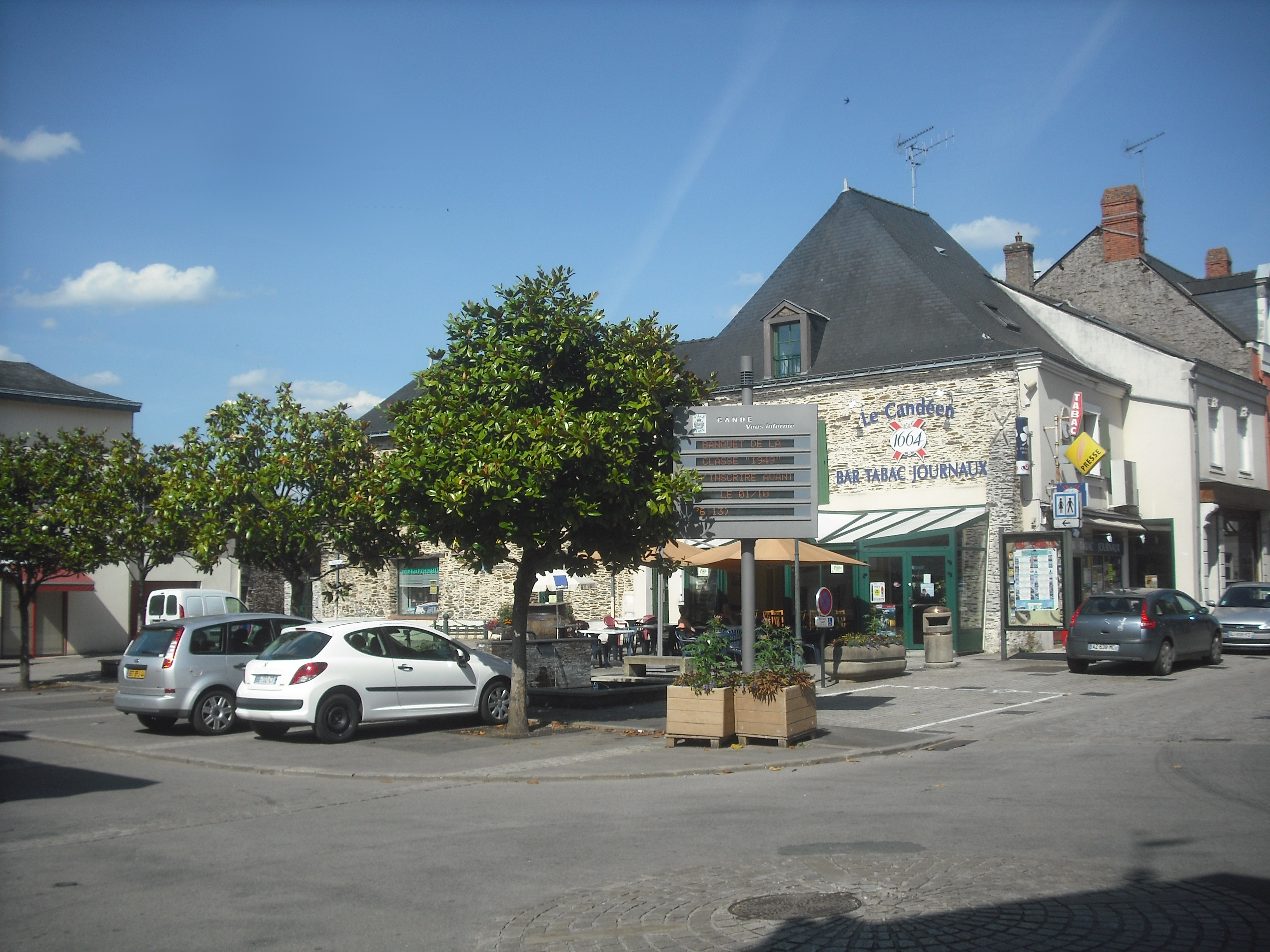
La place du Marché, au centre du quartier commerçant.

Au 31 décembre 2010, Candé comptait 214 établissements : 7 dans l’agriculture-sylviculture-pêche, 14 dans l'industrie, 24 dans la construction, 130 dans le commerce-transports-services divers et 39 étaient relatifs au secteur administratif. Parmi ces établissements, 113 n'ont aucun salarié (52,8 %), tandis que 17 ont dix salariés ou plus (7,9 %). En 2011, 13 entreprises ont été créées à Candé, principalement dans le secteur du commerce et des services divers (75 %). Parmi les entreprises créées, 8 l'ont été par des auto-entrepreneurs.
La principale zone d'activité située sur le territoire communal est celle de la Ramée, qui se trouve au nord de la ville, le long de la rocade. Elle s'étend aussi sur le territoire d'Angrie, où elle est notamment prolongée par les zones du Petit-Gué et du Bois-Robert. Au sud-ouest de la ville, la zone du Petit-Tesseau se trouve sur la commune de Freigné. En tant que petit pôle industriel, Candé compte quelques grandes entreprises, comme la Compagnie industrielle de matériels de manutention (CIMM), filiale de Manitou qui fabrique des chariots élévateurs et employait 110 personnes en 2008, l'usine d'ameublement Leleu, qui comptait 141 salariés en 2009, Croix S.A, qui produit des poudres et des granulés, et Lehée Jan Maine Environnement, entreprise d'assainissement et de traitement des déchets industriels.
L'industrie candéenne connaît cependant des difficultés. Ainsi, l'entreprise Leleu a dû supprimer 52 emplois en 2009, l'usine Valma, qui produit des aliments pour animaux, installée à Candé en 2010, s'est relocalisée à Château-Gontier en 2013 pour pouvoir se développer plus facilement, et l'entreprise Lefrancq Cartonnages a été liquidée la même année, laissant 54 personnes au chômage. L'entreprise Lefrancq Packaging, spécialisée dans la fabrication d’étiquettes sèches et adhésives, continue néanmoins d'employer environ 80 personnes.
La commune compte aussi des entreprises spécialisées dans l'agriculture, comme Pelé Agri-conseil, une société spécialisée dans le négoce agricole, et une antenne de la coopérative Terrena. Le commerce en général et les services sont bien représentés et font de Candé un petit centre économique, tourné vers les communes rurales des environs. En 2010, Candé comptait par exemple un supermarché Super U, une enseigne du groupe Point.P, trois agences immobilières, six agences d'assurances, cinq banques, deux notaires, deux auto-écoles, quatre cafés, cinq restaurants, un hôtel, une maison de la presse, deux boulangeries, un garagiste, un centre de contrôle technique automobile, deux magasins de meubles, un opticien, quatre coiffeurs, etc.
Le marché de Candé a lieu tous les lundis matin dans le centre, autour de la place du Marché. Il réunit une trentaine de marchands.

## Culture locale et patrimoine

### Lieux et monuments

#### Édifices religieux

##### Église Saint-Denis

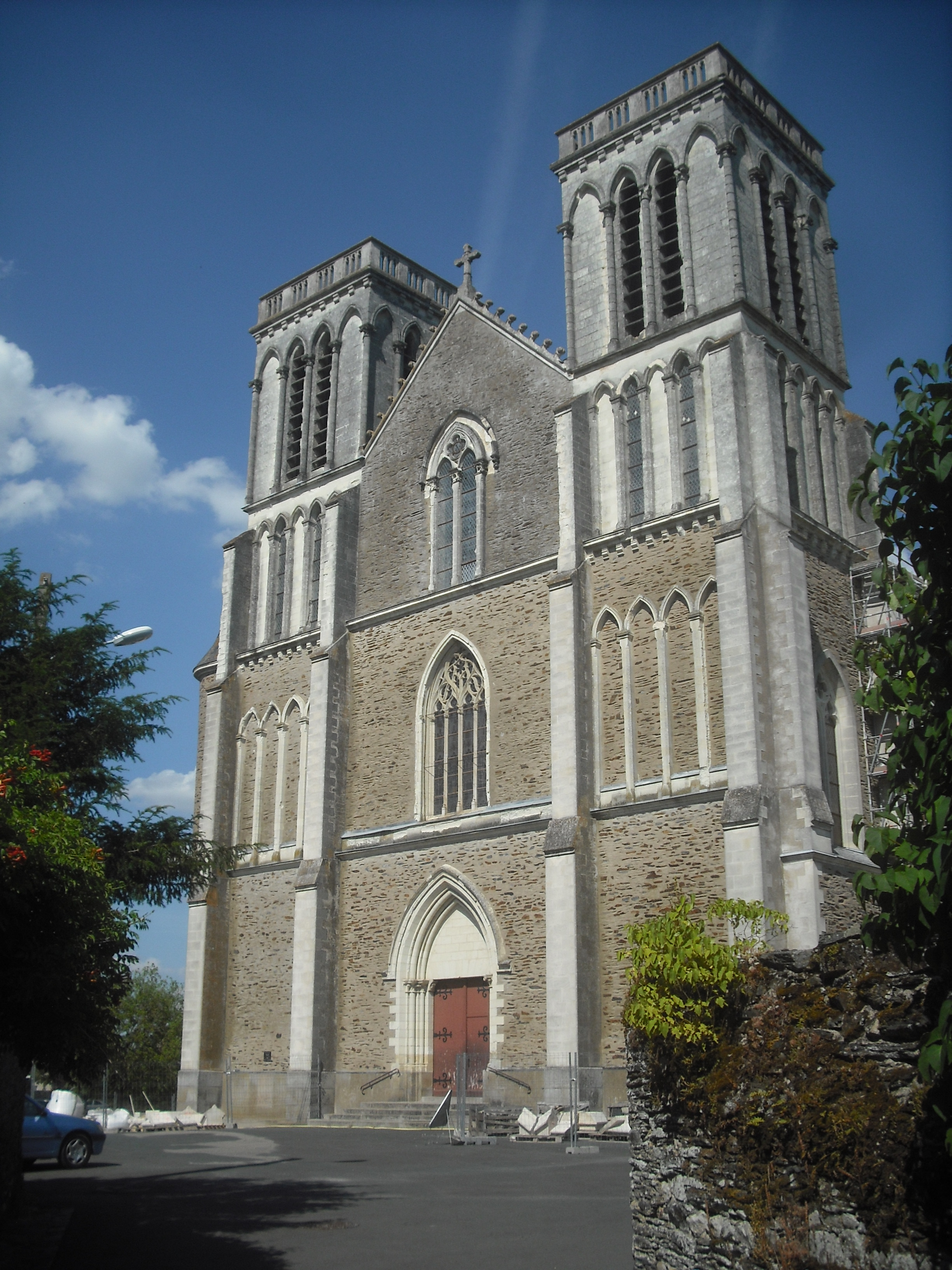
La façade occidentale de l'église Saint-Denis.

L'église paroissiale Saint-Denis se trouve à l'emplacement de la chapelle castrale du XIe siècle. L'édifice fut reconstruit une première fois au début du XVIIe siècle, mais la nouvelle église était déjà en mauvais état à la fin du XVIIIe siècle. Le chœur fut ainsi remplacé de 1824 à 1826. Le reste de l'église, demeuré en mauvais état et devenu trop exigu, devait également être détruit pour être reconstruit. Au départ, la destruction totale de l'édifice était projetée, mais le chœur récemment bâti fut finalement conservé. Les travaux commencèrent en 1856, sous la direction de Charles Joly-Leterme, architecte du diocèse. Ils durèrent une vingtaine d'années, les chapelles latérales étant achevées en 1867, les voûtes en 1869, la façade ouest en 1870 et les deux clochers en 1876.
L'église est un édifice imposant, avec une façade harmonique à deux clochers carrés qui évoque les grandes cathédrales gothiques. Sa nef compte cinq travées. L'édifice fait partie des nombreuses églises néogothiques visibles dans l'ouest de la France, toutes construites au XIXe siècle. Le remplacement des églises paroissiales, souvent médiévales, était alors nécessaire, pour répondre à la forte croissance démographique. C'était également un moyen d'affirmer la nature catholique de la région après les troubles de la Révolution. Le style néogothique, apparu dans les années 1830, était considéré comme le plus à même de représenter l'Église. L'emploi de ce style a aussi eu une vocation régionaliste en Anjou, avec le réemploi des voûtes angevines. De telles voûtes, caractérisées par un profil très bombé, sont d'ailleurs visibles dans l'église de Candé. L'aspect massif de l'église est cependant amoindri par la présence du chœur de 1824, plus bas et moins ornementé, qui a été construit avant l'essor du néogothique,,.

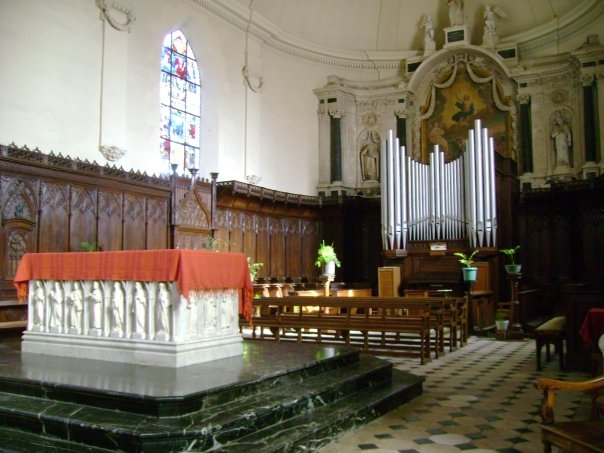
Le chœur de l'église avec le retable baroque du XVIIe siècle.

L'église possède plusieurs objets classés Monuments historiques. Deux verrières du XVIe siècle, provenant de l'église primitive, sont installées dans le chœur. L'une rassemble des fragments illustrant des personnages armés escaladant une montagne ainsi que saint Maurice, l'autre représente un chevalier à genoux,. La chaire en bois du XVIIIe siècle a été installée dans l'église en 1788. Plusieurs objets liturgiques sont classés : un plateau à burettes en argent de la fin du XVIIIe siècle et quatre calices également en argent, datant des XVIIe et XVIIIe siècles. L'un de ces calices, réalisé vers 1641, est un des plus beaux exemples de la production angevine,,,,.
L'église possède aussi trois panneaux de bois peint à l'huile datant du XVIIe siècle et illustrant de façon allégorique une phrase de l'Épître aux Corinthiens, « la lettre tue mais l'esprit vivifie », ainsi que quatre statuettes en bois du XVe siècle représentant des anges portant les instruments de la Passion du Christ. De nombreux autres objets ne sont pas classés, comme le retable baroque, réalisé avant 1672, comprenant un tableau du XVIIIe siècle, et une châsse en bois doré de 1653 contenant des reliques de Regnault l'Ermite, qui a vécu au XIIe siècle.

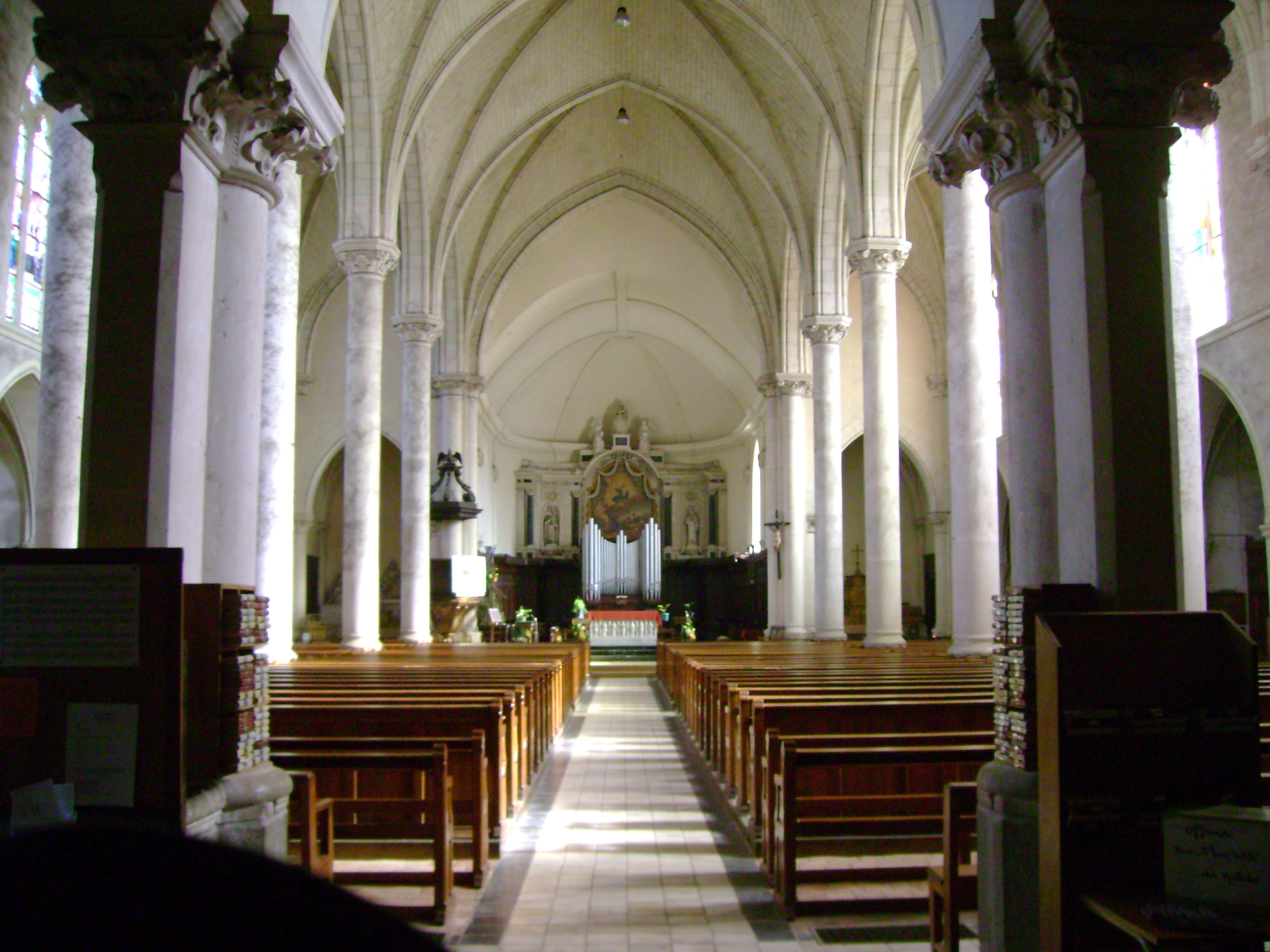
Vue de la nef et ses voûtes angevines.
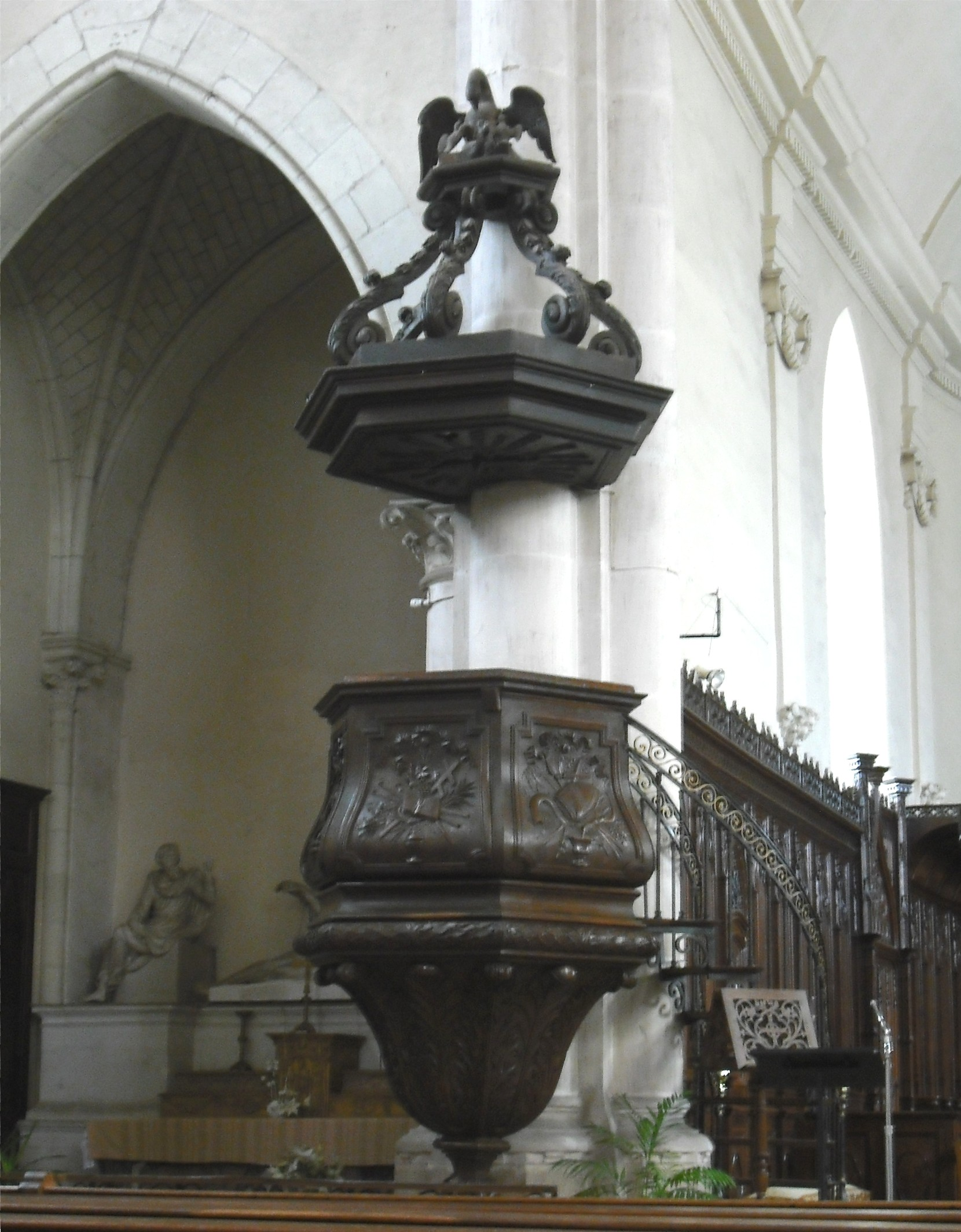
La chaire à prêcher du XVIIIe siècle.
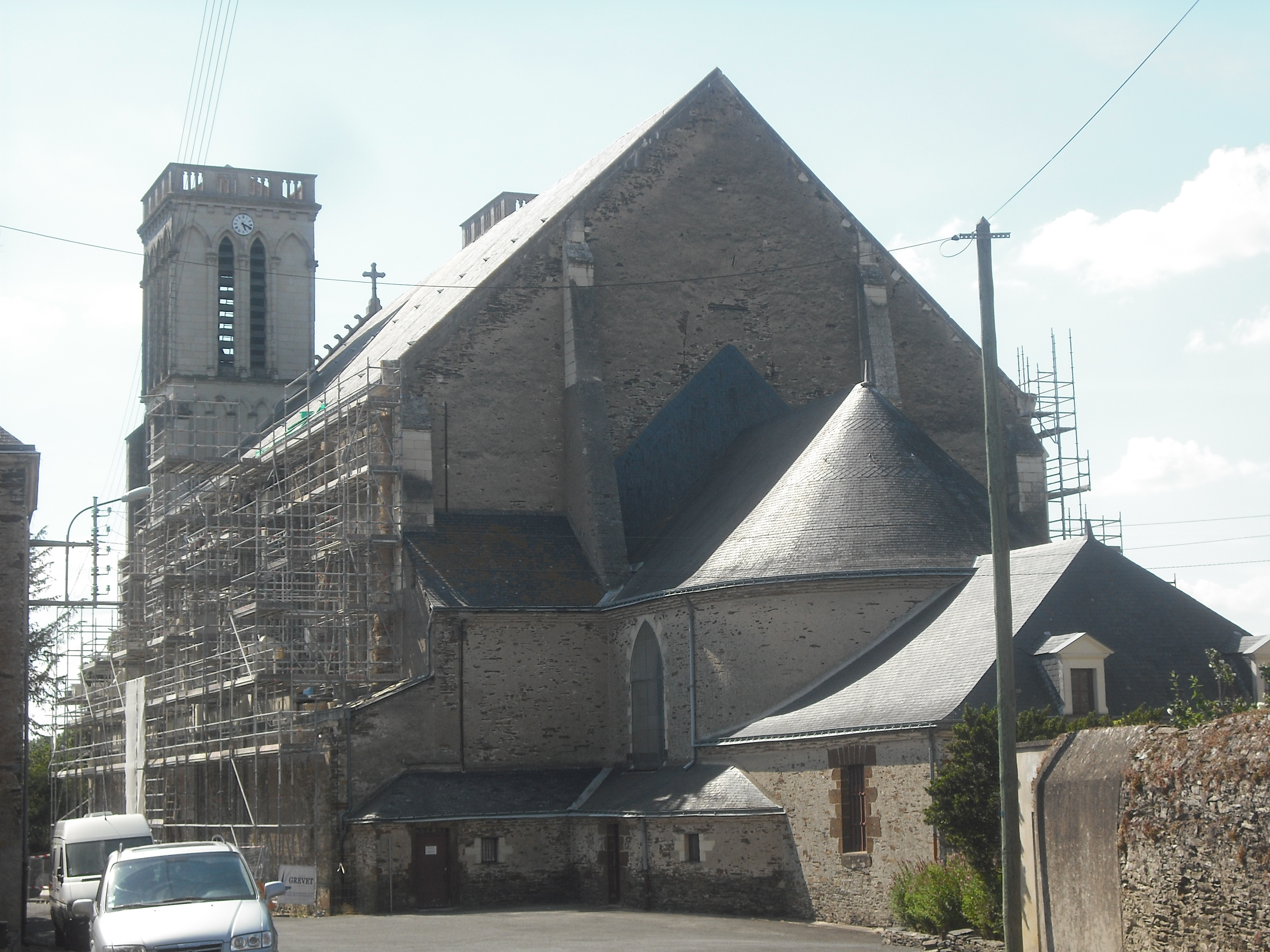
Le chevet de l'église.
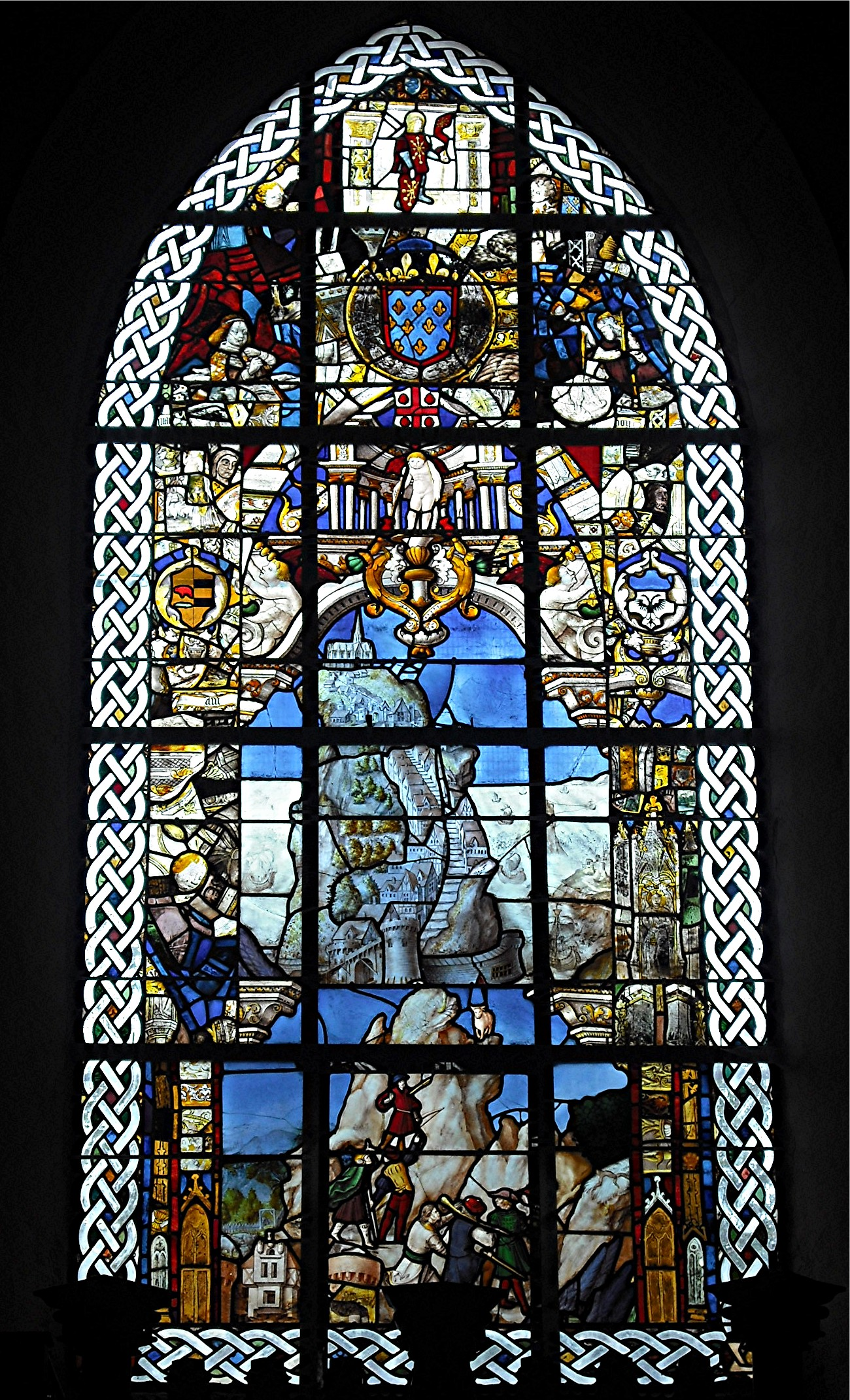
L'un des deux vitraux assemblés au XVIe siècle.

##### Anciennes institutions religieuses

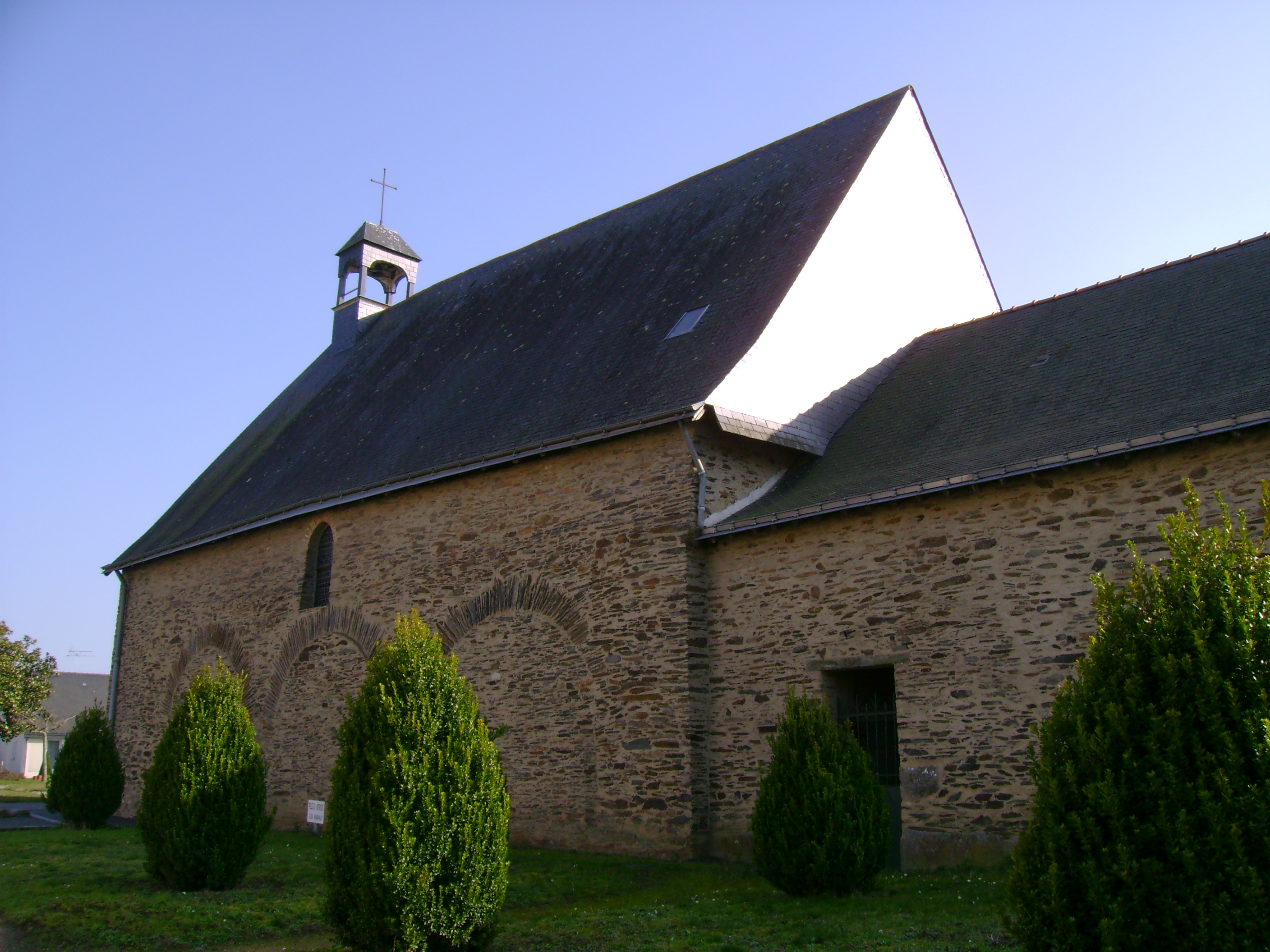
La chapelle Saint-Jean, le plus vieil édifice candéen.

Avant la Révolution française, le territoire actuel de Candé comptait un prieuré, un couvent et une aumônerie. Le prieuré Saint-Nicolas, fondé au XIIe siècle, est vendu comme bien national puis rapidement détruit, et aucun vestige ne subsiste. Le couvent des Augustins, partiellement en ruines au XVIIIe siècle, est lui aussi vendu et sa chapelle est détruite au XIXe siècle. Une partie des logis et des servitudes existe toujours. Ces éléments datent du XVIIe siècle et sont visibles depuis le chemin de Moiron. La chapelle Notre-Dame de Beaulieu, construite au XIVe siècle, faisait initialement partie d'un prieuré bénédictin, abandonné au XVIe siècle. Elle survécut à la Révolution, mais elle a été rasée dans les années 1830 pour faire place au château qui sert aujourd'hui d'hôtel de ville.
L'aumônerie Saint-Jean, qui a été fondée au XIIe siècle à l'extérieur de la ville, a été réunie à l'hôpital en 1780. Les deux vestiges de cette aumônerie, le logis et la chapelle Saint-Jean, appartiennent toujours à l'hôpital local. Le logis, accompagné d'une tour d'escalier, a été construit au XVe siècle. Il est relié à la chapelle par un bâtiment datant probablement du XVIIIe siècle. La chapelle est le plus vieil édifice candéen, puisqu'elle semble dater du XIIe siècle, ce qui signifie qu'elle a été construite lors de la fondation de l'aumônerie. L'édifice a cependant été modifié, puisque son orientation a été inversée. La chapelle, tournée vers l'ouest, s'ouvre ainsi par une porte percée dans la façade est. Elle renferme notamment une huile sur toile du XIXe siècle représentant la Vocation de Saint Pierre.

#### Vieille ville

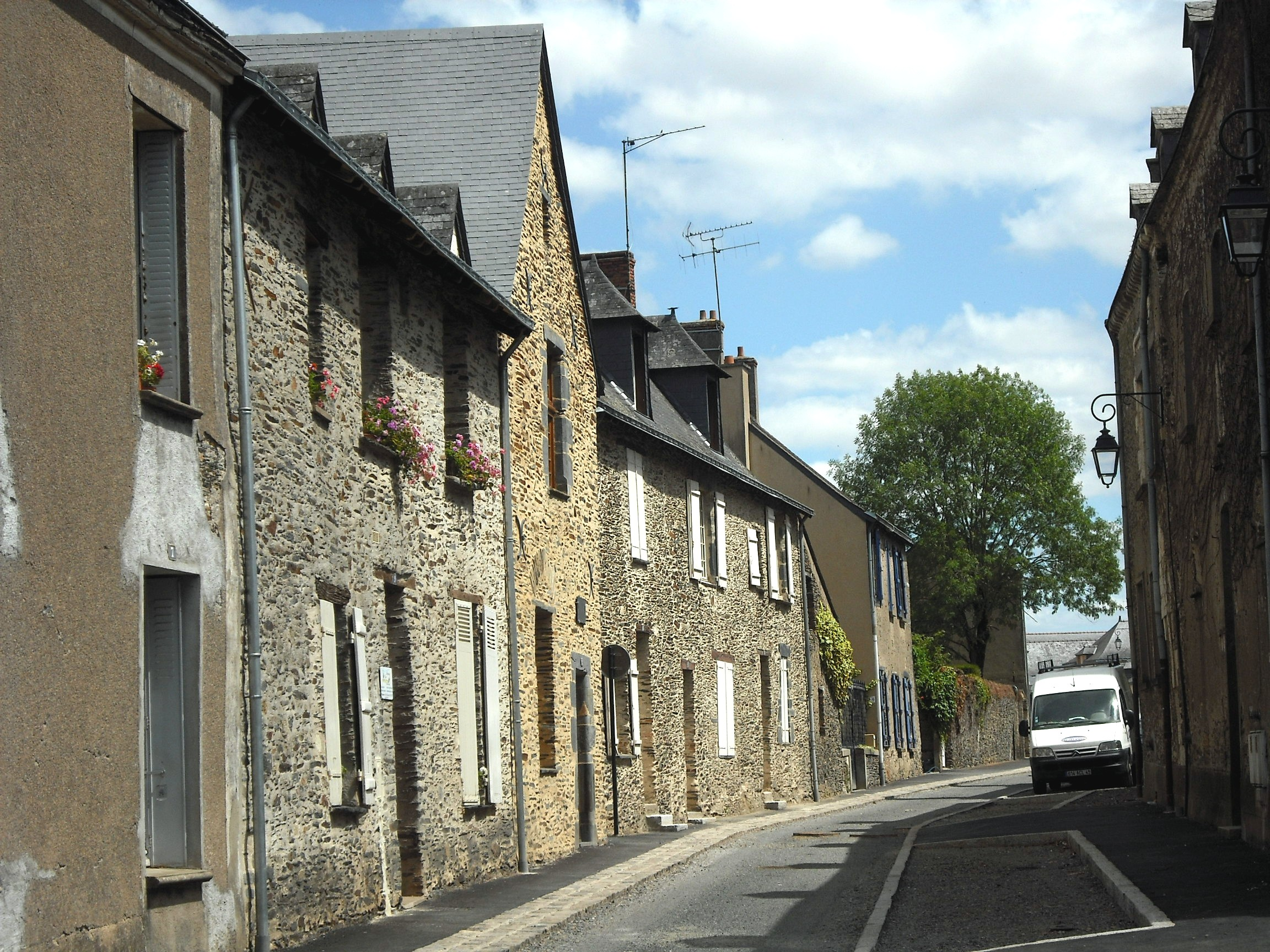
Façades en schiste de la rue Victor-Lassalle.

La vieille ville de Candé se caractérise par un parcellaire étroit datant du Moyen Âge, mais le paysage urbain a été fortement remanié aux XIXe et XXe siècles et il reste très peu de constructions médiévales. Une enquête réalisée pour l'Inventaire général du patrimoine culturel en 1999 a repéré 75 maisons anciennes à Candé sur les 964 constructions référencées par l'Insee.
Les maisons anciennes sous toutes construites en moellons de schiste liés avec de la terre ou de la chaux, et leur toiture est toujours en ardoise. Les maisons les plus opulentes construites du XVe siècle au XVIIe siècle présentent des croisées de fenêtre en schiste de taille. L'usage du tuffeau est visible à partir du XVIe siècle et s'étend massivement aux XVIIIe et XIXe siècles. Il est surtout utilisé pour les encadrements de baies, le schiste demeurant employé pour le gros-œuvre, traditionnellement recouvert d'enduit de sable et de chaux. La brique, utilisée pour les corniches et les encadrements, apparaît au XIXe siècle. Auparavant, les corniches de toit étaient réalisées par empilement de petites dalles de schiste posées en encorbellement. Les toitures sont généralement à long pan avec un coyau, les pignons, d'abord découverts, sont couverts à partir du XIXe siècle. Les maisons de plain-pied sont rares, la majorité possédant un étage carré et un étage de comble.

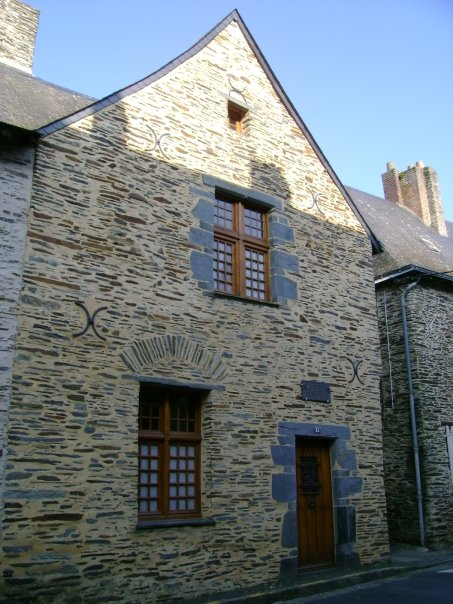
Maison à pignon du XVe siècle.

Seules quatre maisons pourraient dater de la fin du Moyen Âge, mais elles sont toutefois trop dénaturées pour pouvoir être datées avec certitude. Ainsi, l'hôtel de Maillé au 5 Grande-Rue conserve des élévations du XVe siècle, mais il a été largement repris aux XVIe et XVIIe siècles tandis que ses lucarnes ont été ajoutées au XVIIIe siècle. Il doit son nom à la famille Maillé de la Tour-Landry qui en était propriétaire. La maison au 11 rue Victor-Lassalle, remontant également au XVe siècle, est en revanche plus authentique, puisqu'elle possède encore son pignon sur rue ainsi qu'une fenêtre à meneaux.
Les maisons datant du XVIe siècle ont également été reprises plus tard. L'hôtel de la Treille ou de Loiré, au 4 rue du Collège, a ainsi été reconstruit au XVIIIe siècle, alors qu'il servait de collège. Seule sa tour d'escalier semble dater du XVIe siècle. Dotée d'un toit bombé original, elle est surmontée par une statue en plomb de sainte Catherine, reconnaissable à sa roue de supplice. L'hôtel servit de pied-à-terre à Charles-Clovis Brillet après qu'il eut acheté la baronnie de Candé en 1773. La maison située à l'angle des rues Bourgeoise et de la Croix-Blanche a été construite vers 1600 et présente des angles en tuffeau ainsi que des lucarnes à fronton sculpté.

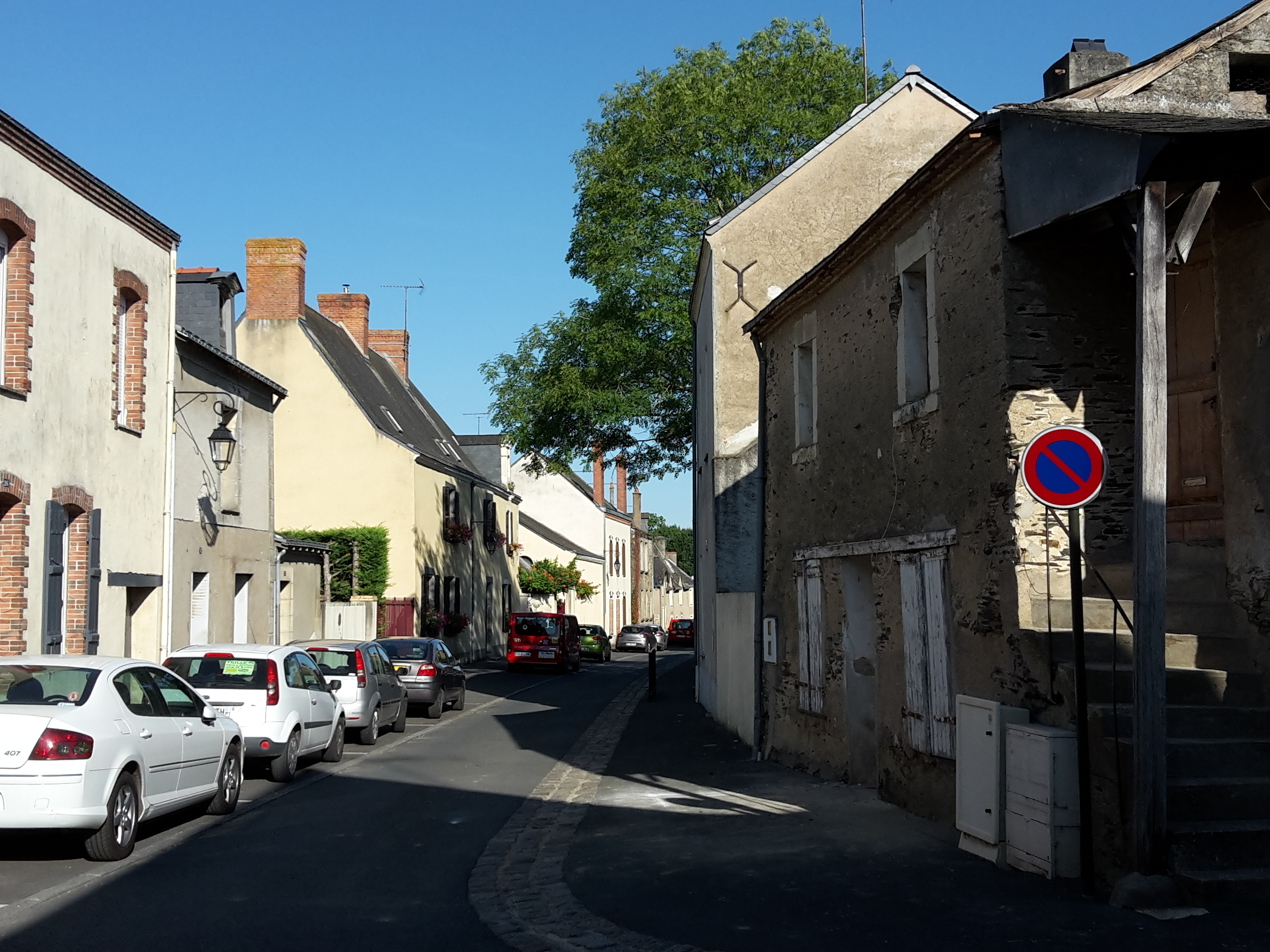
Angle de la rue Victor-Lassalle et de la rue du Presbytère.

Les constructions du XVIIe siècle sont un peu plus nombreuses. L'hôtel au 16 rue Victor-Lassalle montre un réemploi d'encadrements de baies en schiste du XVe siècle. L'hôtel du Perthuis-Macé, au 8 rue de la Réthière, la maison Royer au 33 rue de l'Hôtel-de-Ville, ainsi que le bâtiment de l'école Saint-Jean-Baptiste datent aussi du XVIIe siècle, mais ce dernier édifice est très dénaturé,,.
Les constructions du XVIIIe siècle sont nombreuses et incluent l'ancien grenier à sel, construit en 1733. Plusieurs hôtels particuliers et des maisons de maître ont été construits à cette époque, comme l'ancien hôtel du Pont-Briand au 7 rue de la Saulnerie, l'actuelle gendarmerie, la maison de la Dauphinière, ainsi que l'ancien presbytère, qui a été agrandi au XIXe siècle,,,. Les halles ont été construites vers 1748, mais le bâtiment actuel est une reconstruction du début du XIXe siècle. L'étage situé au-dessus des arcades servit de salle d'audience à la justice seigneuriale jusqu'à la Révolution. L'arche Saint-Denis fut construite au XVIIIe siècle sur le Grand-Gué à la suite de l'assèchement des marais environnants.
Les constructions du XIXe siècle sont elles aussi nombreuses, notamment à cause du percement des rues de Beaulieu et de Bretagne. Le pont de Beaulieu, vraisemblablement construit au XVIIIe siècle à la même occasion que l'arche Saint-Denis, fut doublé par un nouveau pont vers 1849. La place Nationale a été créée lors des percements, et a accueilli de 1909 à 2014 la statue du Moblot, monument emblématique de la commune. Cette statue se trouve depuis 2014 sur une extrémité de la place Saint-Nicolas, rebaptisée « Square du Souvenir » pour l'occasion. Ce monument honore les morts de la Guerre franco-allemande de 1870, et il représente un « moblot », c'est-à-dire un soldat de la Garde nationale mobile. Réalisé en 1909 par le sculpteur Croisy et la fonderie Durenne, il est une initiative du commandant vicomte Le Gouvello. En plus du nom des morts de 1870, ce dernier fit aussi ajouter les noms de personnalités locales tombées lors de conflits antérieurs.

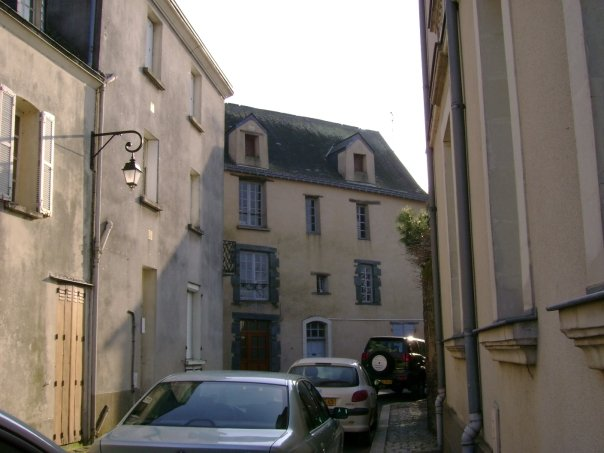
Rue de la Saulnerie.
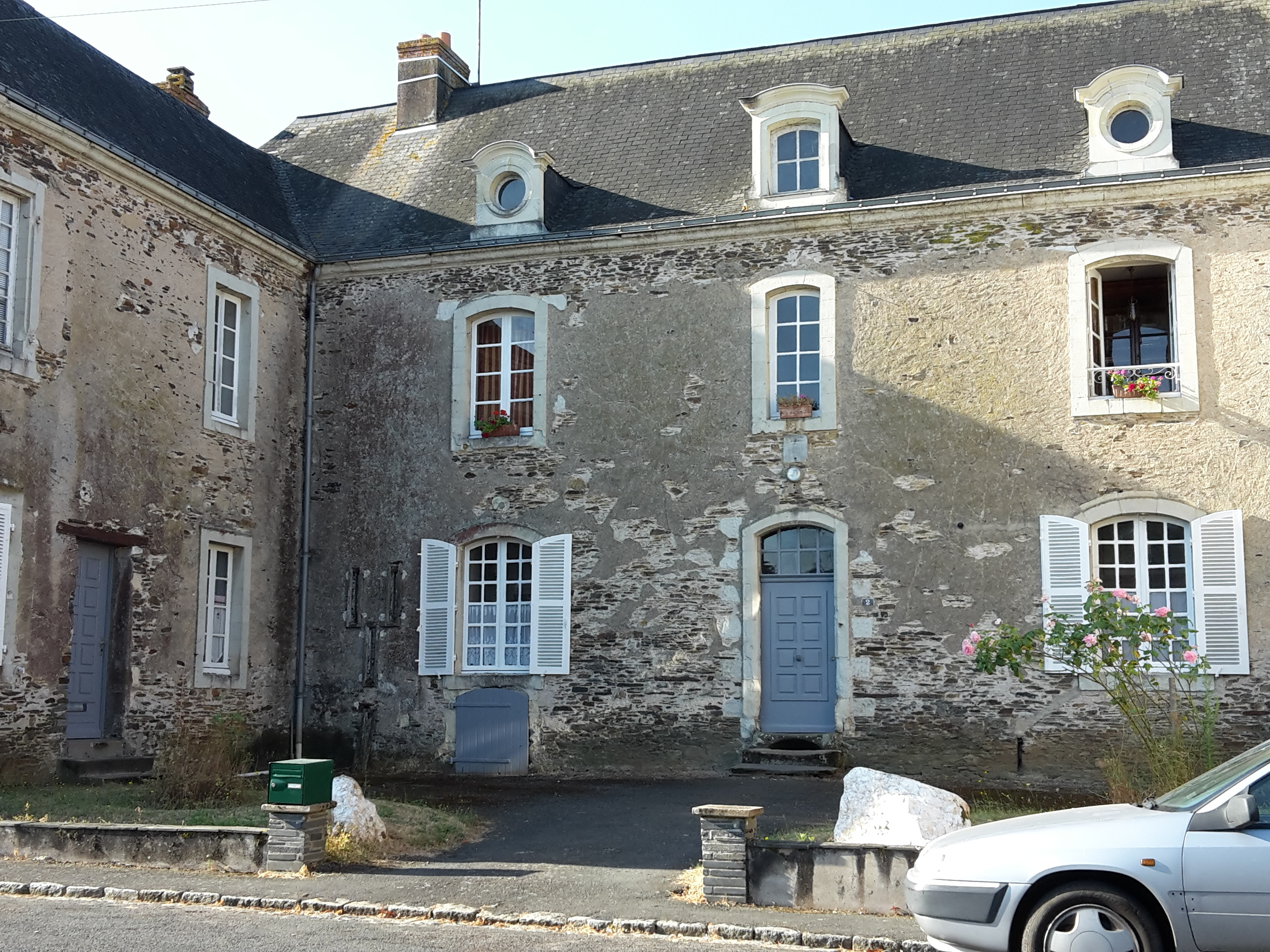
L'ancien presbytère.
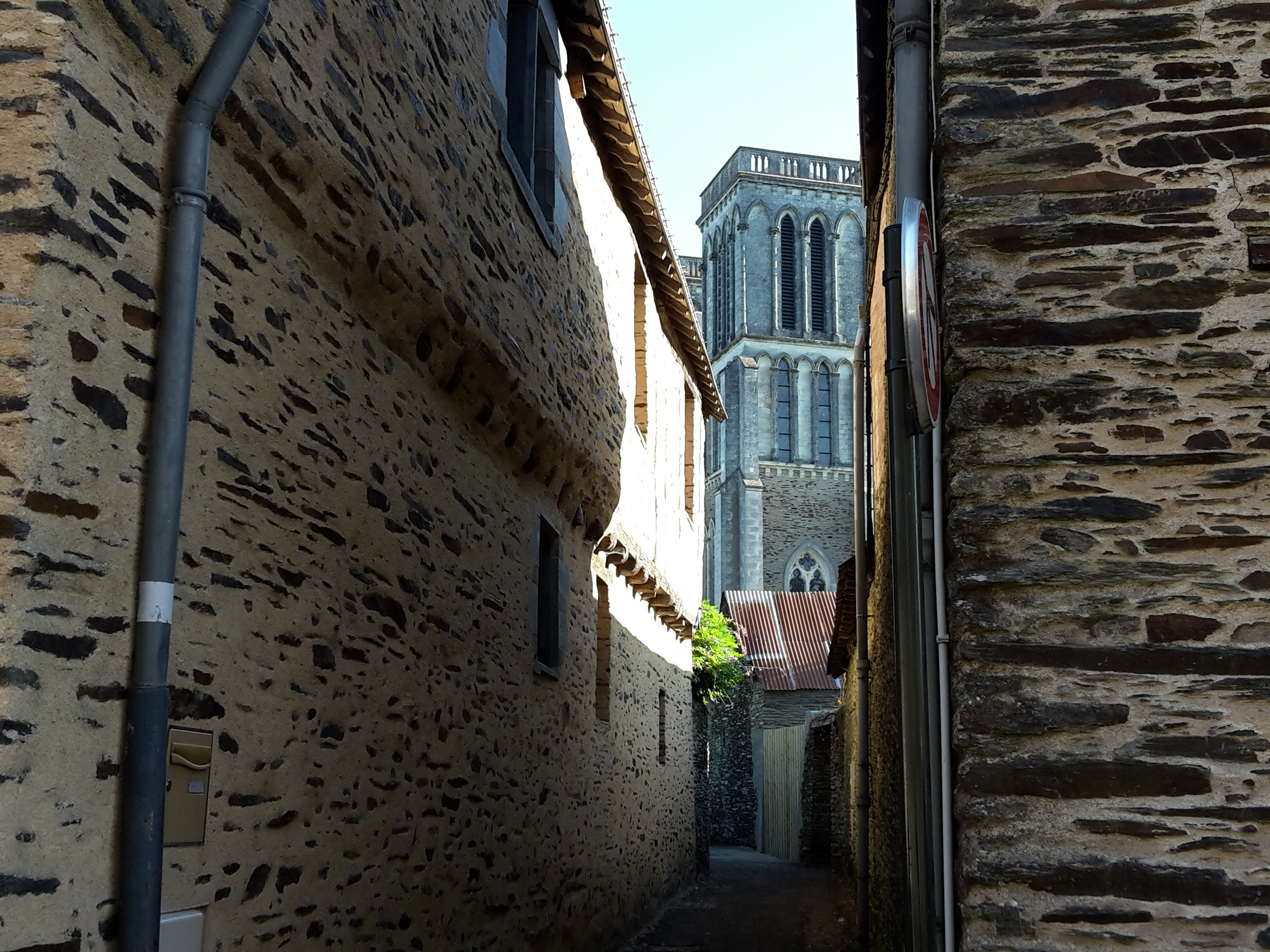
L'église vue depuis une ruelle.
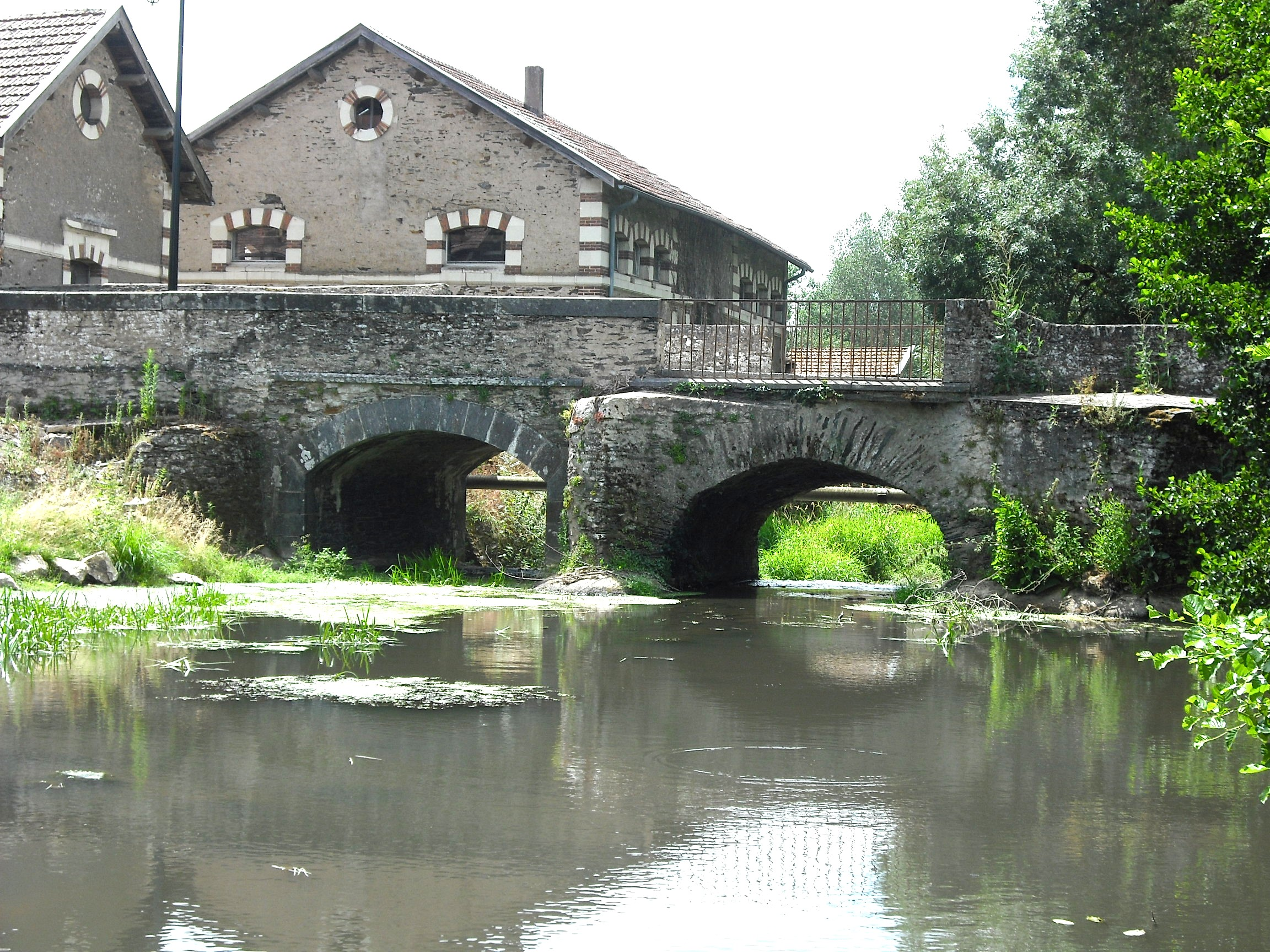
L'arche Saint-Denis.
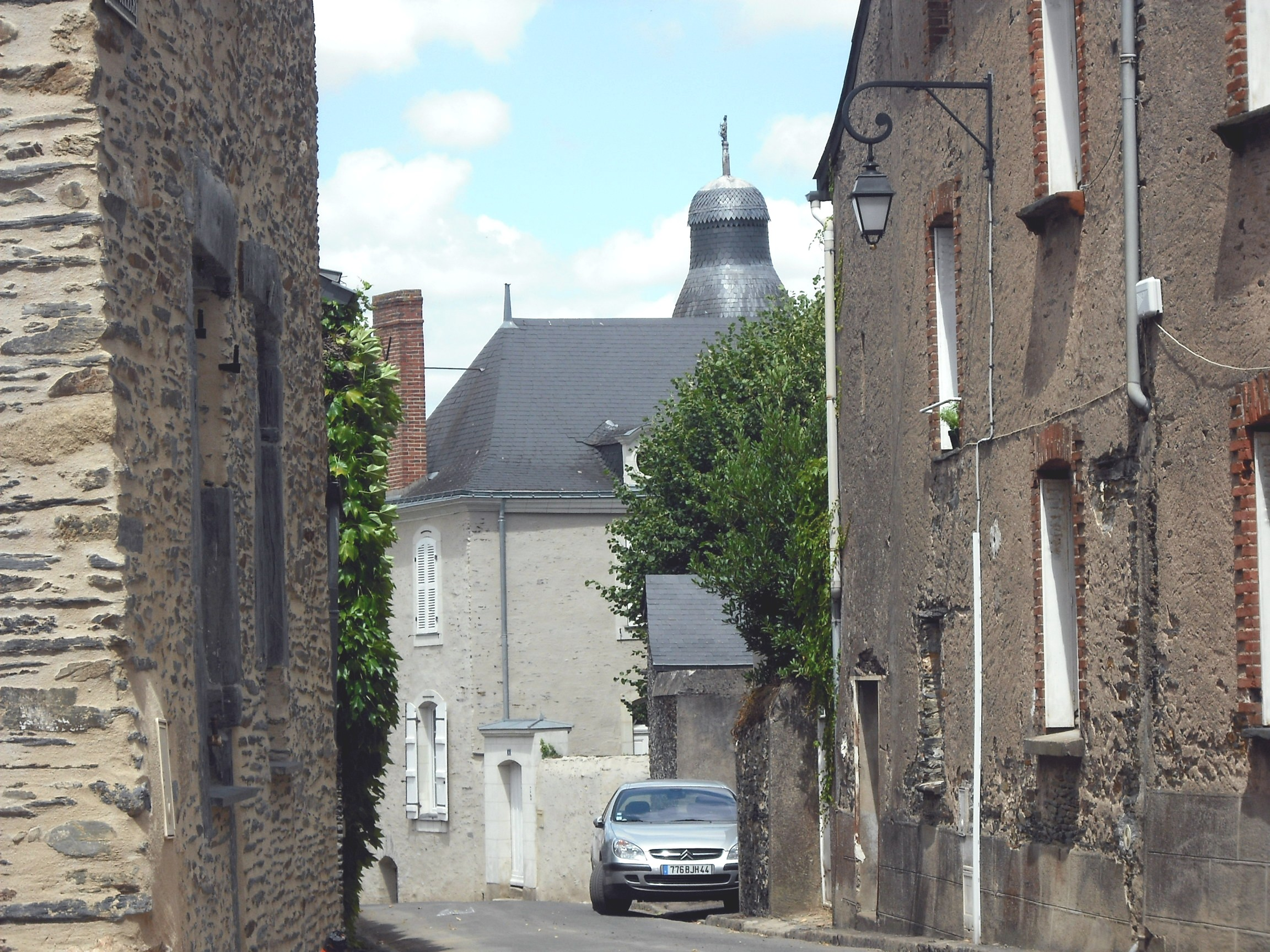
La rue du Collège.

#### Châteaux

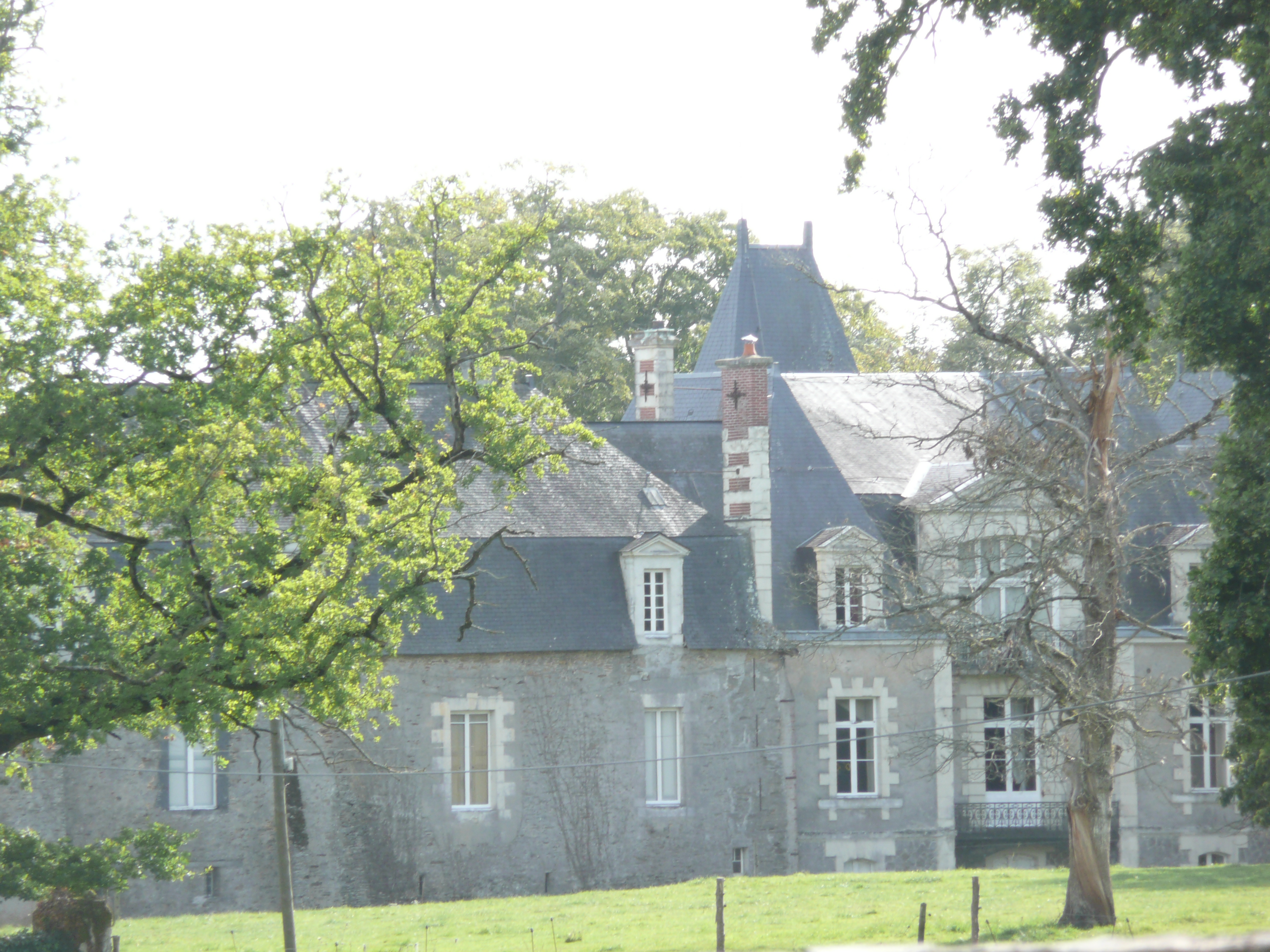
Le château de La Saulaie.

Candé compte plusieurs châteaux. Ils sont assez représentatifs des petits châteaux de l'Ouest de la France, et illustrent bien les changements que ces constructions ont connu au XIXe siècle. En effet, à cette époque, le château n'est plus le seul attribut de l'aristocratie et il devient un signe de réussite sociale. Des notables font donc construire des grandes demeures entourées de parcs. Les familles nobles, de leur côté, reconstruisent totalement ou partiellement leur château lorsqu'elles le jugent trop vétuste ou trop rustique.
Le château de La Saulaie, mentionné à partir du XIVe siècle était à l'origine un château fort, dont subsistent les douves en quadrilatère et deux tours d'angle. Le logis est reconstruit au milieu du XVIIe siècle et une chapelle est ajoutée en 1720. Le château était alors formé de trois ailes, occupant les côtés nord, ouest et sud du quadrilatère. À la fin du XIXe siècle, les ailes ouest et sud sont détruites, ainsi que la partie gauche de l'aile nord. Cette partie est remplacée par un nouveau logis, achevé en 1883. Le parc a été dessiné par Denis et Eugène Bühler vers 1877 et les communs, l'orangerie et les deux conciergeries d'entrée datent de la même époque. Le logis de 1883 est augmenté d'un pavillon en 1906.
Le château de Villeneuve, qui sert d'hôtel de ville depuis 1930, a été construit à l'emplacement de la chapelle Notre-Dame, construite en 1390. Cette chapelle a été détruite en 1838 pour faire place au château. L'édifice a été agrandi vers 1900 grâce à une tour et un gros pavillon, tandis que les communs datent du début du XXe siècle.
Le château de Beaulieu possède des communs du XVIIe siècle, mais le logis a été reconstruit en 1872. Le château de Villegontier a lui aussi été construit au XIXe siècle à la place d'une demeure plus ancienne. Un pavillon des communs est datable du XVIIe siècle et une chapelle aujourd'hui disparue avait été construite en 1506. Le château de la Briantais, sur la route de Challain, est davantage une maison de maître qu'un château, il date du XVIIIe siècle. Le château de la Rivière, aux dimensions similaires, a été construit de 1783 à 1789.

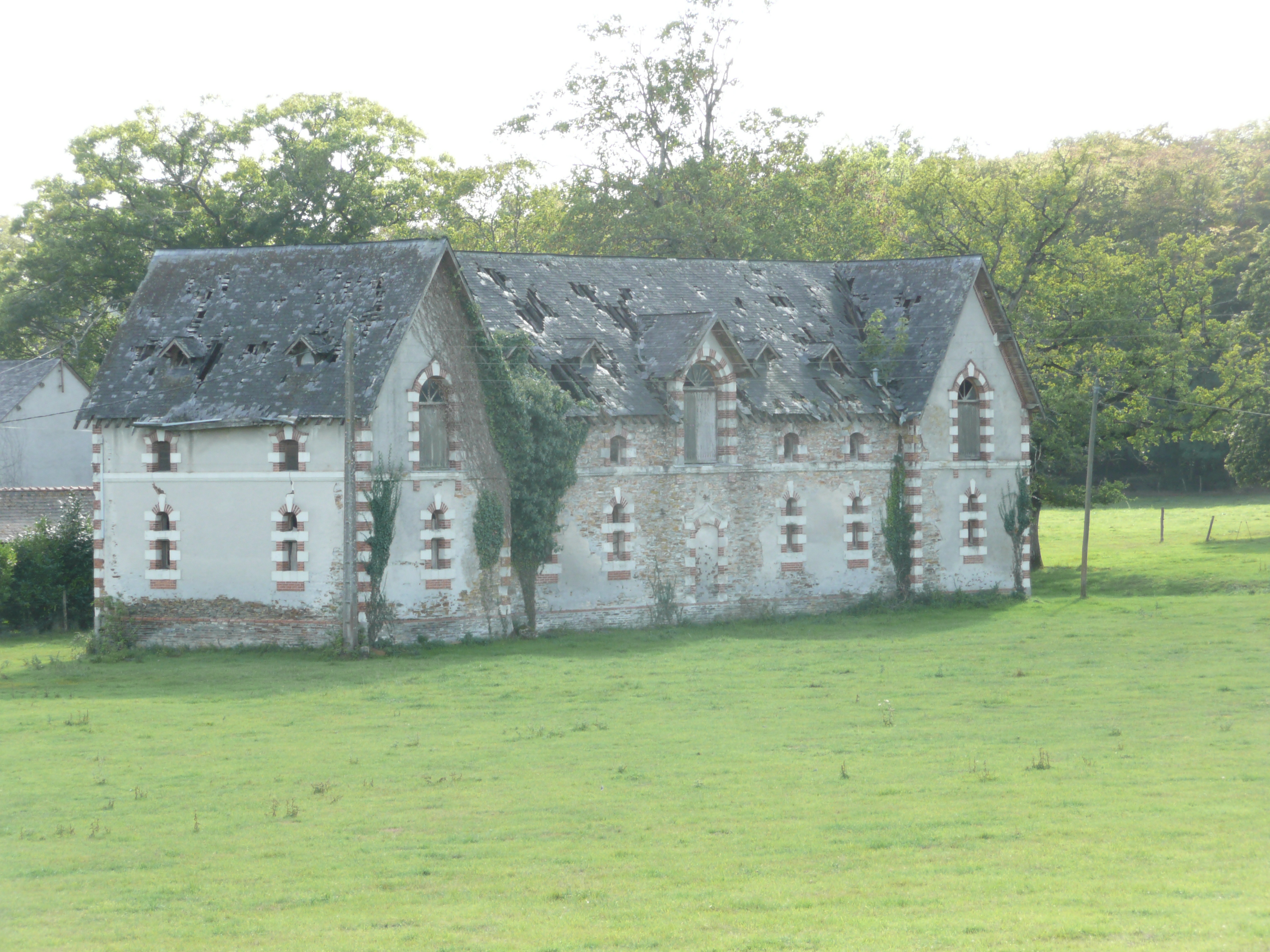
Communs de la Saulaie.
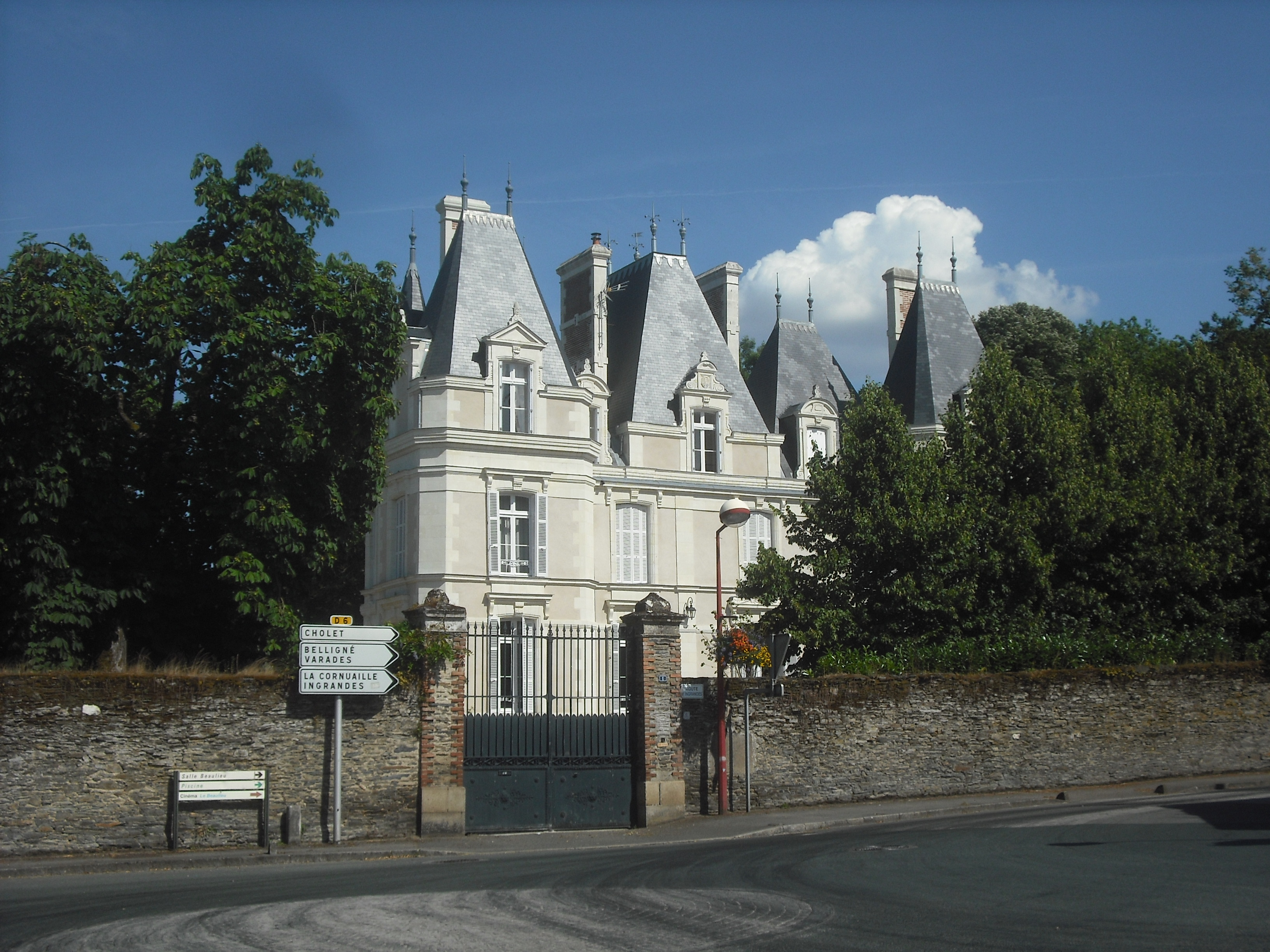
Le château de Beaulieu.
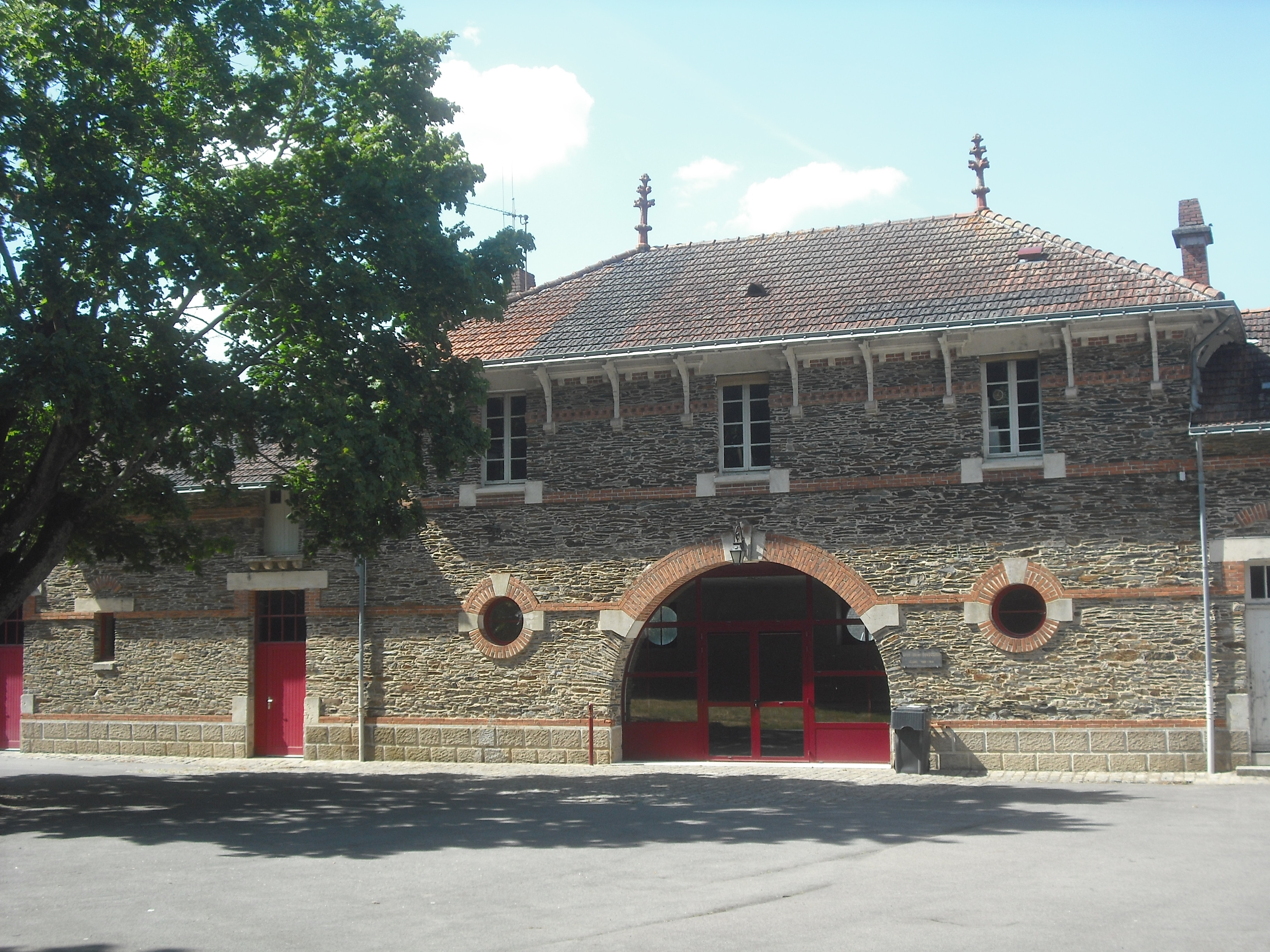
Communs de l'ancien château de Villeneuve.

#### Lavoirs
Candé compte un certain nombre de lavoirs, construits au bord de l'Erdre et des ruisseaux qui entourent la vieille ville. Datant du XIXe siècle, ils sont tous privés, à l'exception du Lavoir Neuf, construit par la commune en 1885 sur le Grand-Gué. Ce lavoir est aussi le plus grand, avec cinq gradins et dix selles à laver. Les autres lavoirs sont généralement construits au fond de jardins donnant sur l'Erdre, notamment derrière les maisons de la rue Victor-Lassalle et autour de la Petite-Planque.

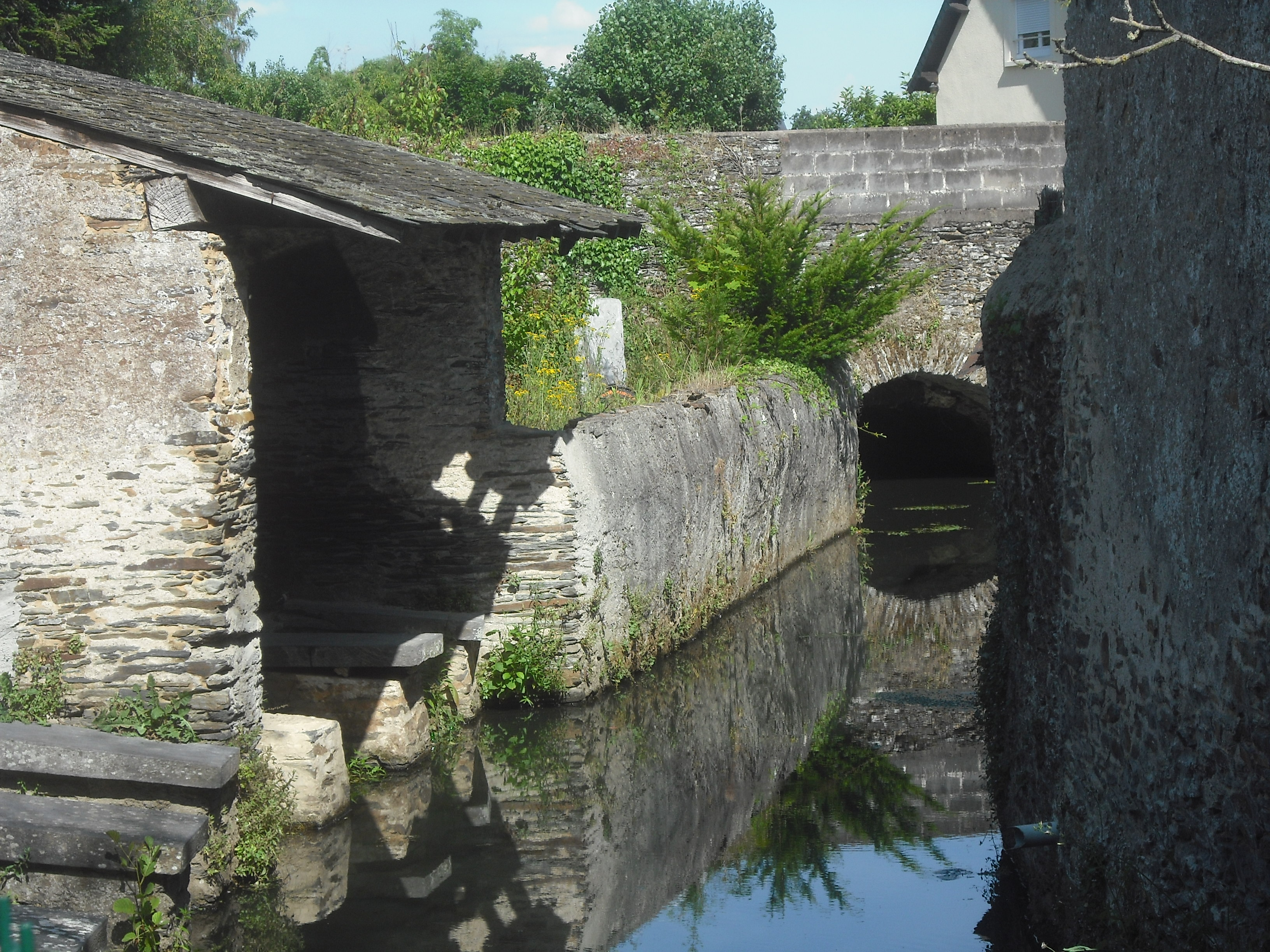
Un lavoir privé au bord de l'Erdre.
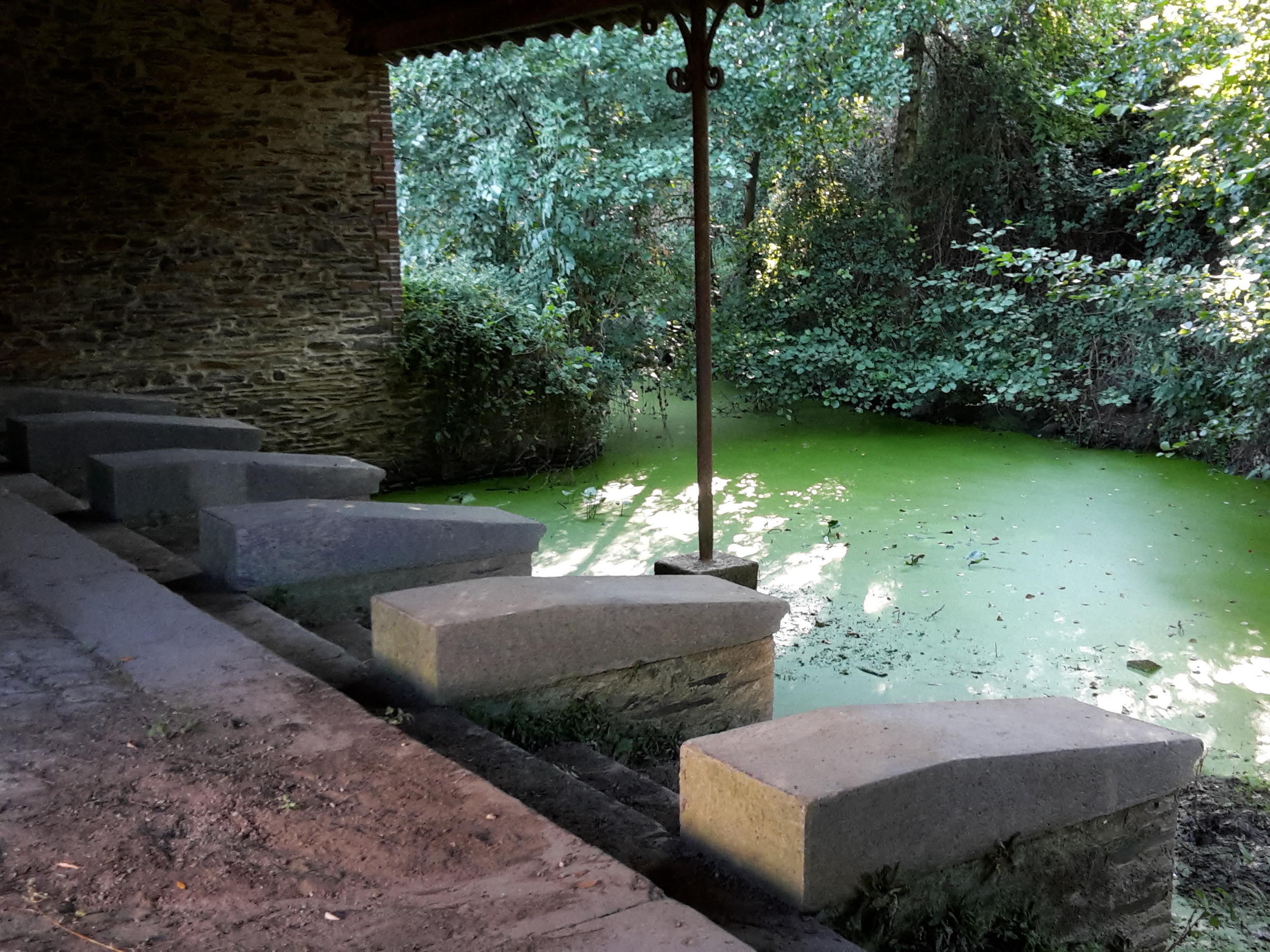
Le Lavoir Neuf.

#### Moulins

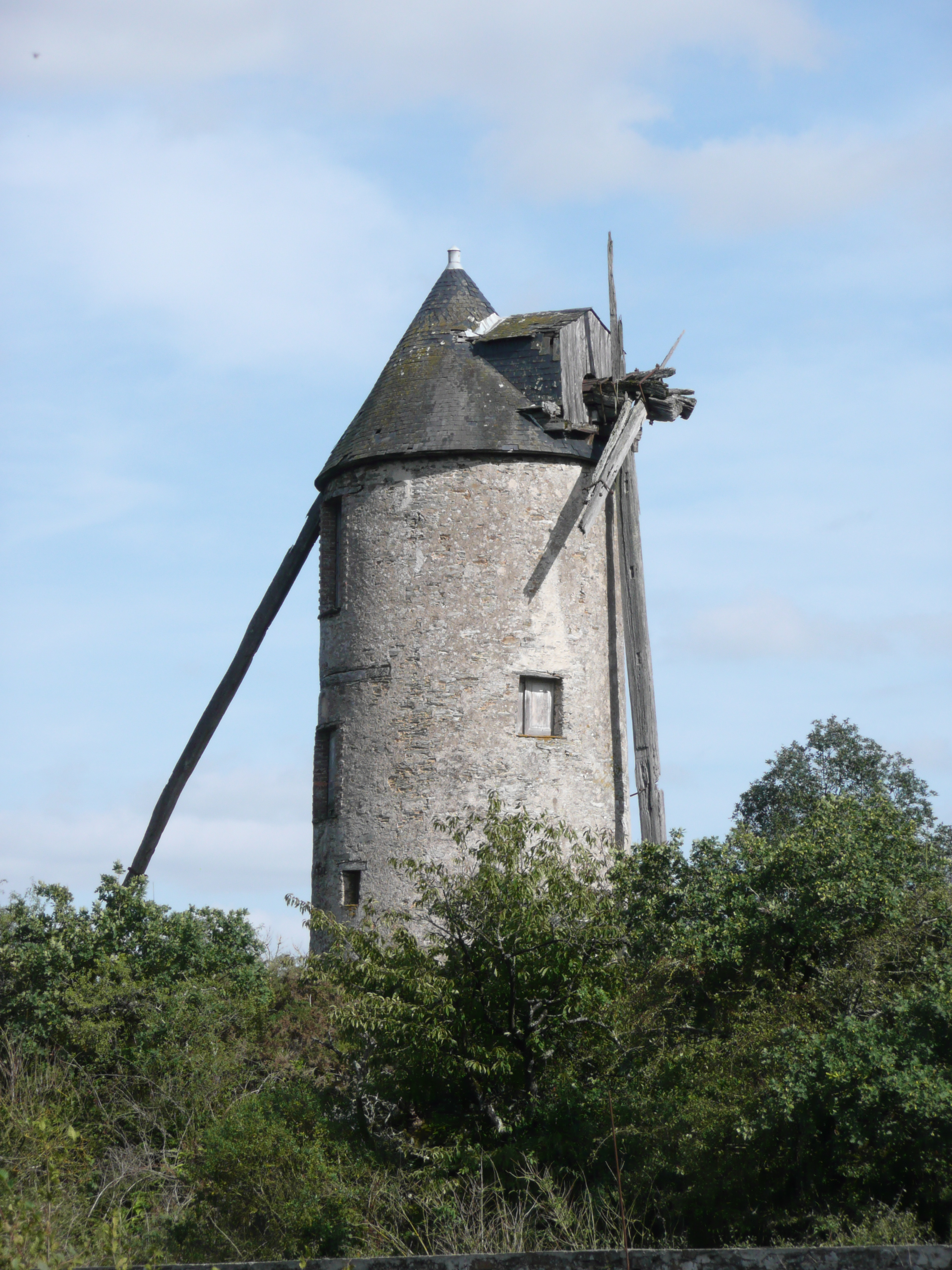
Le moulin de la Saulaie, avec son bras d'orientation.

Une enquête de l'Inventaire général du patrimoine culturel estime que 17 moulins auraient existé à Candé au fil des siècles, soit 8 moulins à vent, 8 moulins à eau et un moulin à vapeur. Deux moulins à eau subsistent à l'état de vestiges, ceux de Moiron et de Fief-Briand. Deux moulins à vent, ceux de Meslier et de Moiron, sont à l'état de vestiges, et seul celui de la Saulaie est bien conservé.
Les moulins à eau sont les premiers à apparaître et le Moulin-Neuf est construit dès le XIe siècle. Certains servaient à moudre les céréales, d'autres à fouler des draps, ou encore à écraser le tan utilisé par la tannerie située près de Saint-Nicolas. Un moulin à vent est attesté pour la première fois en 1437. Des moulins chandeliers en bois sont mentionnés à partir du XVe siècle sur la Grée-Saint-Jacques, et un moulin de même type existe sur la Grée-Saint-Jean autour de 1700. Les moulins encore visibles aujourd'hui sont des moulins-tours en pierre et ils n'ont pas été construits avant le XVIIIe siècle. Tous les moulins à vent de Candé servaient à moudre les céréales. Le seul moulin à vapeur de la ville se trouvait au Haut-Bourgneuf. Installé au XIXe siècle, il a cessé son activité en 1930 et a été détruit en 1986.
Le moulin de la Saulaie est inscrit aux Monuments historiques. Il a été construit au XVIIIe siècle puis rehaussé de deux mètres en 1865, lors de l'installation d'ailes Berton. Il est en mauvais état mais il conserve son arbre moteur, une partie de ses ailes ainsi que son bras d'orientation. Peu de moulins du Haut-Anjou ont gardé ce bras qui a généralement été remplacé par un treuil de giration ou un moulinet mécanique.

### Personnalités liées à la commune
- Plusieurs seigneurs et barons de Candé occupèrent une place importante dans l'histoire locale ou l'histoire de France, comme Françoise de Dinan, le connétable Anne de Montmorency et le « Grand Condé ». Geoffroy Rorgon, premier seigneur connu de Candé, participa à la Première Croisade lors de laquelle il mourut.
- Le médecin Grégoire Lachèse est né à Candé en 1773 et mort à Angers en 1863.
- Jeanne Rij-Rousseau, peintre du début du XXe siècle, est née à Candé en 1870. Elle est morte en 1956 à Savigny-sur-Braye, dans le Loir-et-Cher.
- L'aviateur et capitaine Victor Lasalle est né à Candé le 30 juillet 1893. Devenu officier au 31e régiment d'aviation de Tours, il meurt le 15 décembre 1929 en Libye, lors d'une liaison rapide entre Paris et Saïgon[178].
- La doyenne de l'humanité Marie Brémont, née en 1886 à Noëllet, est morte à Candé en 2001 à l'âge de 115 ans.
- Candé est citée dans Livre pour l'enseignement de ses filles de Geoffroi de La Tour Landry, publié en 1371, au chapitre XXXV, intitulé « De ceulx qui firent fornication en l’esglise ».
- Candé est également nommée dans le roman autobiographique Vipère au poing, de Hervé Bazin.

### Héraldique
| Blason de Candé | Blason  | De gueules à un château à trois tours d'or. |
| Blason de Candé | Détails | Ce blason est mentionné pour la première fois dans un titre du chartrier de Serrant, ce document daterait du XVe siècle. Son apparence peut légèrement changer selon les représentations. Ainsi la version utilisée par la mairie comprend des girouettes et les tours sont maçonnées, tandis que l'écu est surmonté d'une couronne murale et entouré d'un rameau de chêne et d'olivier, alors que le blason visible sur le monument de la place Nationale est largement simplifié. La commune de Candes-Saint-Martin, en Indre-et-Loire, possède exactement le même blason, et il est possible qu'il ait d'abord appartenu à Candes avant d'être également associé à Candé à cause d'une confusion entre les deux. Les deux villes ont d'ailleurs souvent été confondues par les auteurs. Malte-Brun lui-même commet cette erreur dans La France illustrée (1884). Le blason était utilisé dans les documents édités par la commune avant l'adoption d'un logo. |
| Blason de Candé | Alias   | De gueules à la fasce alésée d'or sommée de trois tours pleines de même, le tout surmonté d'une couronne murale. Blason de Candé tel que mentionné dans le chartrier de Serrant. |

| Blason de Candé | Blason  | D'argent à une barre de gueules, écartelé de gueules à un pal d'argent. |
| Blason de Candé | Détails | Blason de Candé décrit par Pierre d'Hozier dans son Armorial général de France, publié en 1696. Ce blason est mentionné bien après celui qui représente un château. Cependant, si le blason au château a d'abord appartenu à Candes-Saint-Martin, celui décrit par d'Hozier pourrait donc être le blason originel de Candé. Le statut officiel du blason reste à déterminer. |

## Voir aussi

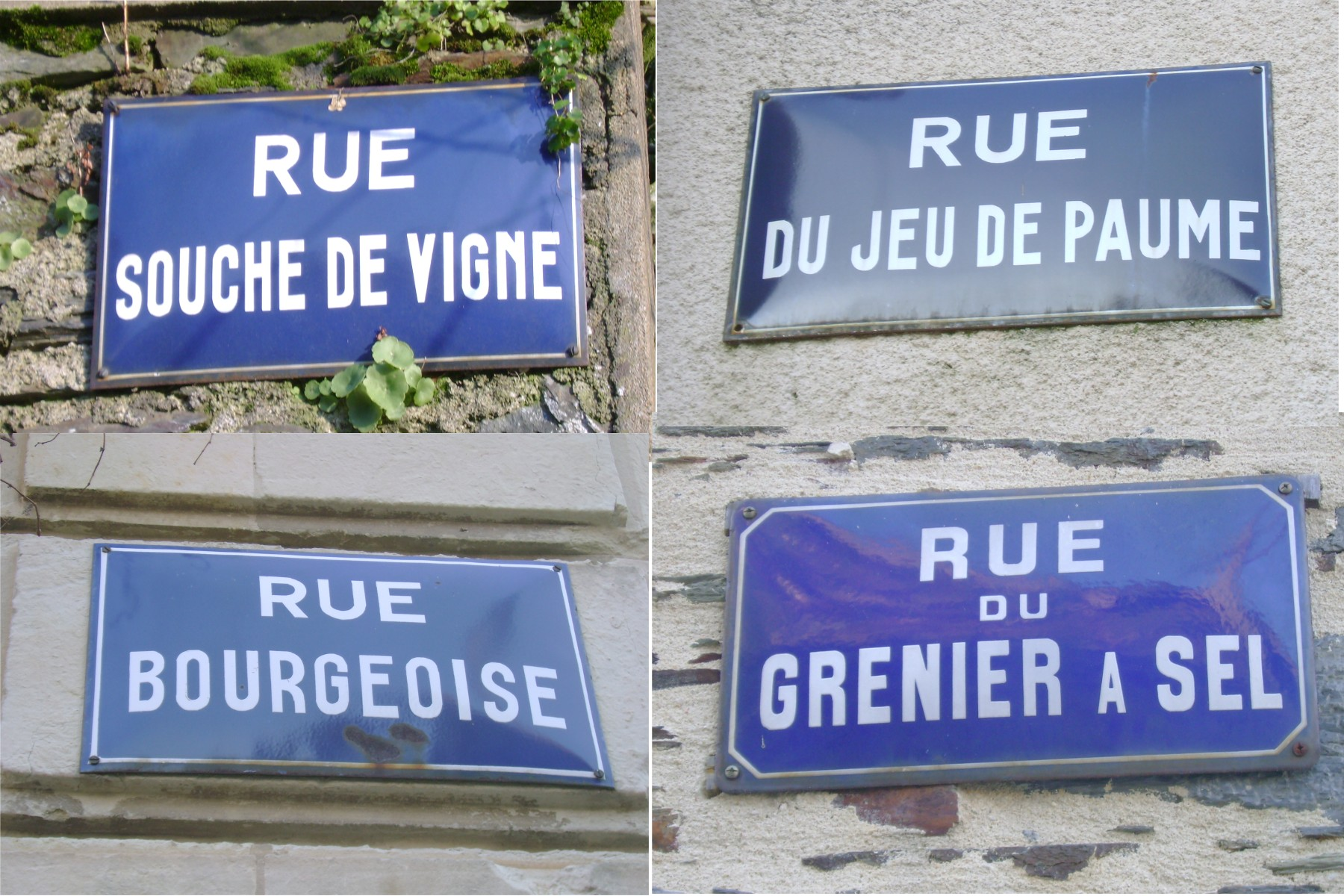
Quelques noms de rue pittoresques.

#### Le doyenné de Candé auxXIeetXIIesièclesMichel Pecha
- Michel Pecha, Le doyenné de Candé aux XIe et XIIe siècles : Organisation de l'espace et structures sociales, 2006, 904 p. (lire en ligne)

1. ↑  p. 552.
2. 1 2  p. 581.
3. ↑  p. 106.
4. ↑  p. 541.
5. ↑  p. 78.
6. ↑  p. 82.
7. ↑  p. 84.
8. ↑  p. 92.
9. ↑  p. 386.
10. ↑  p. 94.
11. 1 2  p. 104.
12. ↑  p. 80.
13. ↑  p. 108.
14. 1 2  p. 109.
15. ↑  p. 354.
16. ↑  p. 692.
17. ↑  p. 346.

#### Histoire de la baronnie de CandéRené de l’Esperonnière
- René de l'Esperonnière, Histoire de la baronnie de Candé, Angers, Lachèse, 1894 (lire en ligne)

1. 1 2 3 4 5 6  p. 6.
2. ↑  p. 50.
3. ↑  p. 67.
4. ↑  p. 69.
5. ↑  p. 58.
6. ↑  p. 87.
7. ↑  p. 90.
8. ↑  p. 12.
9. ↑  p. 100.
10. ↑  p. 132.
11. ↑  p. 127.
12. 1 2  p. 129.
13. ↑  p. 130.
14. ↑  p. 15.
15. ↑  p. 70..
16. ↑  p. 133.
17. ↑  p. 92.
18. ↑  p. 101.
19. ↑  p. 123.
20. ↑  p. 125.

#### Site de la mairie et bulletins municipaux
- « Ville de Candé », sur cande.4c-cande.fr

1. 1 2 3 4 5 6 7 8 9  « Candé, ville d'histoire », sur cande.4c-cande.fr (consulté le 4 avril 2014).
2. ↑  « Vie municipale », sur cande.4c-cande.fr (consulté le 4 avril 2014).
3. ↑  « Déchets ménagers », sur cande.4c-cande.fr (consulté le 4 avril 2014).
4. 1 2 3  « Bulletin communal », sur cande.4c-cande.fr, 22 juin 2010 (consulté le 4 avril 2014).
5. ↑  « Bulletin municipal », sur cande.4c-cande.fr, 25 juin 2013 (consulté le 4 avril 2014).
6. ↑  « Association des Echanges Culturels - AEC », sur cande.4c-cande.fr (consulté le 4 avril 2014).
7. ↑  « École Saint-Jean-Baptiste primaire et maternelle », sur cande.4c-cande.fr (consulté le 4 avril 2014).
8. 1 2 3  « Bulletin communal », sur cande.4c-cande.fr, 24 juillet 2012 (consulté le 4 avril 2014).
9. ↑  « Annuaire de santé », sur cande.4c-cande.fr, 28 juin 2011 (consulté le 4 avril 2014).
10. ↑  « Salle Beaulieu », sur cande.4c-cande.fr (consulté le 4 avril 2014).
11. ↑  « Salle Leboucher », sur cande.4c-cande.fr (consulté le 4 avril 2014).
12. ↑  « Bibliothèque de Candé », sur cande.4c-cande.fr (consulté le 4 avril 2014).
13. ↑  « Musique en Candéen », sur cande.4c-cande.fr (consulté le 4 avril 2014).
14. ↑  « Équipements sportifs », sur cande.4c-cande.fr (consulté le 4 avril 2014).
15. ↑  « Piscine municipale », sur cande.4c-cande.fr (consulté le 4 avril 2014).
16. ↑  « Fréquentation de la piscine », sur cande.4c-cande.fr (consulté le 4 avril 2014).
17. 1 2  « Église Saint-Denis de Candé », sur cande.4c-cande.fr (consulté le 4 avril 2014).
18. ↑  « Plaquette salle Beaulieu », sur cande.4c-cande.fr (consulté le 4 avril 2014).

#### Candé ancien et modernePierre-Louis Perron-Gélineau
- Pierre-Louis Perron-Gélineau, Candé ancien et moderne, Nantes, Forest et Grimaud, 1885, 274 p. (lire en ligne)

1. ↑  p. 5 & 30.
2. ↑  p. 10.
3. 1 2  p. 22.
4. ↑  p. 11.
5. 1 2  p. 9.
6. ↑  p. 8.
7. ↑  p. 105.
8. ↑  p. 116.
9. ↑  p. 71.
10. ↑  p. 76 & 78.
11. ↑  p. 122.
12. ↑  p. 74.
13. ↑  p. 145.
14. ↑  p. 138.
15. ↑  p. 76.
16. ↑  p. 35.
17. ↑  p. 193.
18. ↑  p. 83.
19. ↑  p. 29.
20. ↑  p. 167.
21. ↑  p. 185.

#### DictionnaireCélestin Port
- Célestin Port, Dictionnaire historique, géographique et biographique de Maine-et-Loire, et de l'ancienne province d'Anjou, vol. 1, Paris, J. B. Dumoulin, 1874

1. 1 2 3 4 5 6 7 8  p. 545.
2. 1 2 3  p. 547.
3. 1 2 3 4  p. 546.

- Célestin Port, Dictionnaire historique, géographique et biographique de Maine-et-Loire, et de l'ancienne province d'Anjou, vol. 1, Angers, H. Siraudeau et Cie, 1965(Revu et mis à jour par Jacques Levron et Pierre d'Herbécourt).

1. 1 2  p. 580.
2. 1 2  p. 581.
3. 1 2  p. 583.
4. ↑  p. 582.
5. 1 2 3 4 5 6  p. 584.
6. 1 2  p. 579.

- André Sarazin, Supplément au dictionnaire historique, géographique et biographique de Maine-et-Loire de Célestin Port, vol. 1, Mayenne, éd. régionales de l'Ouest, 2004

1. 1 2 3  p. 196.
2. ↑  p. 195.

#### Autres
- Sylvette Robson, Histoires de commerce : Candé 1850-1960, Candé, Studio Yves Lecoq, 2011, 648 p. (ISBN 978-2-9540283-0-9 et 2-9540283-0-0)